# 中國發明
中国是世界上部分重要发明的发源地，包括古代中国四大发明：造纸術、指南针、火药、印刷術。下表包括四大发明以及其他最早出现在中国的发明。中国人独创的发明涉及机械学、水力学、数学，这些学问应用在计时、冶金、天文、农业、工程、乐理、工艺、导航、以及军事上。时至战国时期（前403年至前221年），中国已拥有先进的冶金技术，包括高炉和熔铁炉，而工匠至汉朝（前202年至220年）才掌握百炼钢与铣铁重熔的技巧。后来在宋朝（960年至1279年），复杂经济制度的崛起促使了如纸币的发明。中国人至少在10世纪之前发明的火药引发了一系列独一无二的发明的诞生，如火枪、地雷、水雷、手铳、爆炸炮弹、多节火箭、以及带气动翼及爆炸酬载物的火箭弹。中国古航海家靠著十一世纪发明的指南针及一世纪发明的尾舵等的帮助，让船隻得以穿越远洋到达非洲东部和埃及。至于水力钟表机构，古代中国人自8世纪起已使用擒纵机械，而自11世纪起使用环状传动链条。中国亦建造了由水车舵轮驱动的大型木偶剧院，以及由明轮所驱动的侍酒机器人。
于约前7000年形成的裴李岗文化及彭头山文化代表了最古老的中国新石器时代文化，在许多第一批史前中国的新石器时代发明中，发现了半月形和矩形石刀、石锄头和石锹、粟、米和大豆等农作物、养蚕缫丝、夯土结构、以白灰土坯抹地的建筑、辘轳的发明、陶器泥条盘筑法的发明、陶器三角架与夯土结构、以及为占卜用途所发展的祭器与骨卜器具学者白馥兰认为，约在龙山文化时期（约前3000年－前2000年），人们驯化了肉牛与水牛，龙山时代灌溉或高产作物的缺乏，充分显示当时种植旱地谷物「仅只有在精心耕种下」才能使农作物高产，而这又揭示了中国早在龙山文化时期就懂得使用犁，这也解释了农业生产高效的原因。此使得中华文明于商朝时期（约前1600年-前1050年）兴起。后来如耬和曲辕犁的发明，使得中国农作产量足以养活更多的人口。
本列表列出首先在中国发展的科技发明，故并不包括中国与外国接触过程中流入的技术，如从伊斯兰中东流入的风车或自早期近代欧洲流入的望远镜。本列表亦不包括在其他地方开发、后来由中国独立发明的科技，如里程表和链式泵。由于没有证据表明，中国是最早发明书写或历法的国家，故中国的发明如汉字书写和农历不在下面述及。同理，条目如戏曲、中国数学、中国建筑下表并不赘述。

## 四大发明
下面列出李约瑟（1900-1995年）所称之中国古代四大发明，依照该发明在中国出现顺序排列。

### 造纸

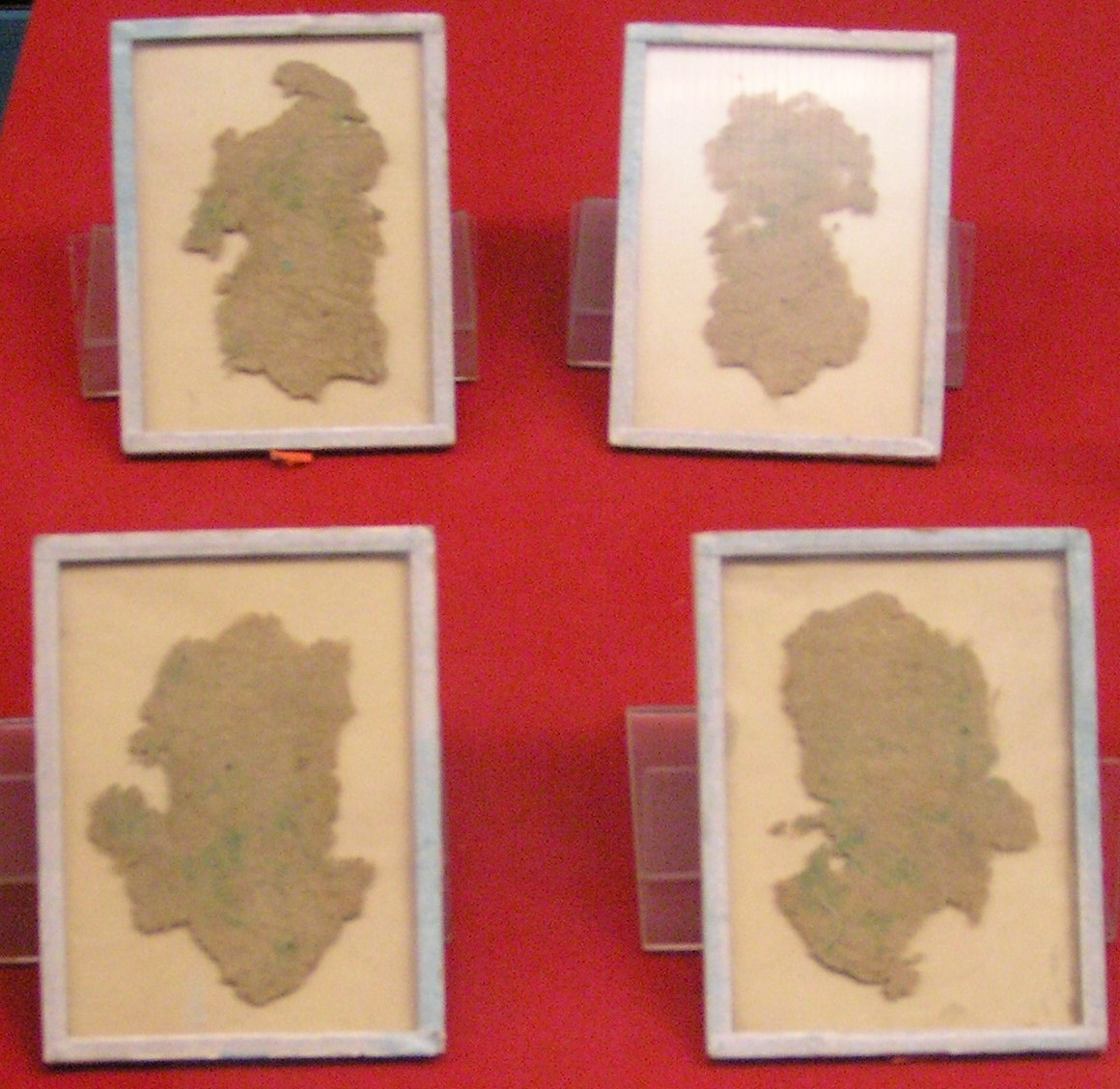
汉武帝时代（前141年-87年）用来包装纸的麻纤维织料残片

虽然照古书记载，东汉（25年到220年）宦官蔡伦（63年到121年）发明了造纸过程，并建立了造纸新材料的使用，不过在中国发现的古老填充及包装纸制品 — 如天水放马滩纸地图 — 可追溯至前2世纪；时至3世纪，做为书写媒介的纸已广泛为大众所使用，它取代了传统但更昂贵的媒介如竹简、帛书、木板、以及可后来入窑烧硬的湿黏土板等。目前所知最早、上书文字的纸片是在阿拉善盟查科尔帖的一处烽火台遗迹里发现。当时正值110年，汉朝军旅在一次匈奴南侵后放弃驻防该地。在105年由蔡伦确立的造纸过程中，将桑树树皮、麻纤维、旧亚麻布、与渔网混合物加水煮烂，均匀搅拌成泥；然后置入带芦苇织成底垫的木制平板木筛以捞起纸浆，这可在稍后抖掉水分并摊在阳光下晒乾；K.S.汤姆表示该制程后来以压制过滤、精炼、抛光方式逐渐改进，得以生产出表面光滑、质地强韧的纸张。

### 印刷

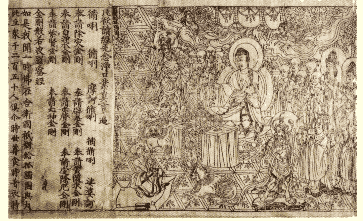
金刚般若波罗蜜经是已知最古老的印刷书籍，在868年出版（唐朝（618年-907年）期间）

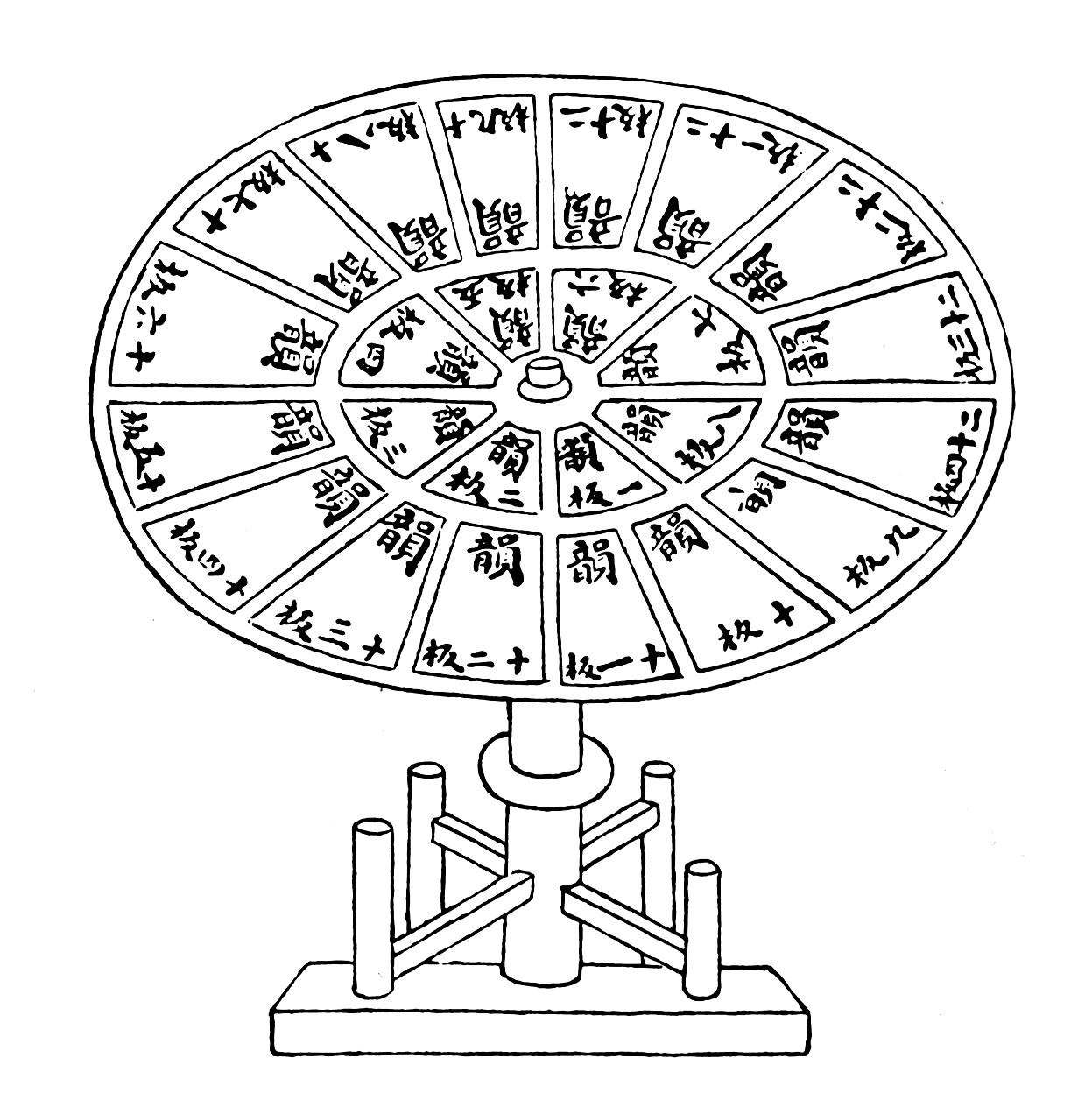
王祯（活跃于1290-1333年）于1313年所著《王祯农书》附撰《造活字印书法》中的插图显示在原型表的区间内依照音韵方式排列的活字

雕版印刷
目前发现最早的雕版印刷成品是一单页版的《陀罗尼经》，该经是印在亚麻纸上，于650年至670年间出版，且在1974年于西安附近的唐代陵墓出土。1966年，考古学家在韩国发现了一本微型《陀罗尼佛经》，该经内含唐朝女皇武则天（约690年-705年）颁行的则天文字。学者断定该经不早于704年，后来被珍藏在一座建于751年统一新罗时代的舍利塔里。不过，已知最早一般大小的印刷出版书籍，是唐代（618年-907年）间刊行的《金剛經》。该经长5.18米（17英尺），卷轴格式，可追溯到唐懿宗咸通9年农历4月15日（即868年）。学者李约瑟和钱存训（Tsien Tsuen-hsuin）的记述表示金刚经的书法雕刻远较较早印行的单页版陀罗尼经更为先进，更为精巧。另外，两个最古老的印刷农历日期为877年和882年，它们是在当时佛教圣地敦煌被发现；学者伊沛霞（Patricia Ebrey）写道，某些最早期印刷品为历书的发现并不出人意料，因为中国老祖先认为计算并标下哪天是否为黄道吉日有其必要。
活字印刷
宋朝（960年-1279年）沈括是第一位描述活字印刷过程的学者，在他写于1088年的著作《梦溪笔谈》中，将此发明归于不知名的工匠毕升（990年-1051年）。随著烧结陶土字符的使用，沈括描述毕升制作字形、捡字排列、印刷、并在印刷后拆解留待后来使用。毕升曾尝试木制活字，但木制活字一直要到元朝（1271年–1368年）王祯（活跃于1290年至1333年）的木模才趋完善。王祯亦将文字按照音韵组合置于有小隔间的转轮排字盘以方便捡字。至于铜版活字要等到明朝（1368年-1644年）华燧（1439年至1513年）于1490年的印刷作品才趋完美。清朝（1644-1912年）山东泰安的学者徐志定于1718年发展出瓷版印刷。 
古书装订
在9世纪印刷术的降临对古书装订起了革命性变化。在晚唐纸本书经历了从书卷到如摺页成册的历程，而它在宋朝（960年-1279年）进一步发展成书页纸张朝中央下折、如现今常见的书般的「蝴蝶」装订；然后到了元朝（1271年至1368年）包住书背装订的部分加了两片书页到书脊并以厚纸罩住保护书背；明朝（1368年至1644年）期间，书终于使用线缝合书背装订。一直到20世纪初，传统的中国线缝装订才改为西式装订。而西式装订是一种以现代印刷机、并行于传统中国印刷方法的替代品，由约翰内斯·古腾堡（约1400至1468年）所发明。

### 火药

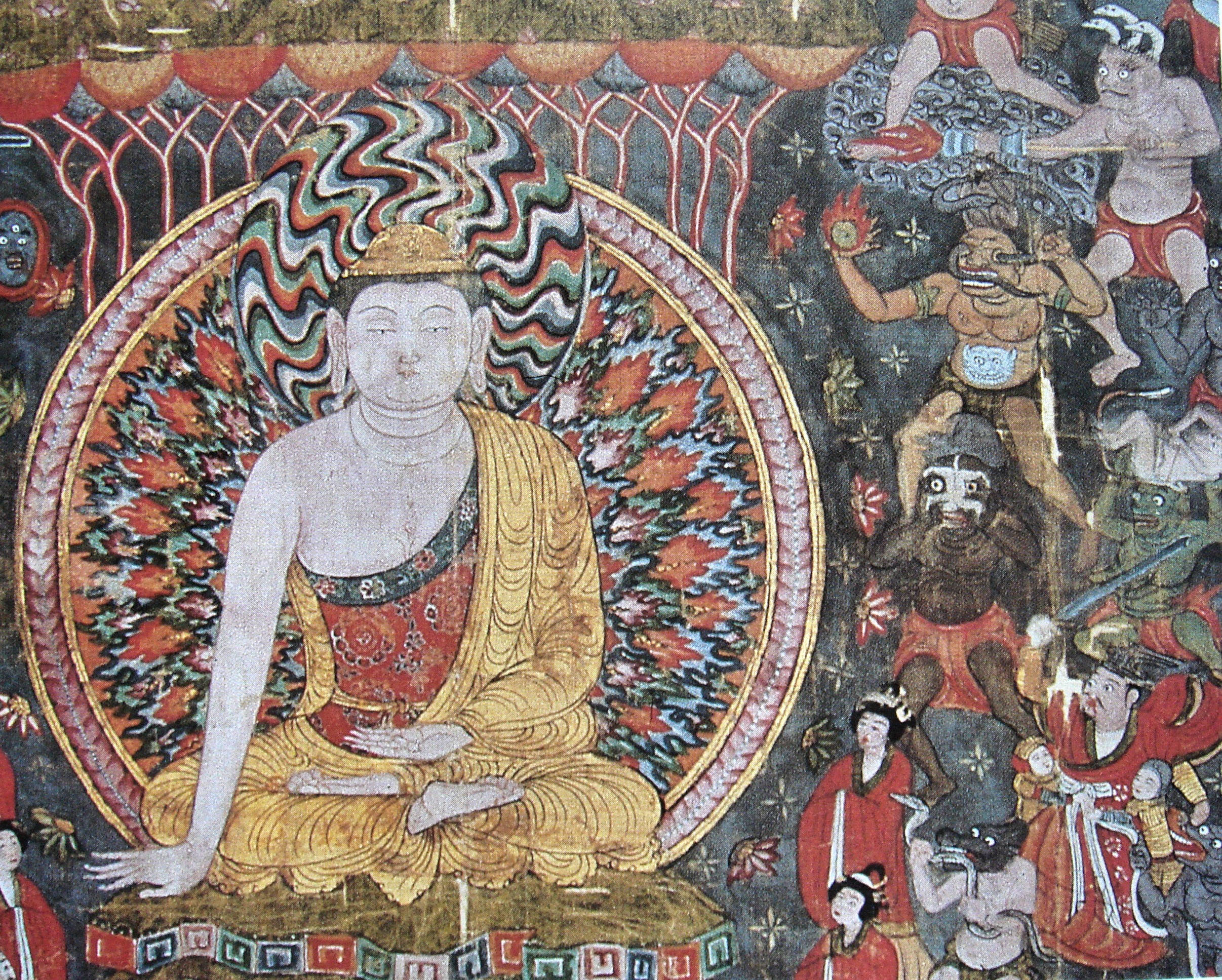
绢画《降魔变》是中国最早的火药火枪使用艺术描绘，于五代十国时期（907年-960年）绘成，在敦煌莫高窟被发现

虽然有证可查的首次火药使用是在五代十国（907年-960年），不过已知最早火药配方的书面记录是在宋朝年间（960年-1279年），由曾公亮、丁度、和杨惟德在1044年《武经总要》里的记述；《武经总要》描述火药用于旋风车炮抛射引火球抛过城墙，或者用铁鍊操作降低甩摆高度以击碎城墙。由水军船只搭载的霹雳炮（一种用火药弹丸的投石机）使得宋军在1161年采石之战大败金军，而元朝（1271年-1368年）在1274年和1281年两次入侵日本时使用过铁火炮。在13和14世纪期间，火药配方杀伤力变得更加强大（硝酸盐含量高达91％），且火药武器更为先进更为致命，这在明朝（1368年-1644年）由焦玉（活跃时期14世纪到15世纪初）与刘基（1311年-1375年）军事著作《火龙经》中充分体现。该书于刘基死后不久完成并由焦玉作序于1412年在南阳出版。

### 指南针

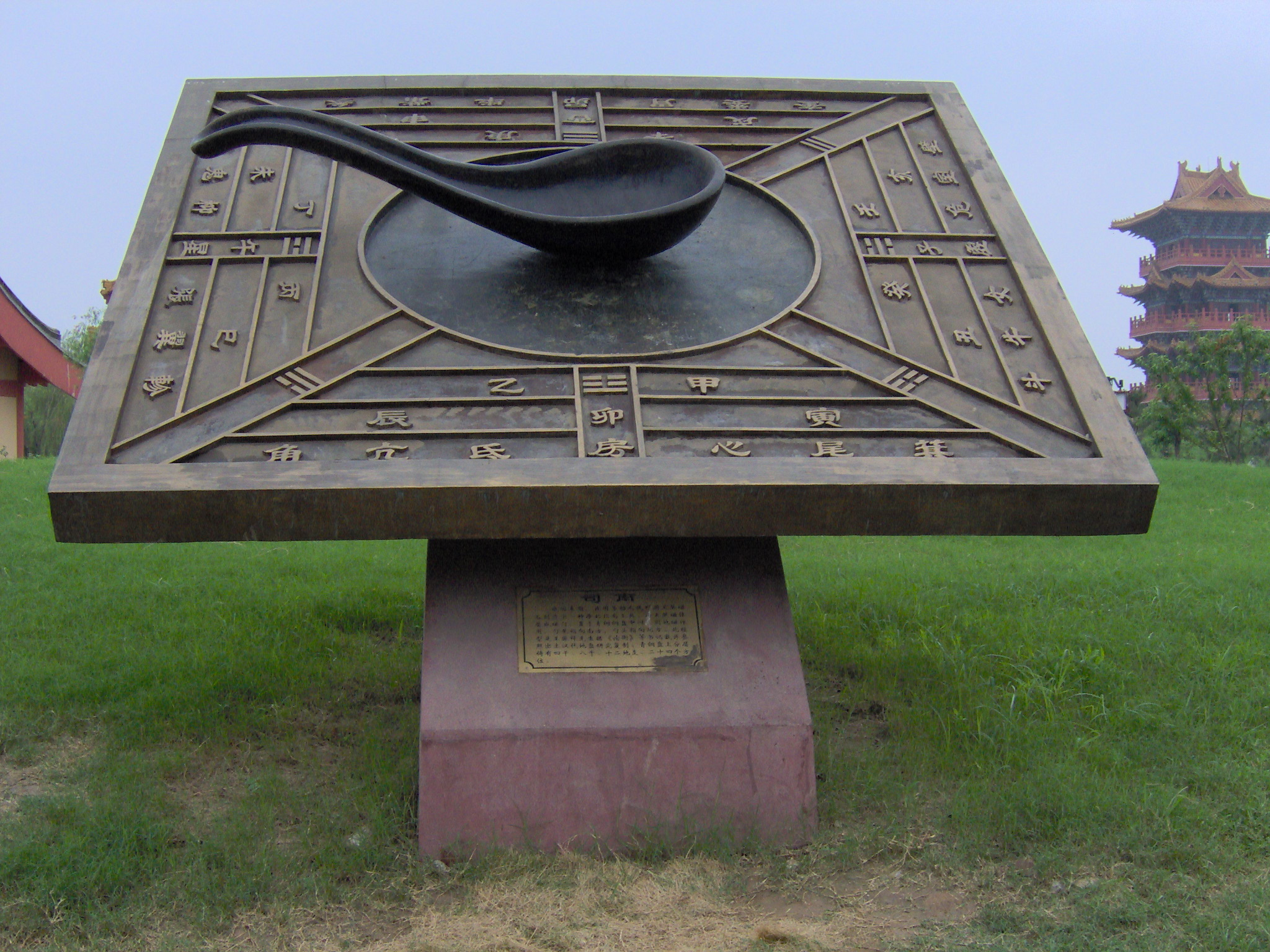
在开封展示的勺碗形、用于汉朝（前202年-220年）风水堪舆的指南针模型；该模型的历史真实性一直受到李书华（1954年）的质疑。

在墨西哥韦拉克鲁斯州圣罗伦索特诺奇提特兰，一件来自奥尔梅克时代的古老赤铁矿手工艺品可追溯到大约前1000年，显示在当时中美洲有可能使用天然磁石的指南针，远较在中国所描述者年代更为久远。然而奥尔梅克文明中并不懂得如何提炼生铁，中国老祖先当时已发现如何提炼生铁，并将之与天然磁石接触以进行磁化。古文献对天然磁石吸引铁以制备磁铁的描述于《管子》、《吕氏春秋》、和《淮南子》中提及。到了汉朝（前202年-220年）开始使用指南北天然磁石磨制的勺碗状指南针，用来占卜与风水堪舆，尚未用在导航方面。东汉王充（27年-约97年）在其所著《论衡》卷17是应篇第52说「司南之杓，投之于地，其柢指南」。虽根据根据李约瑟（1986）的研究，《论衡》卷16乱龙篇第47说提及另外两处相同文字提及磁铁吸力，但学者李书华（1954）认为那是天然磁石，并指出，《论衡》中并没有明确提及磁铁。宋朝（960年-1279年）的沈括在其1088年著述《梦溪笔谈》中是第一位准确地描述地磁偏角（即磁北与正北间的差异）和利用磁化的绣花针做成的指南针的人，而朱彧（活跃于12世纪）在其1119年发表的《萍洲可谈》中是第一位具体提到利用指南针在海上航行的人。然而，在此之前，1044年出版的《武经总要》描述了指南鱼：铁片或者钢片制成鱼状，放入炭火烧红，尾指北方斜放入水，便形成热剩磁的指南针，可放在盛水的碗内，透过剩磁与地磁感应作用指南。《武经总要》记载该装置与纯机械的指南车并用于导航。

## 秦漢

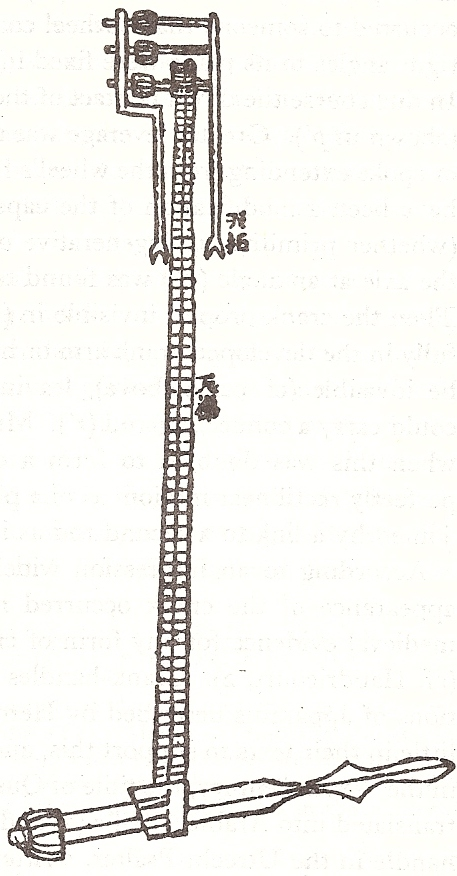
链条传输提供连续不断的动力传输，本图来自宋朝苏颂于其1094年出版《新仪象法要》描述其水运仪象台的构造

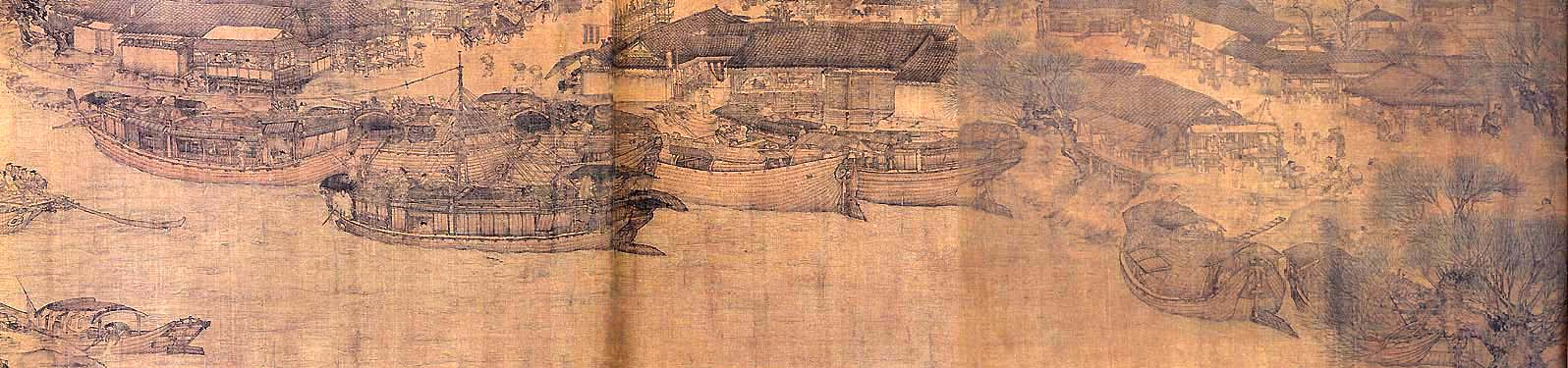
由宋朝张择端（1085年-1145年）所绘清明上河图可见中式舟船航行过汴河的景致

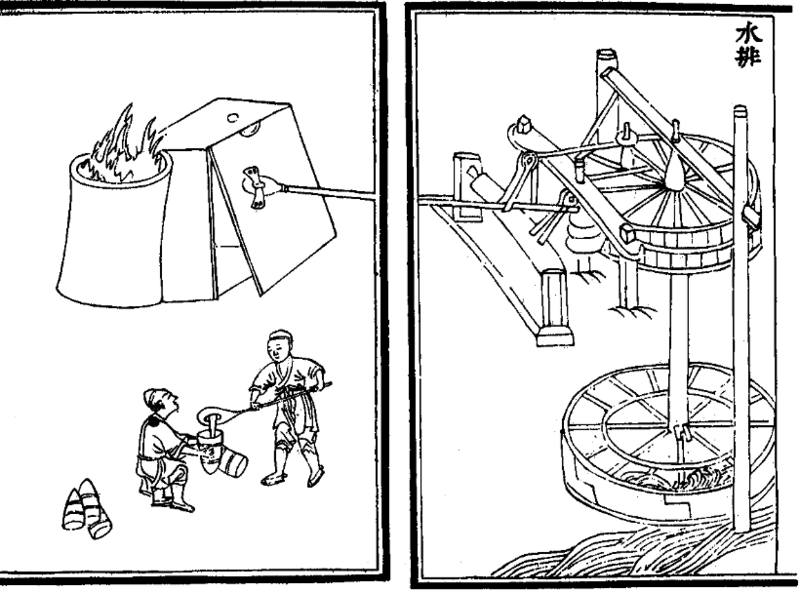
在元朝王祯于1313年所著《农书》中水车操作的高炉风箱

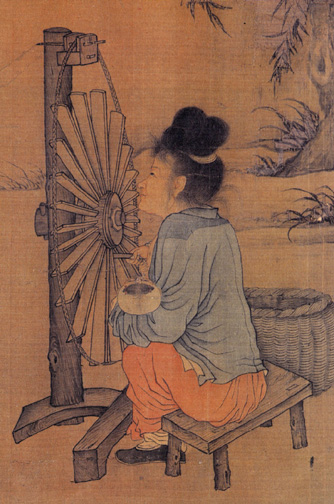
北宋（960年-1127年）王居正的《纺车图》。中国先民在前1世纪之前发明了传动带作为卷丝用途。这项成就对后来的由中国或印度的纺车发明至关重要。

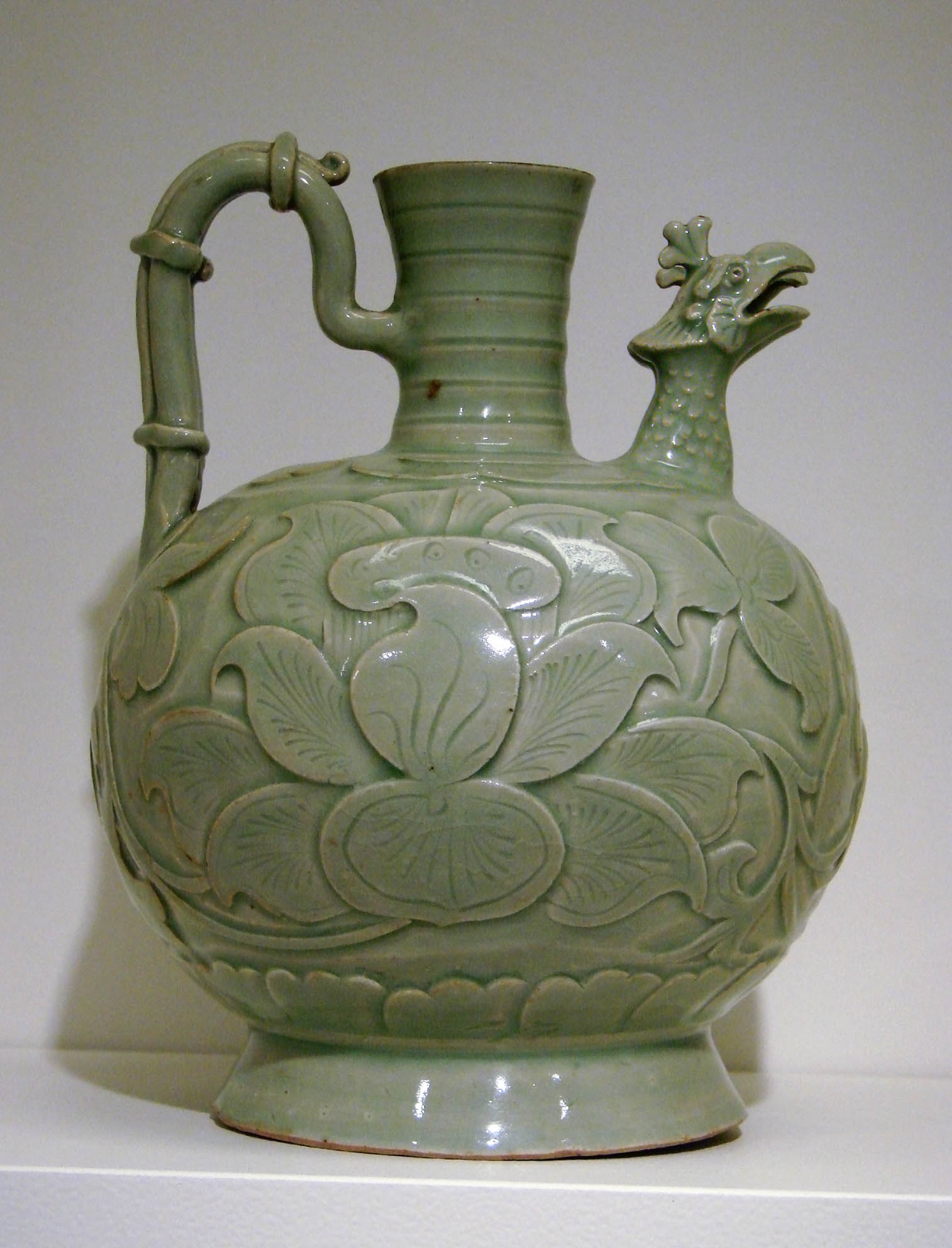
10世纪晚期宋朝（960年-1279年）灰砂岩青瓷釉水壶；壶嘴形若凤首

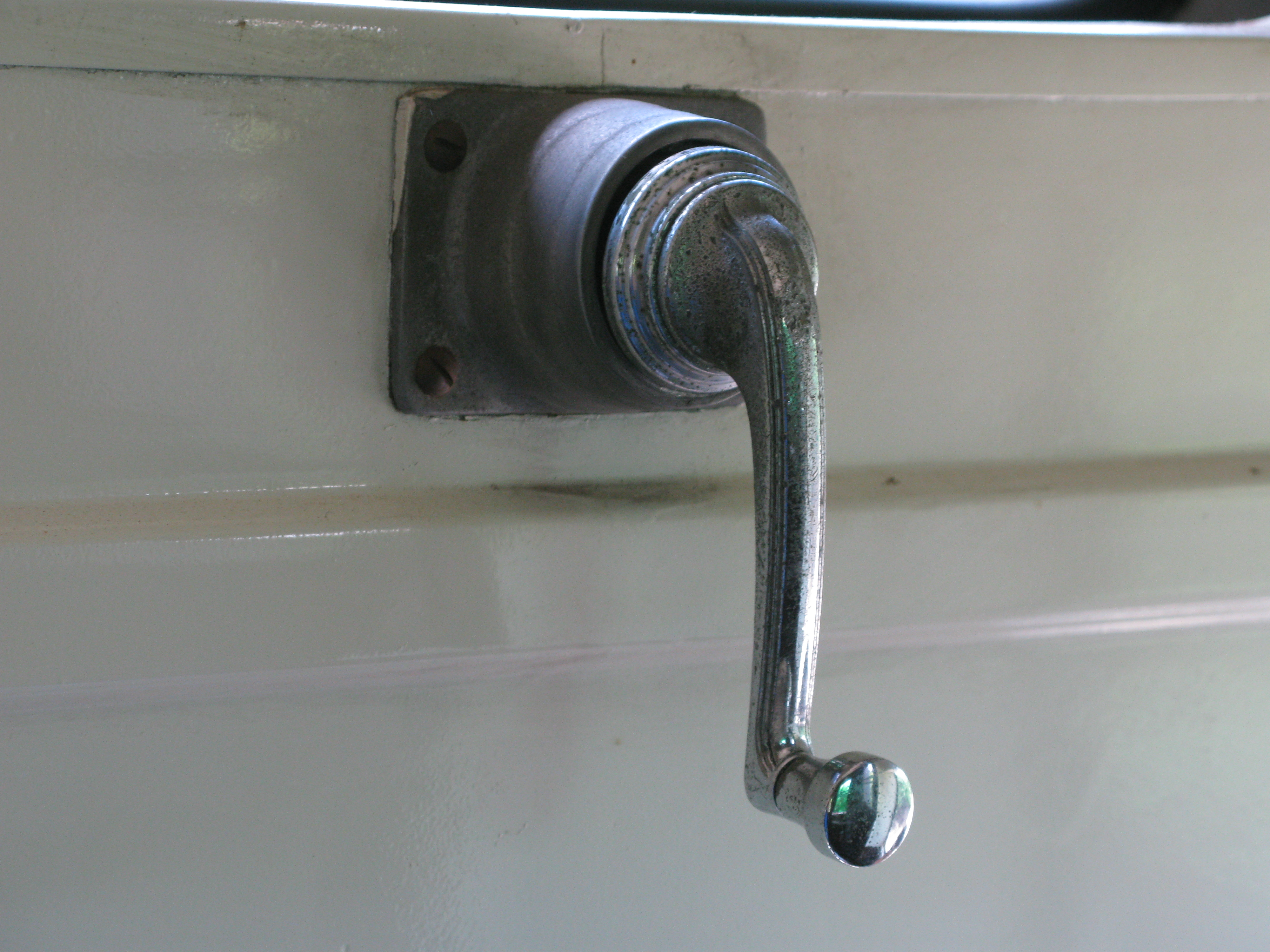
一把开关窗户用曲柄；中国人已经使用曲柄至少有2000年

一个带三轴、正在旋转中的万向轴

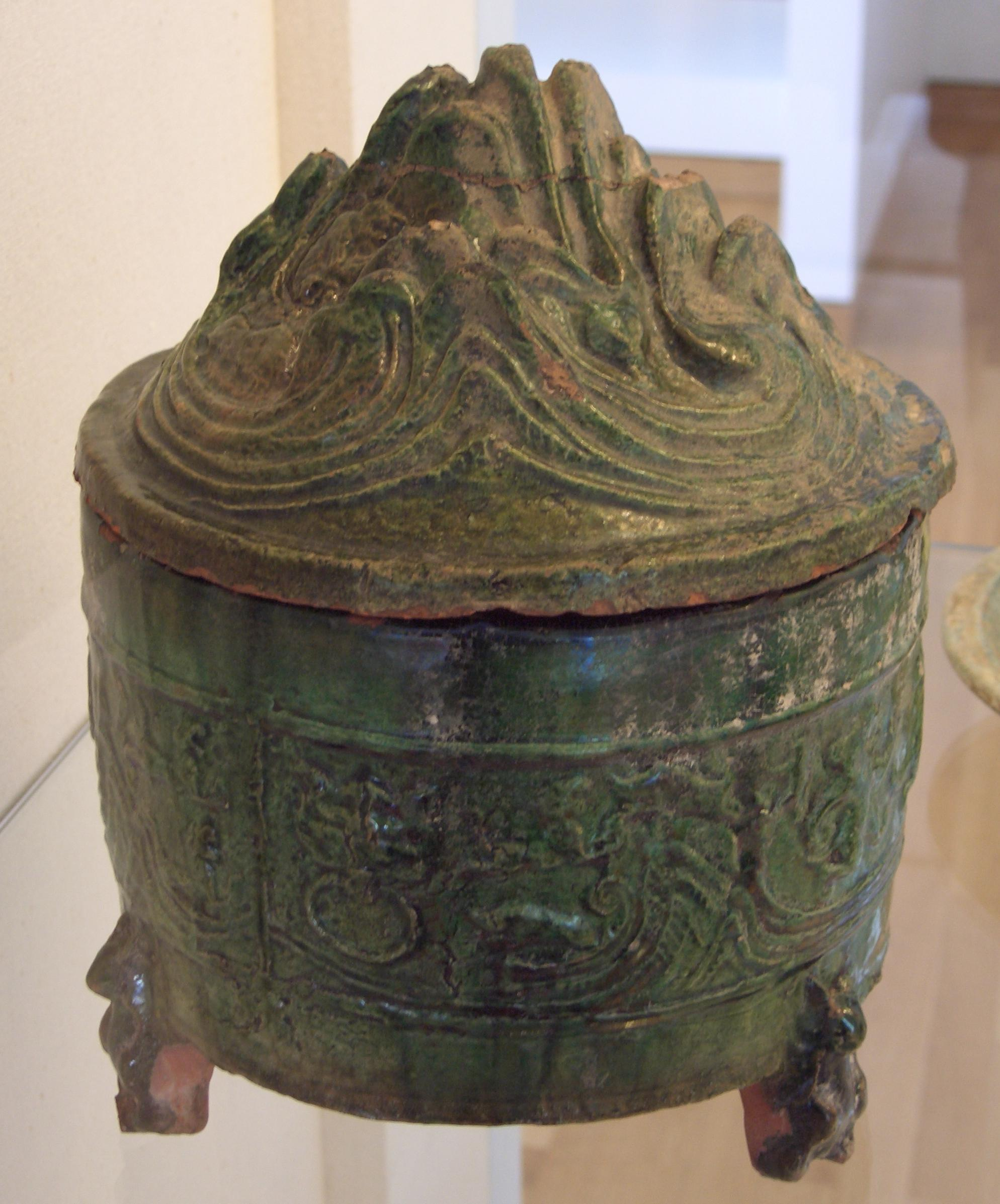
李约瑟和罗伯特·坦普尔写道，在中国古立体地势图的发展可能是受到汉朝（西元前202-后220年）所铸的突起香炉、香坛等的影响。如此图所示香炉为例，该炉在盖上铸了一座人造山作为装饰，而这座山往往用于描述传说中的蓬莱仙岛。

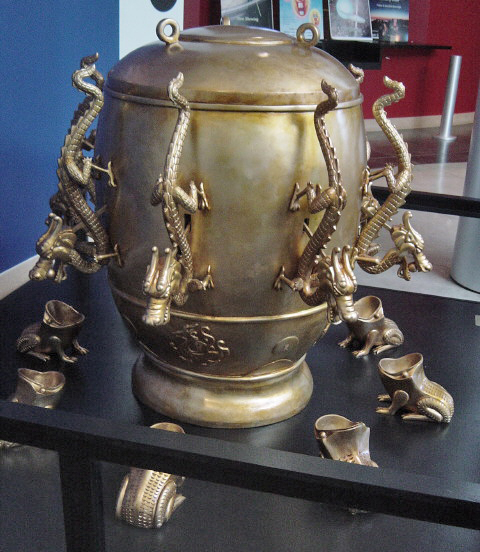
仿自张衡（西元78-139年）的地动仪，采用钟摆敏感对地面震动的惯性原理；该仪器于西元133年而安放在洛阳，它探测到距该地400至500公里、（250至310哩）、远在甘肃的地震

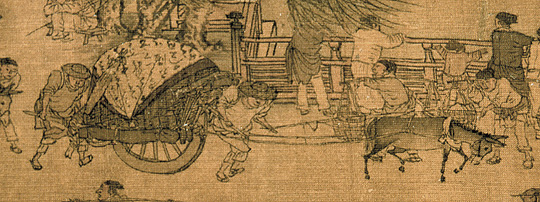
由宋朝张择端（西元1085-1145年）所绘《清明上河图》里头一角所描写的中国古代独轮车。

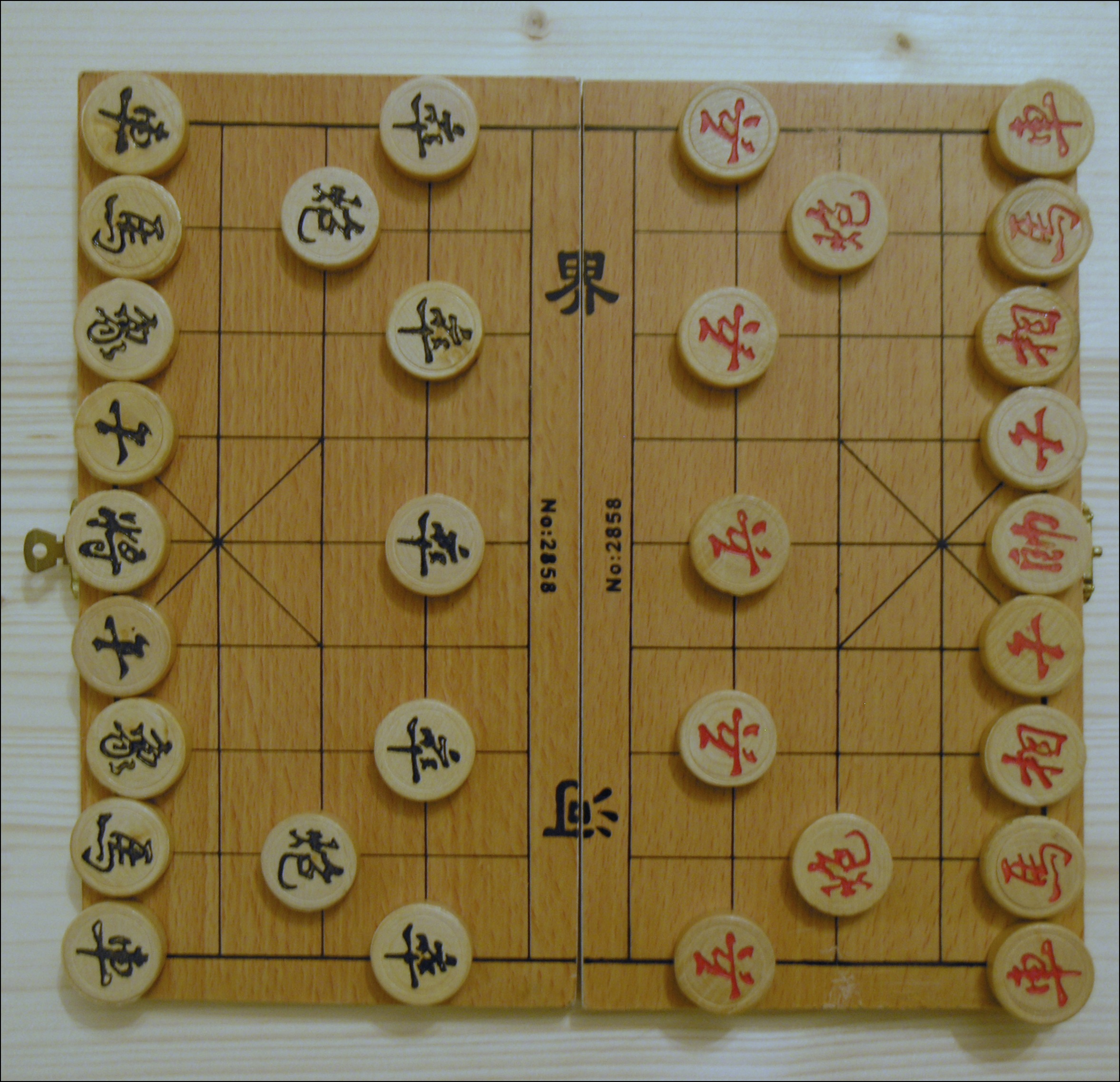
象棋起始布局

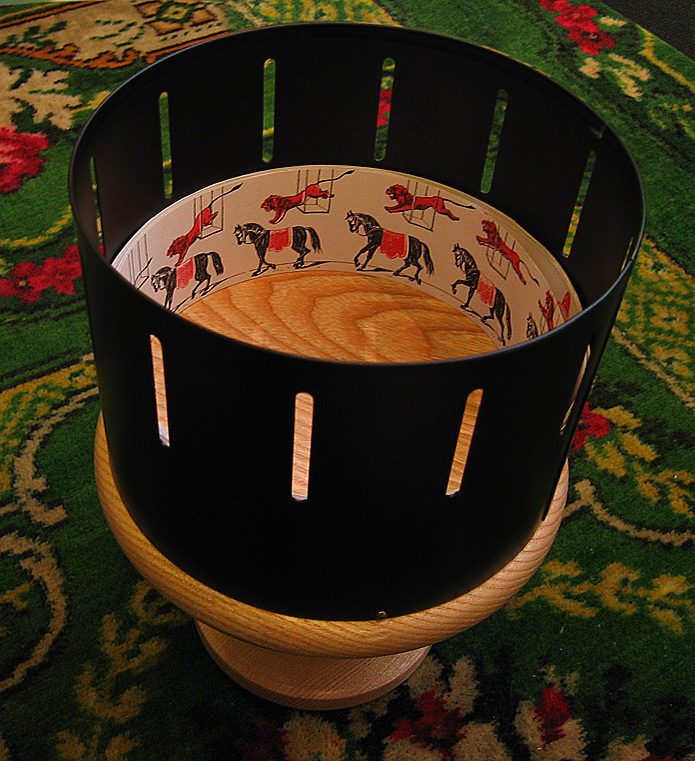
一座维多利亚时代走马灯的现代复制品

水运浑象
喜帕恰斯（约前190年-前120年）（可能在1世纪斯特拉波的《地理学》一书里提到，喜帕恰斯著作皆失传）将第一位发明表示天球的浑象归功于希腊人埃拉托斯特尼（前276年-前194年）。不过，汉朝（前202年）大司农耿寿昌于前52年独立发明了浑象，而东汉学者张衡（78年-139年）是第一位将一组由水车传动复杂齿轮用于驱动浑像这种动机付诸实现的科学家。这种水车的动力是由流入的水钟提供持续不断的压头产生。后来张衡在储水器与流入容器间加了个额外的补偿水箱改进了水钟。
打捞
在西元前327年前，周传国之宝九鼎佚失于泗水，于西元前219年，秦始皇（约西元前221-210年）派人入河床利用绳索将其自水下拉起，不过没有成功（这在浅浮雕时代甚至成为了个艺术主题）。到了西元11世纪的宋朝（960年-1279年），古人利用浮力完成了一次成功的水下打捞作业。考古学家由史载曹冲（西元196-208年）称象一事，得知古人至少在西元3世纪时即掌握浮力的概念。而在西元1041至1048年间，蒲州附近、约距当时350年前建成、横跨黄河的浮桥蒲津桥，毁于洪水。这座桥是由船构成，船间以铁鍊相连，铁鍊则连到两岸8座不同的由铸铁铸成的在休憩中的水牛像上。洪水把铁牛从沙岸拉入黄河，并一沉到底；在事件发生后，当地州府贴出榜文对如何取回铁牛寻求对策。后来，僧人怀丙的计划受到采用。学者罗伯特·坦普尔对此描述道：「在僧怀丙的指示下，工人将两条大船装满土，船夫潜水将索固定在位于河床的铁牛上。然后逐渐抛弃酬载船上的土，导致船在水中吃水越来越浅。为大家所欣喜的是，产生的浮力便将铁牛自河床浮起。然后他们只需将船往岸边开就可将万斤铁牛拖到浅水区域。」同样技术亦应用于打捞现代远洋轮船安德烈亚·多里亚（Andrea Doria）号。该船于西元1956年沉没于大西洋；在该次任务中，打捞用矿砂船不装满泥土酬载，而以水代替。它将水逐渐漏出，这将安德烈亚·多里亚废船自水下68.5公尺（225英尺）打捞上来。
漕船
漕船的英文 junk，是来自葡萄牙术语 junco（而它又改编自爪哇语 djong，意思是「船」），是古代中国船舶的独特设计，即使在它之前还有很多其他类型的船舶设计（如楼船）。它起源自汉朝（西元前202-后220年）中叶后，当时船舶设计开始有著方形船首船尾并且船体扁平。不像西方世界和南亚最早的造船传统，中式帆船有著（平坦或略圆）平铺型船体，没有龙骨和尾骨（因此需要尾舵辘轳或榫咬合接合件）。由于它没有龙骨设计，坚实横向舱壁取代了结构性肋材。如万震（活跃于西元3世纪）《南州异物志》中所述，他那个时代漕船使用前后帆带几个斜桁四角小帆，而较大的四桅漕船可搭载700人及235,868公斤（260吨）的货物。
水力风箱
尽管后来在元朝（1279年-1368年）所发现的汉朝（前202年-220年）冶铁风箱（鼓风机）是采用皮袋或者木制风扇形态仍不清楚，不过文献记载东汉杜诗（殁于38年）已开始利用水车以驱动冶铁高炉的风箱。根据后来的纪录证明这种方法继续为后人所采用；该发明对冶铁产量增加有重大意义，而且它利用了当时可得的所有必要元件以将旋转运动转换为往复运动。
传动带
第一次有关带个大滑轮和小滑轮机械皮带传动叙述是由汉朝（前202年-220年）扬雄（前53年-前18年）在前15年著作《方言》所提到，用于把丝纤维缠绕在锭上为纺梭作准备的卷纬机。学者裴松之（372年－451年）所注《三国志注》注引魏晋文学家傅玄（217年—278年）所提曹魏时代机械巧匠马钧（活跃于230年-232年）所发明物，不但后来经改良精进为链条传动，而且对纺车发明是至关重要的元件。宋朝（960年-1279年）秦观（1049年-1100年）于1090年所著关于纺织品和养蚕业的书《蚕书》描述了机械传动的缫丝设备。 1313年由王祯（1271年－1368年）出版的《农书》里有幅仕女操作带连续皮带传动的多轴纺车。这种丝处理机械装置是飞轮的一种，作用是把丝均匀的绕在锭上。到了14世纪，水力被应用在织舫里以带动大型纺车旋转，实现的目的仍与其老祖宗一模一样。
钻探
中国至少不晚于汉朝（公元前202-后220年）就知道利用深部钻探以作为开采和其他项目 — 如利用井架将滷水透过竹制管线抽升到蒸馏炉（学者迈克·洛伊说它是用天然气加热），在此卤水含的盐可被处理 — 之用；这整个钻探卤水过程的场面皆被绘于四川省一处汉代陵墓砖制浮雕作品上。且洛伊指出，钻孔遗址可能达到600米（2000尺）深。学者K.S.汤姆介绍了钻井过程：「中国先民深钻的方法是由一组壮丁在横梁上跳上跳下，以冲击钻头，同时钻孔工具是由水牛与家牛带动旋转。」这种过程与1860年代在美国加利福尼亚州用来提取石油的方法完全相同（即「踩下它」（Kick Her Down））。在河北省兴隆的一处西汉时期青铜铸造厂附近有著采矿竖井（内置提取铜设施，这可与锡一同冶炼成青铜），该竖井深入地底达到100米（328英尺）并附带宽敞的采矿区；竖井与采矿间皆以木料框、梯子、与铁工具完成建造。 
多管条播机
木质条播机在前3世纪中国出现，最早的耧车或多管条播机发明于前2世纪的汉朝（前202–220年）时期。多管条播机可在短时间内将种子播成一条直线，而不仅将种子投入田地。
青瓷
青瓷在西方世界亦用于描述灰绿色。王仲殊（1982年）声称，这类型态的陶瓷釉碎片已从浙江省一处东汉（25年-220年）古墓挖掘出土；他还声称，此类型陶瓷到了三国（220年-265年）已经家喻户晓。学者理查德·杜瓦（2002年）不同意王仲殊的分类，并指出真正的青瓷烧制技术 — 炉温至少需要1260°C（2300°F），匠人一般偏好炉温范围为1285°到1305°C（2345°到2381°F），并且经过降火过程 — 一直北宋（960年-1127年）初期才被发明。独特的灰绿色青瓷釉是釉胎在烧结中从三氧化二铁转换成一氧化铁的氧化铁化合物转换的结果。学者奈杰尔·伍德（Nigel Wood，1999年）指出最早在北宋时期制作出的龙泉青瓷器皿，有著青、蓝绿、橄榄绿色釉，并含有大量硅与碱的成分，在后来脱离了粗陶器的巢臼而造就了景德瓷与德化白瓷的辉煌。
负数符号与使用负数
于西元179年汉朝（西元前202-后220年）时期编纂而由刘徽（活跃于西元3世纪）于西元263年评注的《九章算术》一书中之算筹记数系统，黑筹表示负数，而红筹表示正数。刘徽还使用算筹倾斜摆放来表示负数。负数以一「+」号表示也于古印度巴克沙利手稿（Bakhshali Manuscript）中出现，但学者们对其何时编纂的看法分歧，其意见归总在西元200至西元600年间。印度人约在西元630年一定知晓负数；当时的数学家婆罗摩笈多（西元598-668年）正使用负数。 在欧洲负数由希腊数学家丢番图（活跃于3世纪）于西元275年左右首度使用，然而在西方直到西元1545年，意大利数学家吉罗拉莫·卡尔达诺（西元1501-1576年）所著《大术》（Ars Magna，英文 The Great Art）出现之前一直被认为是荒谬的。
卡瓦列里原理
本数学原理，描述了所有等高处横截面积相等的两个同高立体，其体积也必然相等。在西方该原理是以意大利数学家博纳文图拉·卡瓦列里（1598-1647年）之名所命名，但它最早于汉朝（前202-后220年）《九章算术》（最晚于179年成书）一书所描述，并由魏朝（220-265年）数学家刘徽所评注。
曲柄
已知最早以艺术型式描述曲柄把手是来自前1世纪汉朝（前202年-220年）的农家绿釉陶陪葬模型，备有完整的旋转谷物磨坊，一名男子以脚操作一轮锤搞碎谷物，且在其左边有一座带曲柄把手的风扇车，曲柄把手用来操作风扇。曲柄把手在后来唐宋时期也用于谷物磨坊、丝绸缫丝暨麻纺纱机、水力驱动面粉筛、水力风箱、水井绞盘、以及其他装置上。
精炼炉
在古熔铁炉除了由注入过量空气产生偶尔鍊出的低碳熟铁疙瘩外，古人亦至少在前2世纪时曾利用精炼炉炼出熟铁。考古学家所发现最早由铸铁与生铁精炼成熟铁与钢的样本是在汉朝（前202年-220年）早期铁生沟遗址。毕翰道由出土的战国时期（前403年-前221年）熟铁古物，以及并没有锻铁炉曾在古代中国使用的文字记载推测精炼炉在战国时期（前403年-前221年）就已经存在。该精炼过程涉及将铸铁在精炼炉床上加热液化，并从熔解的铸铁透过氧化还原反应去碳。瓦格纳写道，除了汉朝炉床料想是精炼炉床外，亦有可追溯到1世纪到2世纪、位于山东陵墓的一处描绘精炼炉床的壁画图样证据，以及在4世纪道家著作《太平经》里书面暗示。瓦格纳和毕翰道皆写道在近几个世纪以来，精炼炉床是传统中国冶炼的重要特徵。
万向轴
万向轴英文别名为「卡当」悬吊（'Cardan' suspension），是在意大利人杰罗拉莫·卡尔达诺（1501年至1576年）将之重新发明后得名，但是人类实际上远在卡尔达诺发明前就已知道万向轴了。李约瑟写道，在欧洲考古学家所确定万向轴最早使用是在西元9世纪秘方书《绘画小重点》（Little Key of Painting）里，其中提到一个花瓶，四周以金属环环绕，这使得它碰到巅坡运动时保持稳定。李约瑟和乔治·萨顿（George Sarton）都写到一份对拜占庭的斐洛（Philo Of Byzantium，西元前280-前220年）所著古希腊文献（即《气动学》 Pneumatica，现已佚失）的阿拉伯文翻译 — 大概可追溯到马蒙（约西元813-833年）时代 — 版，其中载有用于保持一罐墨水瓶平衡的平衡环描述。该装置可以让人从任何方向来将笔沾湿。但是李约瑟质疑阿拉伯人的翻译以及整件事的真实性，而萨顿主张大部分的阿拉伯文翻译是忠于原著，因此，应将万向轴的发明归功于斐罗。大约在西元180年汉朝（西元前202-后220年）时期，旋转风扇和走马灯的发明者丁缓发明了「被中香炉」。这个香炉有著一系列金属环，可在往任何方向移动的同时保持中央炉心停留在水平状态。该记载是中国古文献中首次提及万向轴，不过司马相如（西元前179-前117年）所著赋中有一处暗示著该装置在西元前2世纪就已经存在（即「金鉔薰香」）带有万向轴的香炉在随后的几个朝代都有提到，目前却只有唐朝（西元618-907年）银制品流存。在梁朝（西元502-557年）文献中有提到万向轴用于门窗铰链，而史载西元692年一位无名匠人曾进献武则天（约西元690-705年）一座使用了万向轴以不断保持平衡的暖炉。

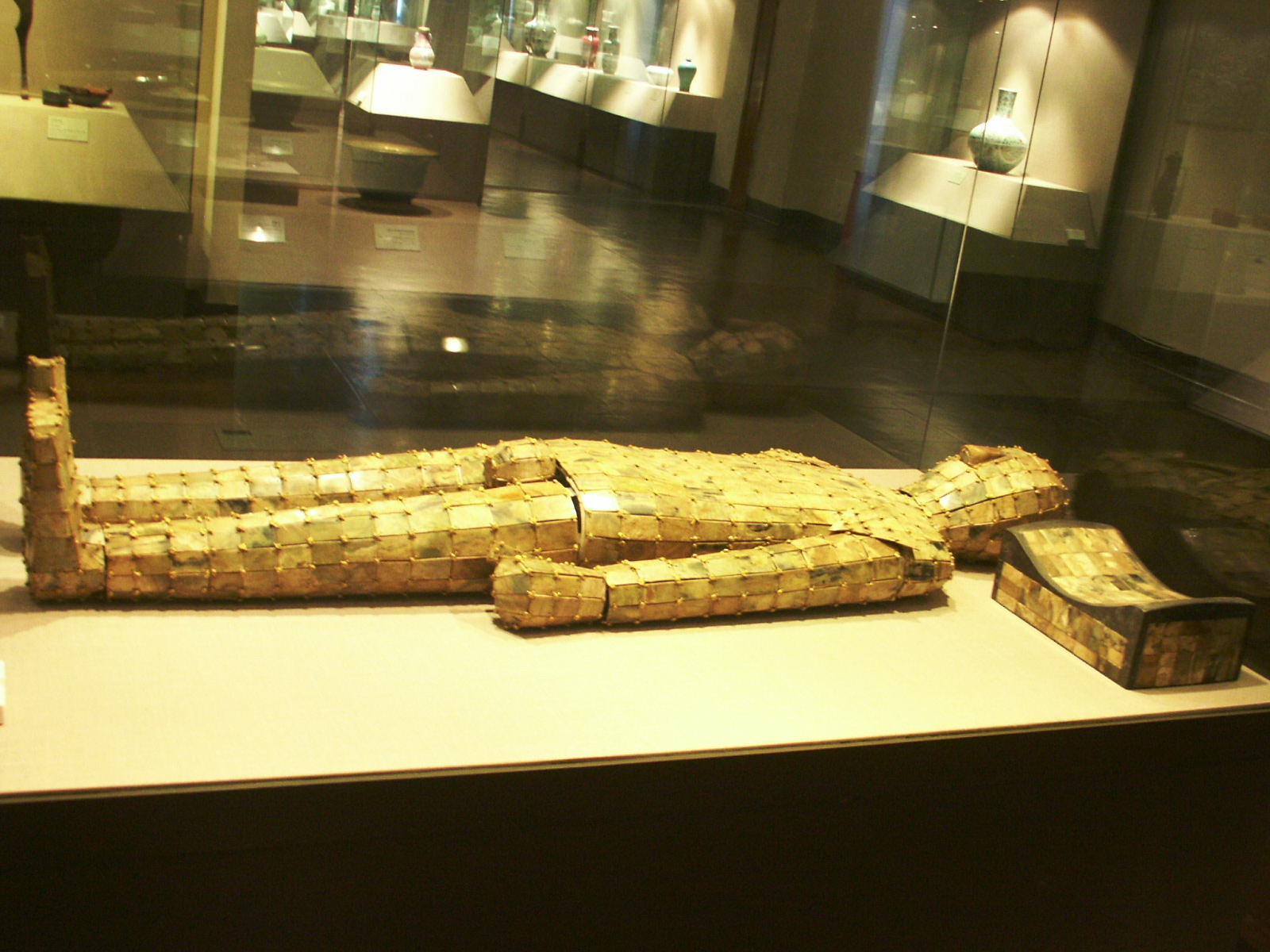
位于北京中国国家博物馆展出之汉朝（西元前202-后220年）时期玉衣

玉衣
殓葬玉衣在汉朝（西元前202-后220年）时就存在。考古学家于西元1968年6月在河北省发现中山靖王刘胜（卒于西元前113年）和其妻窦绾的坟墓和殓葬玉衣，这确认了古文献所记载汉皇室和贵族是以玉衣下葬的传闻。刘胜的玉衣带有12个可灵活伸展的部分，用上方型玉片2,690只；每片玉四角钻洞，以金丝缝在一起缀成。该玉衣的金丝总重1,110克（39盎司）。窦绾的玉衣有玉片2,156只，所用金丝703克（24.7盎司）。虽然殓葬用面具与外套在在汉朝初期坟墓就已出现，殓葬玉衣整套一直要到汉文帝（约西元前180-前157年）在位期间才出现，而最早者被是在四川省遗址。在西元1954年至1996年间，总共有22件西汉（西元前202-后9年）以及27件东汉（西元25-220年）完整及残缺殓葬玉衣出土。它们主要分布在河北、山东、江苏、河南、以及杨家湾、东园、广州、马王堆、绵阳、石寨山。殓葬玉衣自魏文帝于西元222年昭令天下禁用后逐渐消失。
立体地势图
在约翰·伊夫林（西元1620-1706年）于1665年提交给伦敦皇家学会哲学汇刊的论文中，他认为，模仿自然地貌的蜡模型暨浅地势图是一种全新发明，源自于法国。一些后来的学者将第一位发明立体地势图的人归功给保罗·大斯（Paul Dox），因为他于西元1510年于其立体地势图中展示了奥地利库夫施泰因地区。20世纪历史学家乔治·萨顿（George Sarton）指出，伊本·白图泰（西元1304-1368年或1377年）的著述中描述了他在西元14世纪旅居直布罗陀时目睹了立体地势图。然而，立体地势图可能自西元前3世纪在中国就已经存在，如果将史记（司马迁著，西元前91年）中有关秦始皇（约西元前221-前210年）墓记载的一事证明正确（在它挖掘出来时）的话。据唐（西元618-907年）蒋防在其《聚米为山赋》（约成书于西元845年）及《后汉书》中的记载，汉朝马援（西元前14年-后49年）于西元32年建造了利用米堆成了立体地势图。刘宋（西元420-479年）时期的谢庄（西元421-466年）建了一座显示帝国江山的0.93平方米（10平方尺）木制立体地势图，该地势图可拆卸并拼凑回去，如同一座巨型立体拼图。而宋朝（西元960-1279年）学者沈括（西元1031-1095年）受朝廷命令巡边测界以解决领土纠纷时，制作了一座三维立体的立体地势图。该图利用木头、面糊、木屑、蜂蜡制成，上刻山川道路。当时皇帝宋神宗（约西元1067-1085年）见后大加赞赏，后来下令所有戍边的官吏皆应制作类似的木制地势图，以便上送朝廷交内府保管。西元1130年，黄裳制作了木制立体地势图，后来引起了理学家朱熹（西元1130一1200年）的注意。朱熹试图取得该图，然而后来利用黏土与木材自己做了一座。该图由8片木块构成，以卡笋相连，可以折叠起来由一人随身携带。
地震仪
汉朝（西元前202-后220年）朝廷官员、天文学家暨数学家张衡（西元78-139年）于西元132年发明了史上第一台地震仪，它是一座大型瓮形金属仪器，内部可能使用了悬吊摆或者倒摆的惯性（即地震发生时产生地表震颤现象），以透过杠杆脱扣装置将金属球释放；该球将自外部磐龙金属塑像的龙口掉落到对应的蟾嘴里，以自八个方位中指示出远方地震的确切方向；这让朝廷得以向灾区快速派遣急难救助；后来几个朝代朝廷皆采用张衡地动仪设计进行再制，一直持续到唐朝（西元618-907年）该装置的使用失传为止；该事实甚至由元朝（西元1271-1368年）作家周密所记载。
茶
茶树为滇西土产，到了西元前2000年的云南，人们已把茶叶被当作种药材来消费。西元前2世纪左右，茶叶在民间已从四川流传到中国北方与长江中下游各地。由王褒于西元前59年所撰《僮约》一文来看，饮茶已经成为当时日常生活中既定之习。这书面记述亦表明了古人不晚于晚于西元前1世纪就将茶当作是一种饮品而非仅仅医用草药。早期的中国茶文化发轫于汉朝（西元前202-后220年）到南北朝（西元420-589年）年间，在当时茶在仕绅阶层广泛流传，不过到了唐朝（西元618-907年）才初步成型。茶器如不带柄的茶碗最早在东晋（西元317-420年）出现，而风行于唐朝品茶人士之间。第一本有关茶的著作是陆羽（西元733-804年）的《茶经》。
独轮车
有贫弱的、语言学上的证据显示，独轮车（例如：古希腊文hyperteria monokyklou，或称「单轮车」）可能在西元前5世纪后期于古希腊存在，但独轮车一直到西元13世纪才于欧洲出现已为大众普遍接受，而在西汉（西元前202-后9年）时期西元前1世纪的独轮车使用是有文字记载的，在东汉（西元25-220年）西元二世纪一处墓穴（今四川成都扬子山二号墓）壁画描写了其使用状况。
水车动力傀儡戏
产自罗马帝国埃及行省的机械玩偶，特别是亚历山卓的希罗（约西元10-70年）所制、重量驱动的傀儡戲，在西方世界是广为人知，并为如贝克（Beck）、蒲鲁东（Prou）、与罗莎·戴格朗（de Rochas d'Aiglun）等历史学家广泛讨论。在中国，汉朝张衡（西元78-139年）记载了一场角抵戏中人造假鱼玩偶变身为假龙玩偶，而西元6世纪著作《西京杂记》提到当汉高祖刘邦（在位期间西元前202-前195年）于西元前206年在咸阳宫内发现秦始皇（约西元前221-210年）的整座12铜偶乐团，每座铜偶高1米（3英尺）著丝花并吹奏琴筑笙竽。而这些仅需两人一人吹空管一人扭绳即可控制。又如《三国志》记载，巧匠马钧（活跃于220-265年） —即造出指南车差速器的那位— 发明了由木水车推动的机械玩偶剧场：水转百戏，以供魏明帝（约西元226-239年）一朝官员娱乐之用。随著水车转动，剧场上的诸多木偶表演杂耍，如女木偶奏乐跳舞，而当其中一个木偶进场、跳球掷剑、于绳梯上倒挂时，其他木偶便打鼓吹箫。另外一些木偶装扮成官府官员一如真人般在衙门布景中工作，还有木偶打扮成工人进行打舂与磨米（杵槌和磨石），而其他木偶观赏斗鸡，所有这些运动皆同时进行。后人在稍后的朝代中也依马钧的传统，设计出的种种傀儡剧场出来。

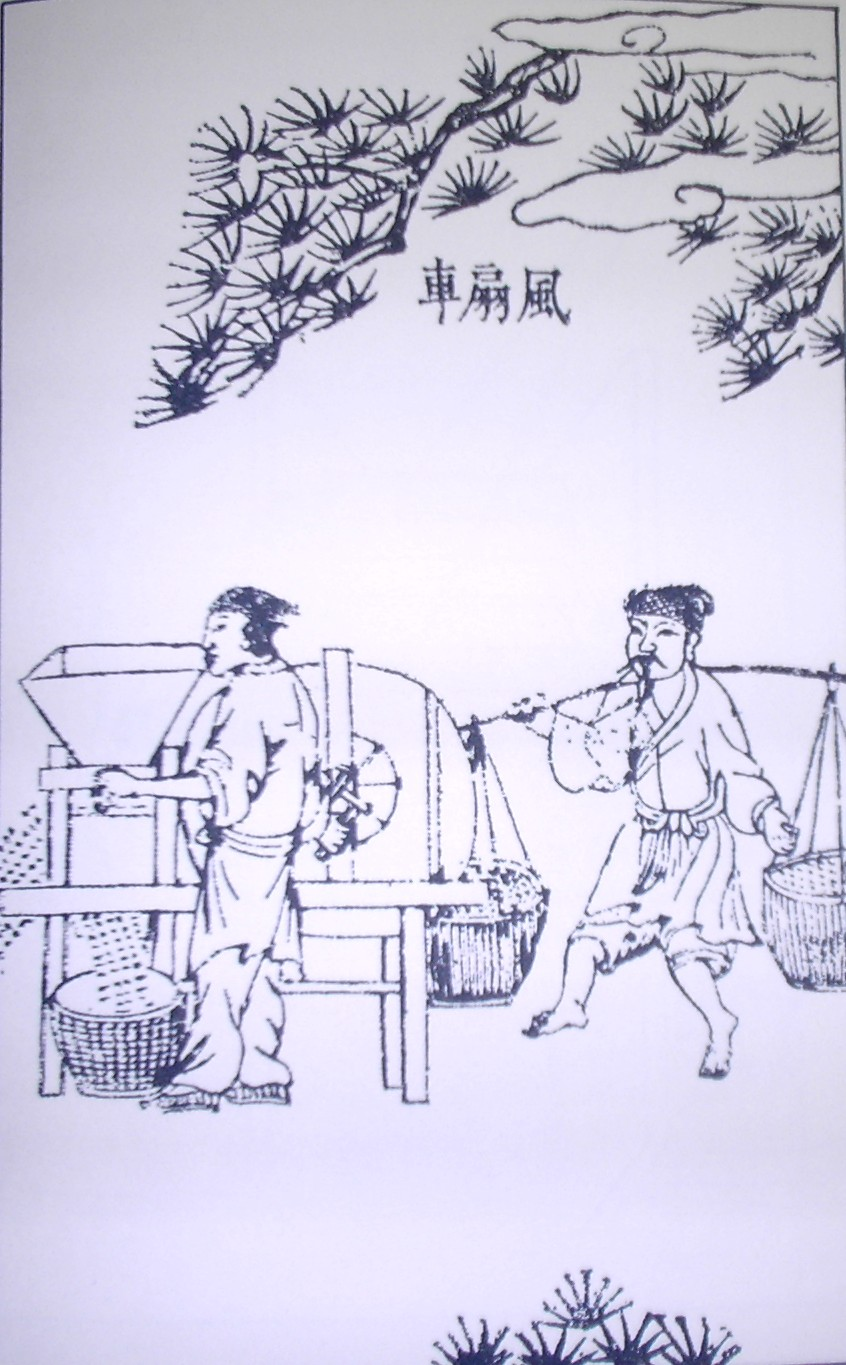
风扇车，用于将粗糠与谷物分离。本图来自西元1637年宋应星所著《天工开物》

风扇车
与汉朝（公元前202-后220年）旋转空调风扇发明者丁缓（活跃于西元180年）同一时期的是一座以曲柄操作旋转风扇车的陶制陪葬模型，风扇车的作用是将粗糠从谷物里分离。风扇车首次在唐代（公元618-907年）由颜师古（西元581-645年）于其对早先学者史游于西元前40年所著《急就篇》字典所作评注时提及；风扇车亦于宋朝（960年-1279年）诗人梅尧臣在西元1060年时的一首诗里头提到。已知最早的风扇车插画是来自王祯（活跃于1290年至1333年）于西元1313年所著《农书》。
人力和水力旋转风扇
汉朝（西元前202-后220年）匠人丁缓（活跃于西元180年）发明了一种有7个扇轮、直径3米（10尺）、用手操作的旋转风扇。到了西元8世纪唐朝（西元618-907年）年间，老祖先们利用水力转动扇轮，而到了宋朝（西元960-1279年）期间，旋转风扇变得更加普及。在欧洲，第一台旋转式风扇的使用是在16世纪，用于矿井通风，一如格奥尔格·阿格里科拉（西元1494-1555年）于其著作中所绘。
铬的利用
中国发明利用铬不晚于前210年，当时秦始皇兵马俑被陪葬于现今西安不远的遗址；现代考古学家发现在遗址里十字弓弓箭的铜制箭头被埋于地底经过超过2000年悠悠岁月后，并没有发生腐蚀，其原因是当时匠人将其铜制箭头皆镀上了铬；然而铬后来还是寂寂无名，一直到路易斯·尼古拉·沃克林（Louis-Nicolas Vauquelin，1763年-1829年）在1797-1798年间的实验之后才为世人广为应用到其他地方。
象棋（参见：六博）
象棋的准确起源已经不可考。历史学者李祥甫（David H. Li）主张它首先由汉朝（西元前202-后220年）开国名将韩信（卒于前196年）发明。韩信由于被吕后（卒于前180年）诬陷谋反，而骗入宫内处死，因此韩信的沙盘推演很快的就与其许多流传下来的东西搭上关系。不过，李祥甫表示，韩信兵棋推演后来由北周武帝（约西元561-578年）还原，成为今日两方棋子字面上同义可互换的象棋。虽然后来象棋在隋朝（西元581-618年）遭禁，然而到了唐代（西元618-907年）唐太宗（约西元626-649年）却对象棋十分著迷，而当时诗人如白居易（西元772-846年）甚至专为其赋诗。象棋后来经过各方努力，衍生出许多变种，如暗棋、朝鲜将棋。
走马灯
以蜡烛或油来点燃照亮，走马灯（古称蟠螭灯（秦汉）、仙音烛（唐）、转鹭灯（唐）、马骑灯（宋），西方称魔灯，而幻灯指的是皮影戏）是亡故的秦朝（前221-前206年）秦始皇（约前221-前210年）国库中的宝物之一。齐人方士少翁在西元前121年为汉武帝（约前141-年87年）办的降神会可能用到走马灯。在中国第一个使用走马灯的明显证据，是来自汉朝（前202-后220年）晚期，工匠丁缓约于西元180年所作之「九层博山香垆」。走马灯以当灯点亮时会动的鸟与其他动物图为卖点；灯点亮时上升热气对流造成灯冠顶部的叶片旋转，而叶片带动中空纸糊轴筒旋转，黏于其上的纸片跟著转，给人这些纸片上的图在动的印象。这样的玩具在后来的朝代也被再制翻新。
科举
在汉代（前202年-220年），透过正式推荐录用朝廷官员的察举制是填补官职的正式方法，虽然汉朝朝廷设有太学以培养可能的官职候选人，且某些机构要求其候选人得通过书面考试才能任用。然而，直到隋朝（581年-618年），科举才开放给所有非商阶级的成年男性（虽然科举不要求非得身具财富或声望才能应试），并至少在理论上成为一种颁行全国的任官必要条件。在隋、唐（618年-907年）时期，科举制度所实施的实际规模比宋朝（960年-1279年）要小得多，当时宋朝开朝功勋菁英家族为宋太祖「杯酒释兵权」，将其对朝廷的影响力转给了自全国各地较小型的仕绅阶层。为确保科举相对公平（撇开严苛的入试要求、及家境宽裕者有受较好教育的特权不计），当时朝廷采用了许多方法，如聘用专人誊录每位考生的考试答案，以避免阅卷考官凭藉辨认字迹偏袒某位考生。
盘山渠道
秦始皇（公元前221-前210年）讨灭六国一统天下后，命令匠人史禄（活跃于3世纪晚期）建立一条新的运河航道。它穿过山脉，将湘江和漓江连在一起。这工程的结果便是灵渠，后期修补完成时最多有36道陡门。而且由于该运河非常靠近等高线（即顺著山鞍的轮廓线开凿），它是目前所知世界上最古老的盘山渠道。据司马迁（前145年-前86年）在其《史记》（完成于前91年）所述，该运河工程开始的用意在有效地将粮草往南输送给赵佗军队，以征服百越。

## 三國
連弩
木牛流馬
天燈
指南车
虽然三国曹魏给事中马钧（活跃于西元220-265年）声称指南车最早由黄帝发明的陈述令人生疑，不过他在西元255年设计了指南车并测试成功，后来在随后的朝代中多次重建；该装置是带差速齿轮的轮式车辆，它以此确保安装在车顶的木人像不管车子如何转向总是指向南方，在本质上非磁性罗盘。于西元6世纪写就的宋书指出，该装置已由刘宋（西元420-479年）时期数学家暨天文学家祖冲之（西元429-500年）成功地改造。日本成书于西元720年的古史著作《日本书纪》，指出该装置被巧妙的制作出来，并于西元666年）由唐朝（西元618-907年）僧人知由进献给天智天皇（西元661-672年）指南车在涵盖整个宋朝（960年-1279年）的历史文献（如：在西元1345年刊行的《宋史》）里记载得钜细靡遗；举例来说，该书揭露了每个机械齿轮有多少齿、每个齿轮的直径、以及这些齿轮如何正确的摆放等等。

## 晉南北朝

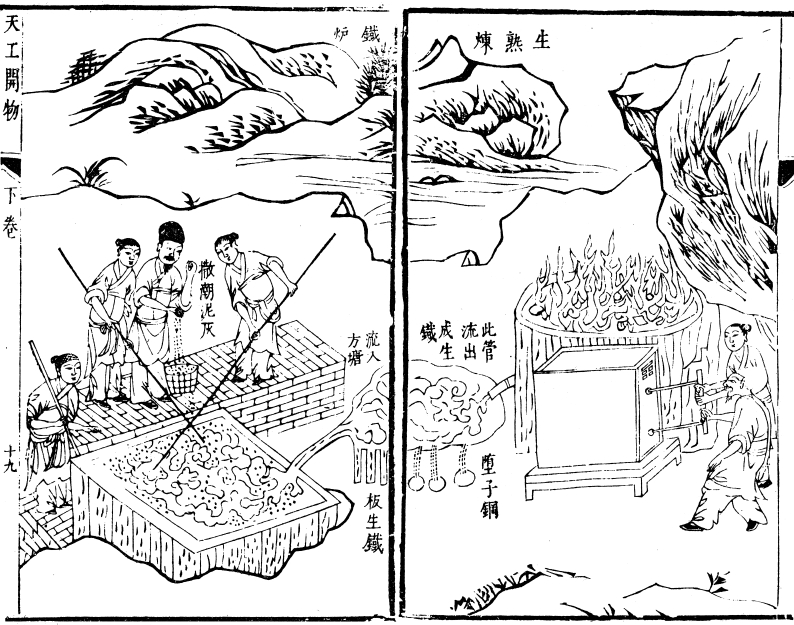
宋应星（1587年-1666年）于1637年出版的《天工开物》一书里，右边描绘两人在拉动高炉，铁汁流到左边经搅炼的冶铁过程。

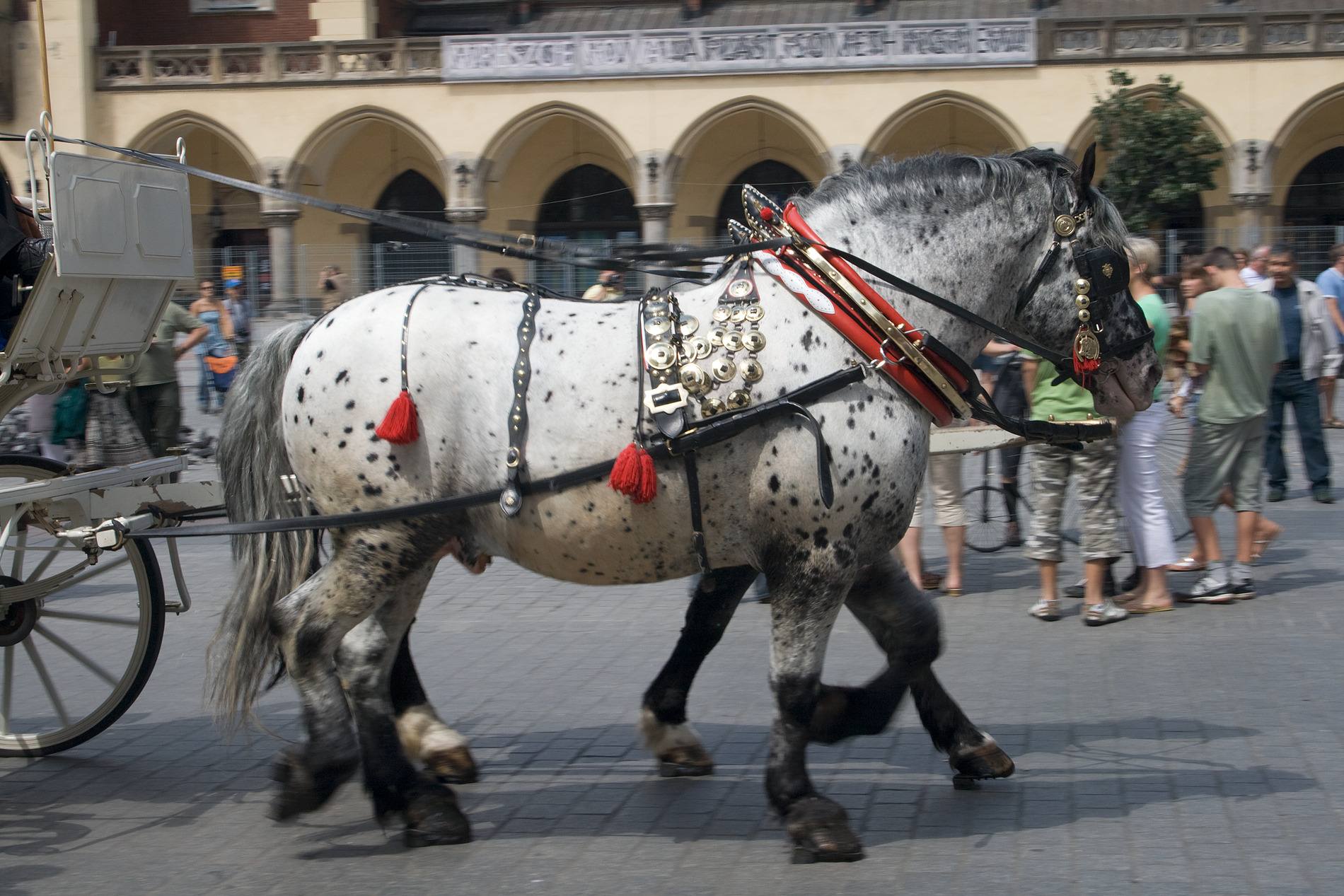
一匹穿上带马鞅装饰性马具的马；据学者研究，古人打从西元5世纪以来甚或更早就在使用马鞅了

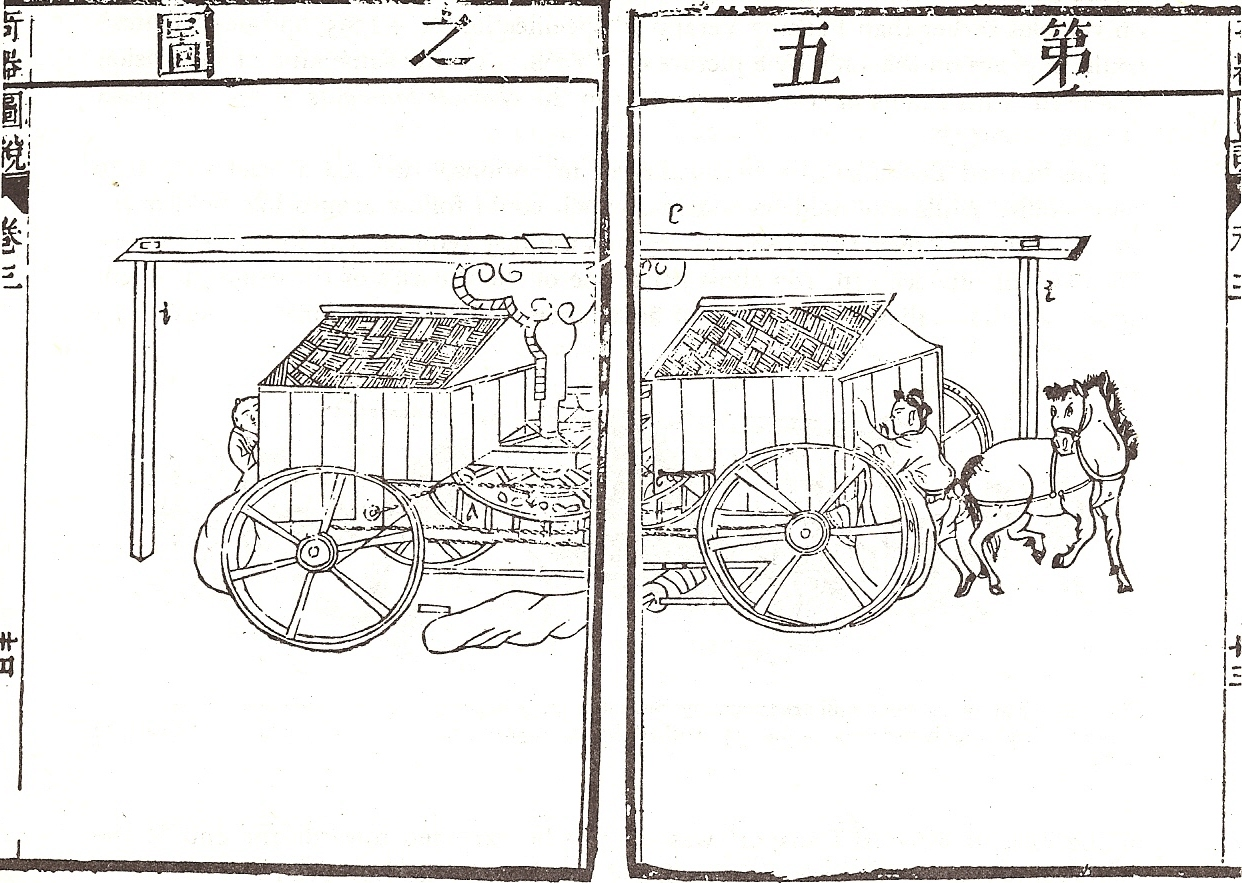
1627年由邓玉函与王徵所著《远西奇器图说录最》里的磨车

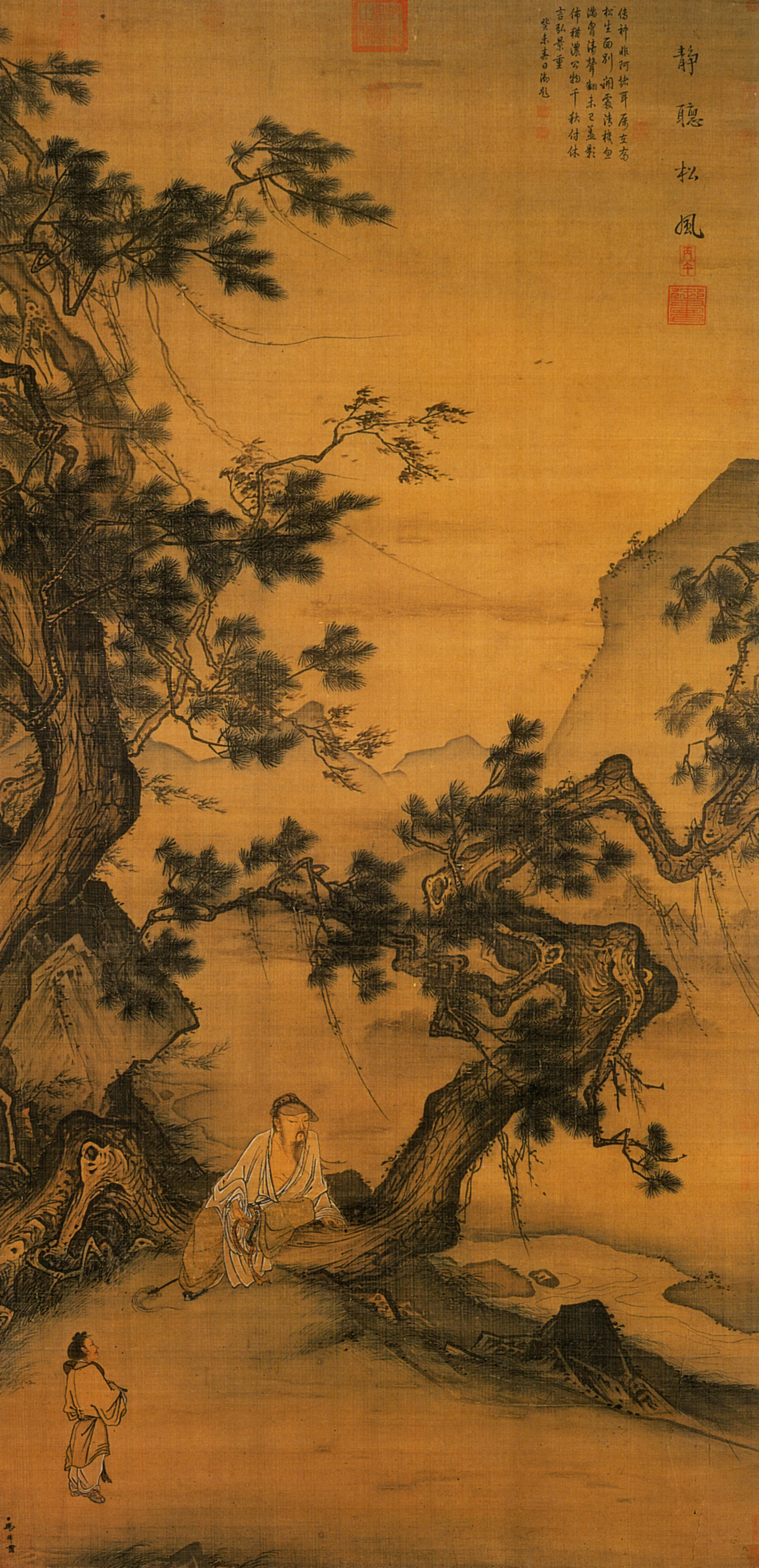
宋朝马麟于西元1246年所作《静听松风》图，该图在绢本上使用了油墨

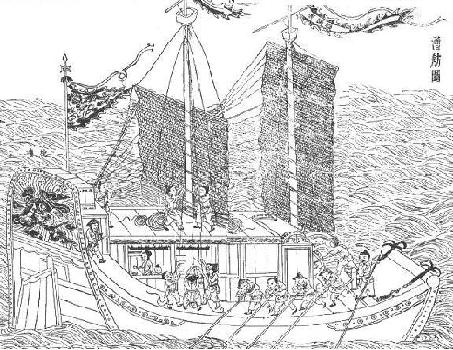
宋应星于西元1637年所著《天工开物》中的两桅漕船插图

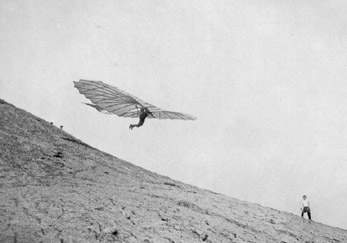
工程师奥托·李林塔尔于西元1891年在德国实验其悬挂式滑翔；而最早已证实的风筝载人飞行事件是在西元6世纪中叶的中国发生。

合成钢
虽然罗伯特·坦普尔和李约瑟皆推测合成钢工艺在更早前就存在了，然而第一个融合熟铁与铸铁以生产钢铁的明确文字记载是来自6世纪道家匠人綦母怀文，他自543年至550年追随北魏将领高欢（496年-597年，后来被尊为北齐高祖神武帝）。唐朝（618年-907年）于659年刊行的《新修本草》亦介绍了将熟铁与铸铁一起搅拌加热的过程，并指出钢铁制品是用来锻造镰刀和刀。至于后面《新修本草》的记载，苏颂（1020年-1101年）也提出了类似的说明，并指出钢铁在造剑上的利用。在明朝（1368年-1644年），宋应星（1587年-1666年）1637年的著作《天工开物》是第一种文献详细描述钢铁制程者，该书指出熟铁先被锻打成细小的薄板，包成铁片束，最后铸铁堆于其上后下压。在熔炉中铸铁将先融化，「渗淋入」熟铁中；一旦融合，这半成品将进行重复多次被取出熔炉锻造、加热、并捶打等一系列过程。坦普尔和李约瑟两位学者皆表示这些制程比后来卡尔·威廉·西门子（Carl Wilhelm Siemens，1823年-1883年）平炉年代更早。
马鞅
对古轭具的一个重大改进是马鞅。罗伯特·坦普尔推测，一块来自西元前1世纪汉朝的砖首次显示描绘马鞅的外观。它当然在北魏（西元386-534年）时期的敦煌壁画中出现，日期约为西元477-499年间；不过后期的作品在衡的后面并没有画上重要的环颈垫子，而一幅约西元851年唐朝（西元618-907年）时期的壁画准确地显示位于衡后面的环颈垫子。应当指出的是，一幅较早期隋朝西元581-618年）绘画的准确的画出了如今日所见之马鞅，不过该图显示它被套在一头骆驼上而不是一头马上。
磨车
在陆翽（活跃于350年）所撰《邺中记》中提到了几种由后赵（319年-351年）中御史解飞、尚方人魏猛变所发明的机械装置。其中之一就是磨车，它基本上是一部在车架上配备磨石兽力车；这些皆由车轮运动机械性地带动磨石旋转以磨碎小麦和其他谷物。解飞、魏猛变两人所发明另一类似作用的车辆是舂车，它在车顶装了木人，实际上是有机械作用的雕像。木人踩著礁舂将稻谷搞碎去壳。同样的，该装置只有在兽力车前行且车轮转动时才有作用。磨车在后赵后不久失传，不过它后来在1580年由欧洲意大利军事工程师旁派·塔冈尼（Pompeo Targone）所独立发明。该车在1607年维托里奥·宗卡（Vittorio Zonca）的论文里描述，后来1627年在由德国耶稣会传教士邓玉函与明朝（1368年-1644年）王徵（1571年-1644年）所著《远西奇器图说录最》里翻译了过来，尽管在当时图说里所提及这精巧的西方世界装置咸认发源于古代中国。
油墨
尽管油墨英文 India Ink 得其名是在西方世界仅知碳质颜料产自印度之后，不过历史上油墨最早是在中国出现；某些学者说它早在西元前3千年就已被制造出来，而其他学者表示墨可能一直要到曹魏（西元220-265年）时期才发明。虽然早期墨混合物中包含了松烟，宋朝学者沈括（西元1031-1095年）是第一位从石油油烟中提取墨的人。李时珍（西元1518-1593年）后来记载这种方法产生的墨光泽如漆，远优于松烟制成的墨。
水密隔舱
于5世纪刘敬叔所著《异苑》一书提到某艘船可让水进入船底而不下沉，而宋朝（960年-1279年）学者朱彧（活跃于12世纪）在其1119年所著《萍洲可谈》写到当时中国船只船身即建有舱壁；这些有关舱壁分割文学上证据在1973年由中国南部沿海疏浚清理出水的一艘24公尺（78尺）长宋朝船舰所获得之考古证据得到确认。该舰船体分隔成12个房室，每室皆内置防水结构，建造时间可追溯到1277年。西方作家从马可波罗（1254年-1324年）、尼科洛·达·康提（1395年-1469年）、到本杰明·富兰克林（1706年-1790年）皆对舱壁分割提出看法，他们皆将其视作中国造船独创理念，此乃因西方造船一直到19世纪初期才纳入这种船体的布局。
非摩擦火柴
最早类型的点火用火柴是在西元577年北齐（西元550-577年）朝廷宫女们所发明；当时因为北周（西元557-581年）和陈朝（西元557-589年）联军围城，她们拼命地寻找可用材料以生火取暖做饭。早期中国火柴被设计成由现行燃烧中的火焰点燃，然后持著去点燃另一枝。这些火柴是松木制小木棒，以硫磺浸透，然后只须轻触燃著的火焰就可点燃。 该事记载于西元950年（五代十国期间）陶谷所著《清异录》中；他亦记载人们在将之商品化为「火寸」前曾经称之为「引光奴」。依靠划面摩擦自燃的火柴一直要到西元1827年才由约翰·沃克（John Walker）所发明出来。
风筝载人飞行
虽然东晋葛洪（西元284-364年）曾在其著作中对风筝载人飞行作出了暗示，不过史上第一件有力文字记载是在北齐（西元550-577年）期间发生。 「放生」一向是中国古老积阴德、做好事的传统，具体行为是看到鱼鸟等动物受困/遭捕后将其释放，然而这理念遭到臭名昭著的暴君齐文宣帝（在位期间550-559年）所扭曲。他在处死前朝东魏（西元534-550年）统治者元氏整家成员时，令他们一个一个充作其载人风筝试飞员，自高30米（100英尺）的金凤塔（近邺城）塔顶下跳，称之为「放生」。据记载，文宣帝先要死囚「套上竹席充作双翼，并命令他们从塔顶飞到地面」，这些人全都死了。到了齐文宣帝在位的最后一年，他下令将死囚扎上形如猫头鹰的大风筝；而前东魏安平王元黄头据报飞了约3.2公里（2英里）后坠落，但后被抓并移交给御史中丞毕义云关起来饿死。这事件被唐朝的《北史》及宋朝大臣兼史学家司马光（西元1019一1086年）在西元1084年成书的《资治通鉴》所记录了下来。 后来旅行家马可·波罗（西元1254年至1324年）指出，中国商船船员总会有一位傻瓜或醉鬼被候选绑到柳条制成的「篮网」上，用八根索连著放飞到空中，以充作做生意勘查算命的手段。

## 隋唐

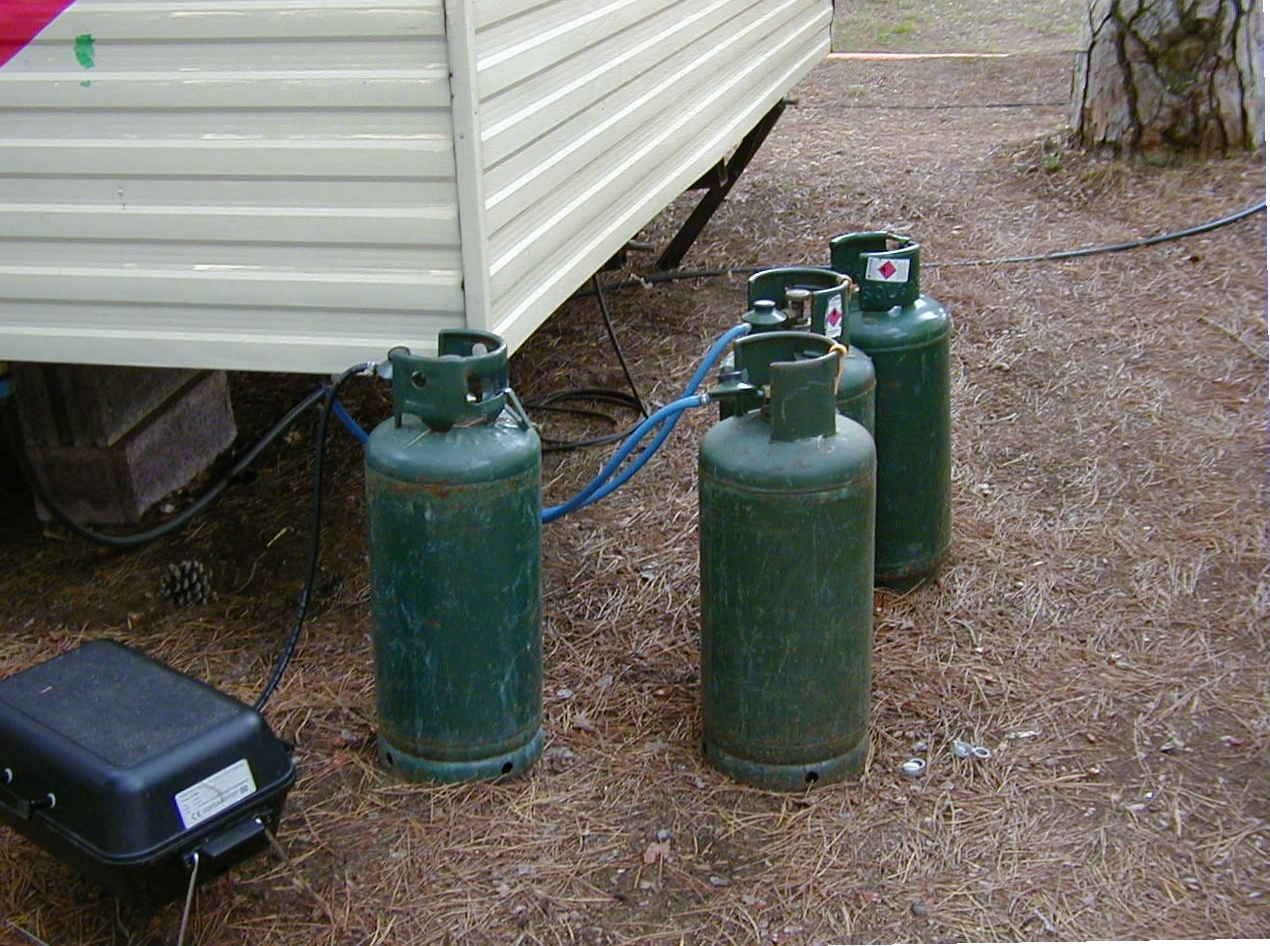
现代气瓶；古人至少打从唐朝（西元618-907年）就在使用竹子制的气瓶了

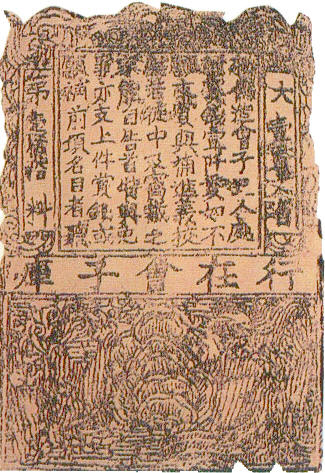
于南宋期间、发行于1160年的纸币会子

脚启动的自动门
根据《太平广记》记载，隋朝（581年-618年）隋炀帝（569年－618年）在首都大兴（现今西安）皇宫观文殿里有个私人图书馆，其中外观装饰奢侈华丽设备气派的书堂总共有14间。在每3间书堂就有一座带锦幔垂下盖住的方形门，上面有两飞仙雕像。在隋炀帝到来前，宫女手持「香炉」在前引导；当他往这些入口走去时，这些宫女将走在他前面并踏下触发机关，这不仅让飞仙雕像迅速移下将锦幔拉开，并且让门往里半开，书堂里所有书橱书箱亦同时全部开启。当隋炀帝离开书堂，机关再次被触发，一切都恢复到其原本关闭状态。在此应指出的中国人不是第一个发明自动门的种族，第一个自动门是由亚历山卓的希罗（约10年-70年）设计发明，座落于一世纪古罗马神庙里，尽管这道门并不带一个脚踏启动的触发机关，不过它是以蒸汽驱动工作。
气瓶
自从汉朝（西元前202-后220年）深层钻探开采以来，古人利用竹管运输以将天然气输送到炉灶中，在此处可用铸铁锅来煮开卤水以提取盐。西元10世纪之前直至唐朝（618-907）的几本博物志描述临卭（今四川邛崃市附近）「火井」深度到达182米（600英尺），井口喷出火焰。该文提到当地区民利用从「火井」生出的沼气将便携式竹管填满，然后该竹管可以携带超过百里（约合今50公里），仍可在尾端点燃以生火。罗伯特·坦普尔认为某种塞子被用于此。一本成书于西元17或18世纪清朝（西元1644-1912年）方志指出，一种皮囊可用来装填天然气，要使用时刺破个小孔，接火点著，可立即提供光和热。一本宋朝（960年-1279年）时期、成书于西元980年的书还记录了在便携式竹筒中石油（当时称为「石漆」）的使用：「如同寻常百姓家备有火炬」般可用于夜间照明。一本西元16世纪明朝（1368年-1644年）的书还指出，石油可被当作蜡烛替代品油灯的燃料。
纸币
纸币最早是在中国开发的。其源自于唐代（618年-907年）商家的储金收据，由于商家和批发商希望在大型商业交易中避免大量的重金属铜币使用。在宋朝（960年-1279年）期间，中央政府透过该体系的垄断盐业，但逐渐减少铜的生产 — 此肇因于多处矿山关闭，以及宋朝铸造铜币大量外流到日本、东南亚、西夏、和辽等经济体系里 — 这两种因素鼓励宋朝政府于12世纪早期除发行铜币之外也发行纸币，以减轻其国家对铸币的需求，并让铜价回稳。在11世纪早期，宋朝政府授权在四川的16家私人银行进行纸币铜币兑换，但在1023年政府徵用该企业，并设立机关以监督纸币印行。最早的纸币仅通用于某些地区，在该特定区域之外无法使用；不过一旦随著纸币被官方黄金白银储备担保其价值后，宋朝政府在介于1265年到1274年间将纸币推行到全国。同时代的金国（1115年-1234年）亦至少在1214年前发行印制纸币。
透光镜
在大约西元800年唐朝（西元618-907年）时期的一本小说《古镜记》，描述了古镜中描述了浇铸实心铜镜的方法。这种古镜背面装饰著文字或者图案，并且在抛光那面反射光线时，可将背面这些花纹投影在反光光晕中；由于这种看似透明效果，古镜亦得名「透光镜」。不幸的是，唐本《古镜记》已佚数世纪，不过古镜在沈括（西元1031-1095年）《梦溪笔谈》中有述及，且沈家拥有三铜镜为传家之宝。由于沈括困惑于固体金属怎样加工才可以透光，他推测这应该是用上了某种淬火技术在镜面上制造极端细小、肉眼无法观察到的纹路。虽然他利用淬火不同冷却速率的解释不正确，但是在镜面有著细微、肉眼无法分辨镜面曲度的看法是正确的；一如威廉·布拉格于西元1932年所发现那样（西方科学家在18世纪发现此物后为此莫名其妙了整个世纪，即西方称中国古「透光镜」为「魔镜」的由来），这些镜子本身并不透明。罗伯特·坦普尔描述了这些学者的解释：「镜子最开始的形状 — 包括背面设计 — 是扁平浇铸的，而表面凸起是后来经过刮擦产生。镜面后来抛光后变得亮闪闪的。由这些程序累建起的应力造成表面较薄的部分向外凸起，且比较厚的部分更凸。最后，镜面敷上一层汞齐；这造成了更强的应力和选择性变形。结果是镜面不完美，与镜背花纹相匹配，尽管这种不完美对肉眼来说太小看不太出来。但是，当镜子将明亮的阳光反射到墙上时，由于镜面将产生的影像整体放大，其效果就好像光线穿过实心铜镜般其重现背部花纹。
单孔敞肩坦弧石拱桥
已知最早的全石开拱肩段拱桥赵州桥位于河北省南部，由隋朝（西元581-618年）匠人李春于西元605年完成。该桥跨度为37.5米（123英尺），由于四个半圆形拱桥劵，故其结构在重量上相对轻，且发大水时可让更多的洪水通过。其他中国桥梁大概此设计所影响，如西元1130年建成的河北赵县敞肩永通桥，以及西元1698年（原本在西元1189年建成）建成的简易弓形芦沟桥。后者刚好位于北京市西边，特点是11个圆拱形孔，每个跨度18.8米（62英尺），总跨度213米（700英尺）。
厕纸
厕纸最早是在589年隋朝（581-618年）时期官员颜之推（531-591年）所提及，并在后来的朝代里有著持续使用的充分证据。在851年唐朝（618-907）年间，一位来自中东的大食回教旅人评注道，当时的中国人不爱乾净，在上厕所时使用纸张而非清水来清洁自己。到了14世纪元朝（1271-1368）中叶，文献指出单在江淮，每年就生产高达上亿包的厕纸，而每包数量数千张到上万张。明朝（1368-1644）刘若愚所著文献《酌中志》亦指出，皇帝已在使用薰过香的厕纸。
以甲状腺激素来治疗甲状腺肿
在西元前239年的《吕氏春秋》中提到，远离海岸的淡水地方，秃头与甲状腺肿的人较多。后来直到1860年，卡斯柏·阿道夫·夏丁（Gaspard Adolphe Chatin，1813-1901年）才将甲状腺肿与土壤食水中缺碘建立起关系。碘于1896年由尤金·鲍曼（Eugen Baumann）在甲状腺里发现，在当时1890年代甲状腺萃取物被用于治疗患者。而远在此之前，唐朝（618年-907年）名医甄权（殁于643年）所著《古今录验方》中即给出自阉公羊取得甲状腺以治疗甲状腺肿大患者；而甲状腺贺尔蒙可以以药丸（药丸载体以压碎枣仁制成）或整个甲状腺去除脂肪吞服。另一剂王焘提供的处方是利用风乾的甲状腺磨成粉并佐酒吞服。与同时代的名医崔知悌（活跃于650年）在其文献中分开辨识了骨瘤－是种无法治愈、触手坚硬的肿胀物－以及真正的甲状腺肿－依其描述是种位于颈部可治愈、可移动的肿胀物。古人亦采用了来自猪、水牛、以及梅花鹿的甲状腺并成功治愈了甲状腺肿。而根据《神龙本草经》所述，古人自西元前1世纪（葛洪，284-364年，大约在340年亦建议使用一味来自马尾藻类海草的药方）便利用富含碘的海藻以治疗甲状腺肿，而在西方，同样的处方来自不知名人士在民间流传，一直到意大利巴勒莫的罗杰留斯（Rogerius）于其1180年所著《手术实践》（Practica Chirurgiae）中收录才见天日。
糖尿病病徵鉴别与治疗
在中国古代，糖尿病被适当地称为「消渴」症，此乃因糖尿病患者过度口渴且多尿。在前2世纪汉朝（前202年-220年）编纂的《黄帝内经》鉴识出糖尿病，为那些有摄取过多甜食与富含脂肪食物习惯的人所身患之疾，而唐朝（618年-907年）名医甄权（死于643年）所著《古今录验方》是史上第一种提到糖尿病患者尿液中有过多的糖之文献。虽然该书现已失传，有关该书糖尿病的引言被王焘保留在其752年著作《外台秘要》一书中。唐代医学家孙思邈（581年-682年）在655年在其《备急千金要方》一书中告诫糖尿病患者：「三件事必须放弃，饮酒、行房、以及进食咸、淀粉谷类食品；如果患者遵守此戒，可不药而愈。」罗伯特·坦普尔写道，这种方法与现代避免酒精与淀粉类食物摄取的方法类似。糖尿病患者甜尿在古印度亦有一处文字记载，但不像中文文献那样，该古印度文献成文时间不明确。在欧洲，糖尿病患者甜尿是由汤玛斯·威利斯（Tomas Willis，1621年-1675年）约于1660年发现，并在1679年发表，然而，这一直到1776年马修·多布森（Matthew Dobson）的研究成果才使糖尿病症状与糖建立起关联性；在1815年，这种糖终于被详细指明为葡萄糖。
擒纵器（用于钟表机械）
虽然擒纵机构最早由希腊的拜占廷人斐罗（Philo of Byzantium）所发明，当时用于机械式盥洗台的一部分，不过用于钟表机械的擒纵机制最早是由唐代（618年-907年）比丘僧暨朝廷天文学家、数学家、工程师一行（683年-727年）开发，以供其一如张衡（78年-139年）所发明的水力推动浑象仪运转，并且这种机构也可于后来张思训（活跃于10世纪晚期）与苏颂（1020年-1101年）所作浑仪/仪象台上找到。一行的擒纵机构让每隔一刻击鼓，每隔一时辰撞钟，其本身就是撞钟的一种。不像现代擒纵机构采用悬吊震荡摆臂以停留/释放这机构里小型旋转齿轮上的钩子，中国古代早期的擒纵机构利用重力与水力来达成目的。在苏颂的仪象台中，初始时枢轮（它在机构的里扮演的脚色一如齿轮）被左、右天锁抵住轮辐，整个枢轮无法转动；由平水壶经导管流出的水注入枢轮上的受水壶中；受水壶中无水时，受水壶被托在壶底的格叉架住，所以能接受注水；当注入壶中的水到一定重量，格叉就托不住受水壶，开始下降；格叉下降，受水壶也随之下降，装在壶侧的铁拨牙就向下击开关舌；关舌拉动联在其上的天条，天条再拉下天衡（杠杆）的天权端；天衡天关端随之抬起，带动天关，打开左天锁；左天锁打开，则枢轮被允许在受水壶中水的重力作用下转过一辐；接著，因壶侧的铁拨牙已滑过关舌，天条松弛，天衡在左天锁、天关及天衡左侧杆的重力作用下，左端下落，抵住枢轮上的下一个辐板，使枢轮不能继续转动；同时，天衡右端抬起，并经天条拉起关舌，等候下一次拨击。右天锁的作用是防止枢轮因突然被左天锁抵住而产生的反弹。受水壶在拨过关舌后，其中的水便落入下方的退水壶中。应当指出的是，古人发明之流体驱动、间些性工作擒纵机制与后来西方中世纪晚期机械钟里的真正擒纵机构「仅在名称上达到共识」；而该中世纪擒纵机构利用砝码取代水力以产生源源不断但平稳的节拍。
披水板
披水板又称下风板、下水板、腰舵、翼舵。为了避免航行时风力所造成的背风漂移，故古人发明了披水板；它基本上是一种朝船与风向相反那边放下的板，现今设计常位于两弦，插入水中，以帮助船身保持垂直并在航道内。保罗·约翰斯通（Paul Johnstone）和肖恩·麦克格拉尔（Sean McGrail）表示，在东山文化（集中在越南北部红河三角洲）铜鼓中某个有著奇怪外观的附属板可能描述的是早在西元前300年使用中的背风板。罗伯特·坦普尔指出，世界上首次记载披水板的文字记载可追溯到西元759年，是在李筌所著、成书于唐朝（西元618-907年）年间的《太白阴经》。李筌写道，战船的披水板「将船支撑住，所以即使大风大浪袭来，船只将不会被打乱航向，也不会被吹翻。」披水板在西元9世纪后不久成为建于中爪哇（印度尼西亚）夏连特拉王朝时期婆罗浮屠纪念碑上雕刻艺术作品的主要特色。在西方荷兰人是最先使用披水板的，时间大概介于西元15至16世纪（可能用于早期荷兰货船，或者受来自中国的发明所影响）。
自行舟搭载机械呈杯、倒酒木俑
古匠人黄衮为隋炀帝（在位期间西元604-617 年）造水饰，并写下《水饰图经》，而由学士杜宝加以扩充并注释。黄衮建造了为数众多的机械木俑（即水饰），每座约0.6米（2英尺）高，某些是动物不过大部分是人形，种类包括歌妓、弹奏真实乐器的乐师、舞者与杂技者，并造7艘长3米（10英尺）宽1.8米（6英尺）的小「舸子」（即酒舟），上立呈杯、倒酒、划船三木俑。所有机械木俑都同时动作，栩栩如生。这些舟是定时循著宫中特殊场合招待宾客的花园园林里蜿蜒石渠与运河绕行（由Tang Haogui设计）。呈杯木俑立于每艘酒舟船首，旁边的是倒酒木俑；当酒舟自动地按时暂停于来宾就坐地点，呈杯木俑自动把呈著斟满酒酒杯的手臂伸长等宾客取用。当来宾手中酒杯空空如也时，他可把杯放回木俑手中；木俑转身让倒酒木俑斟满。当该宾客服务完了，酒船继续自动移往下一站。李约瑟推测，小「舸子」可能备有桨轮驱动；如罗伯特·坦普尔所注，桨轮船技术自刘宋（西元420-479年）时期已为古人所知晓。 除了来自《水饰图经》残本的记述外，这些「舸子」亦可见于与黄衮同时代的史学家颜师古（西元581-645年）著作中。
带木俑的人造山自动侍酒器
8世纪初，唐朝（西元618-907年）匠人马待封与与崔邑令李劲精心合造了一座铁铸中空人造山，高0.9米（3英尺），坐落于龟形漆木框之上。受重力的影响，酒自假山山顶流下到倾斜的杯子中，而溢出的琼浆则流入一座人工湖；液压泵将酒抽回隐藏在山中、可存15公升（16夸脱）的贮酒库。同样的泵将酒抽到龙首状带嘴以及可移动部件的水龙头，龙嘴在倒酒时可张开。从龙首倒酒入杯，杯子可放于大型莲叶状铁平台上。如果酒客喝太慢没把酒杯放回去，假山山顶一座小亭子的门将自动敞开，同时一座小木人俑带根小棒子往前弹出并嘲弄喝得较慢的酒客。一旦杯子放回荷叶上，带根小棒子的小木人俑返回假山顶的小亭，而其身后的小门也将关闭。
纸牌
在世界史上，首次提到纸牌游戏的日期当不晚于9世纪。当时苏鹗（活跃于西元880年）在其所著《杜杨杂编》中，描述了西元868年间，唐朝（西元618-907年）同昌公主丈夫韦保衡韦氏一家喜欢玩「叶子戏」《叶子格戏》是一本跟著叶子戏纸牌刊行的书，据称由唐代妇女所著；而该书在后来的几个朝代中由许多学者所评述。宋朝（西元960-1279年）学者欧阳修（西元1007一1072年）在其著作《归田录》中称，玩纸牌自唐朝中叶以来就存在，且与有关这项发明、一般充作中文书写媒介、不能印刷的卷轴到纸张同时进化。明朝（西元1368-1644年）期间，许多来自如水浒传等通俗小说里的角色广泛出现于牌面上。到了11世纪，在整个亚洲大陆上到处皆可见到牌戏。牌戏在欧洲是最早印制的某些出版品之一，出现于14世纪（即在西元1377年于西班牙和德国印制，西元1379年于意大利和比利时印制，法国则于西元1381年）且由欧洲人以木板印刷制成，比约翰内斯·古腾堡（约西元1400-1468年）发明印刷机更早。

## 宋元

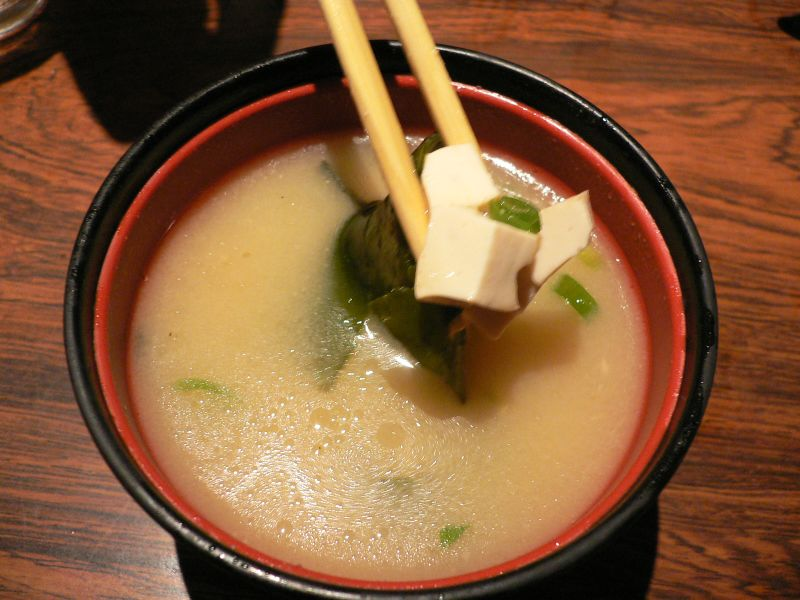
味噌汤中的豆腐；如果传统上有关于刘安记载正确的话，古人最早于前2世纪西汉（前202-后220年）发明豆腐。

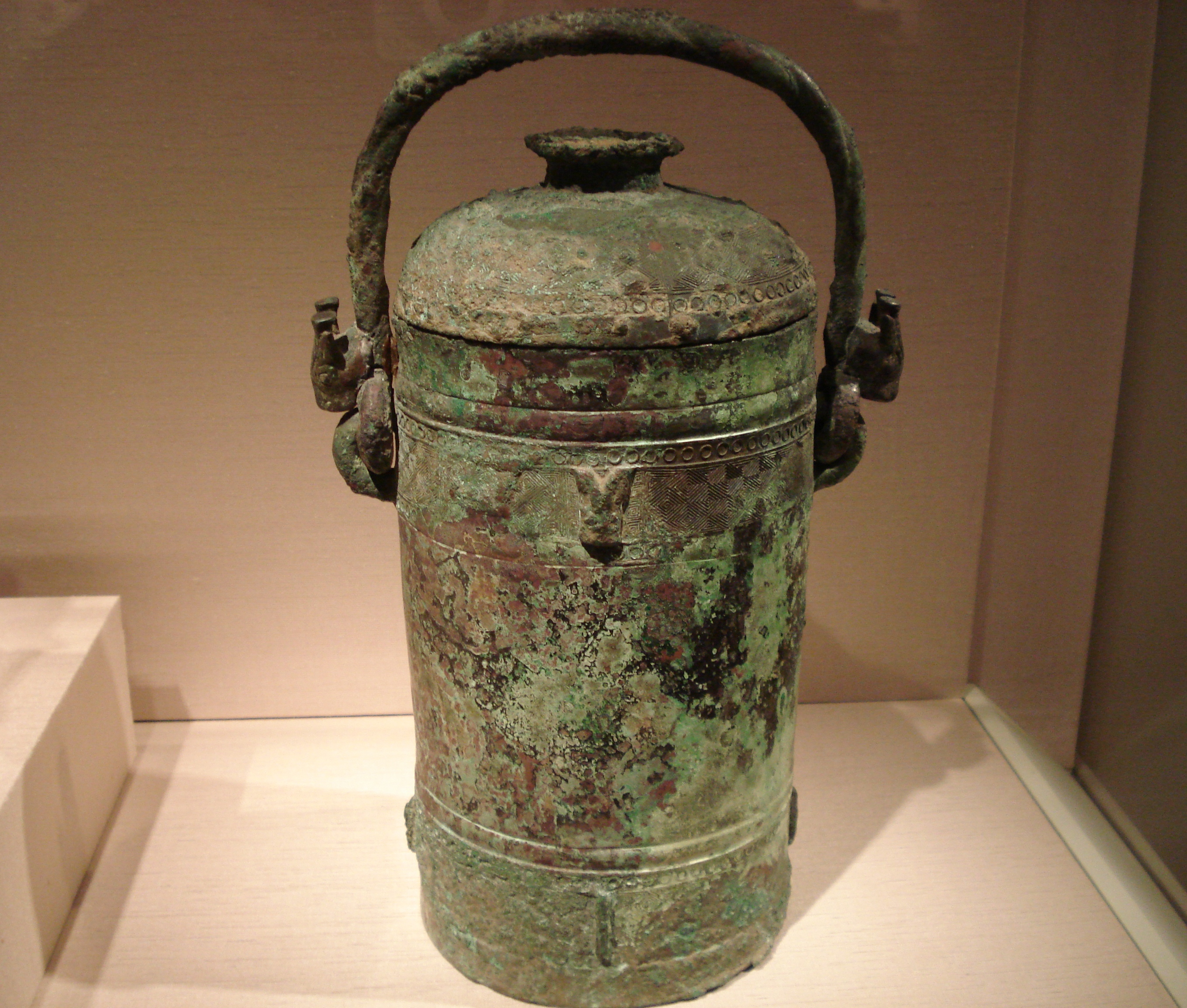
筒状铜制酒容器在商朝（约前1600年-前1050年）晚期制造；这些物件是由宋朝（960年-1279年）仕绅所发掘出土

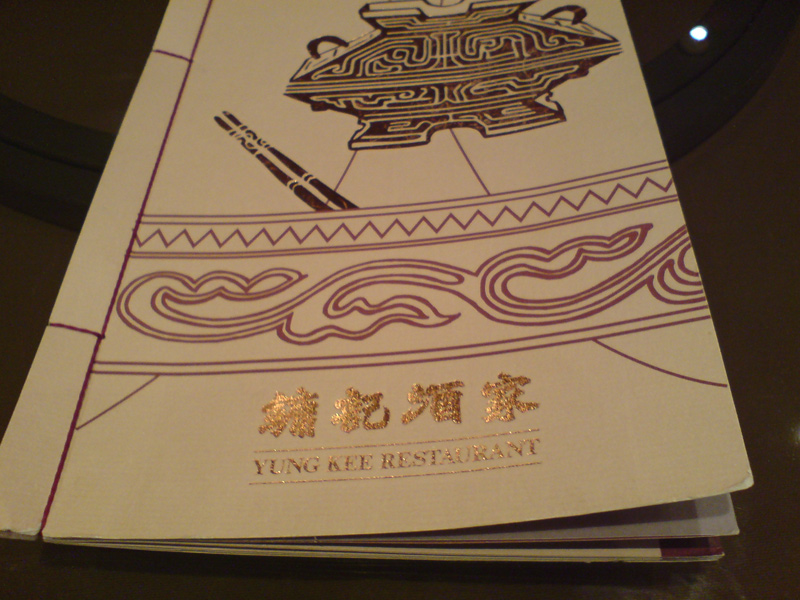
一本来自香港当地餐厅的菜单，而第一本菜单是在宋朝（西元960-1279年）中土出现。

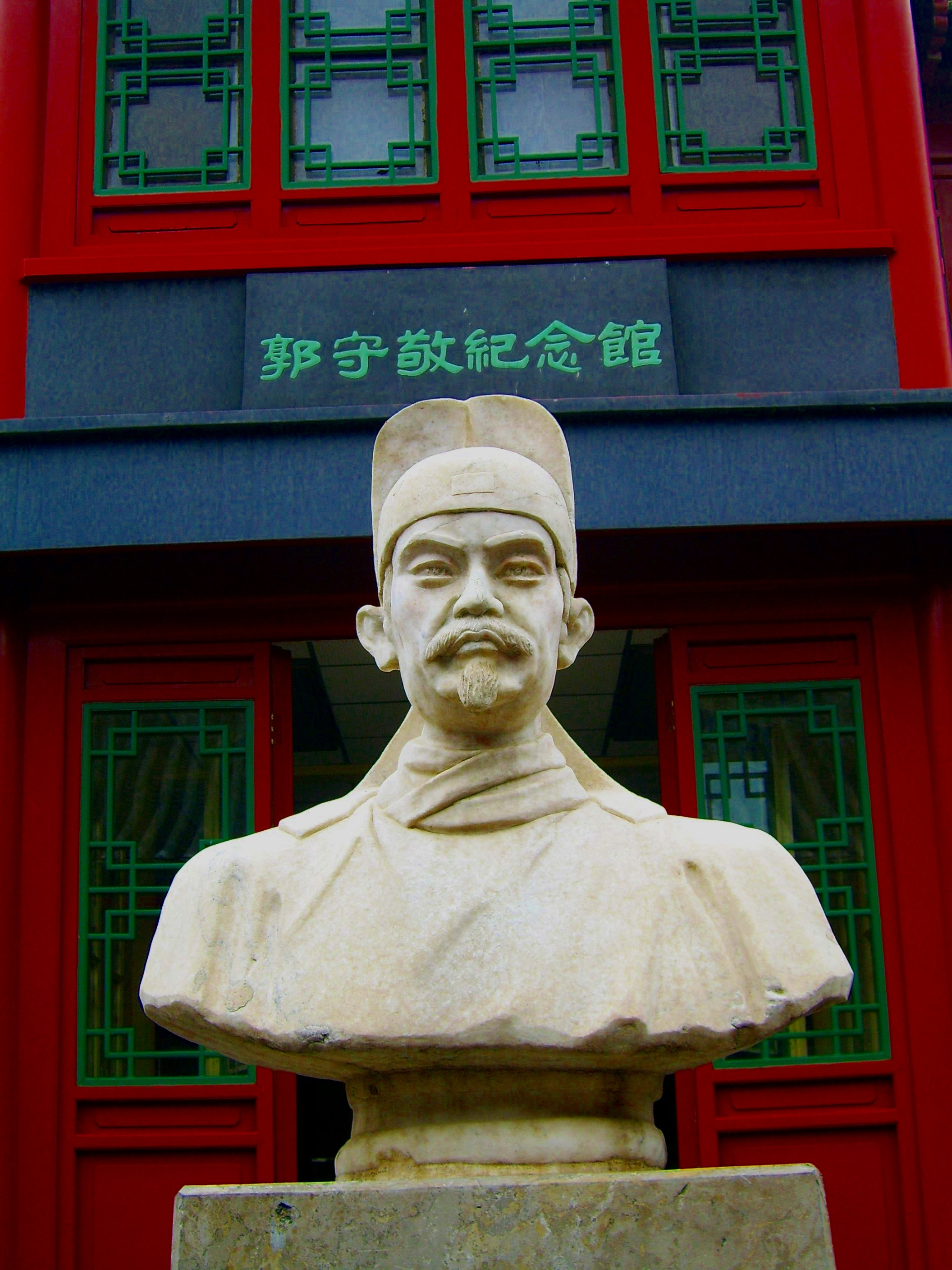
郭守敬（1233年-1316年）于1281年建立起农历记年，其天数约等于西方于1582年颁行的公历记年长度

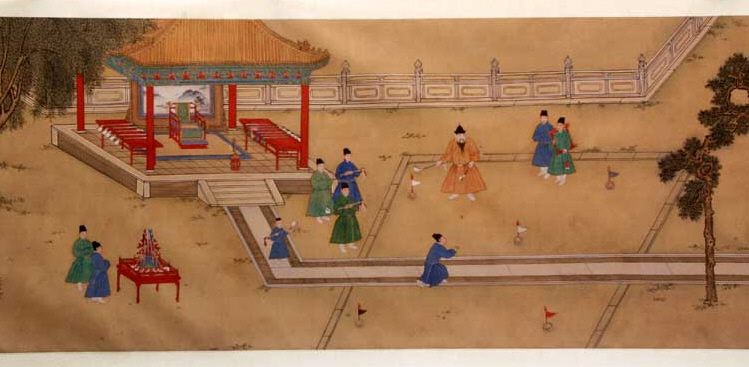
明宣宗（约1425年-1435年）正在与太监玩捶丸

一座运河斗门水闸的上视图和侧视图，基本上是一座利用双门运河水闸于隔间调控河水水位来确保船只安全航行。它是宋初淮南转运使乔维岳于西元10世纪初为京杭大运河航运所发明

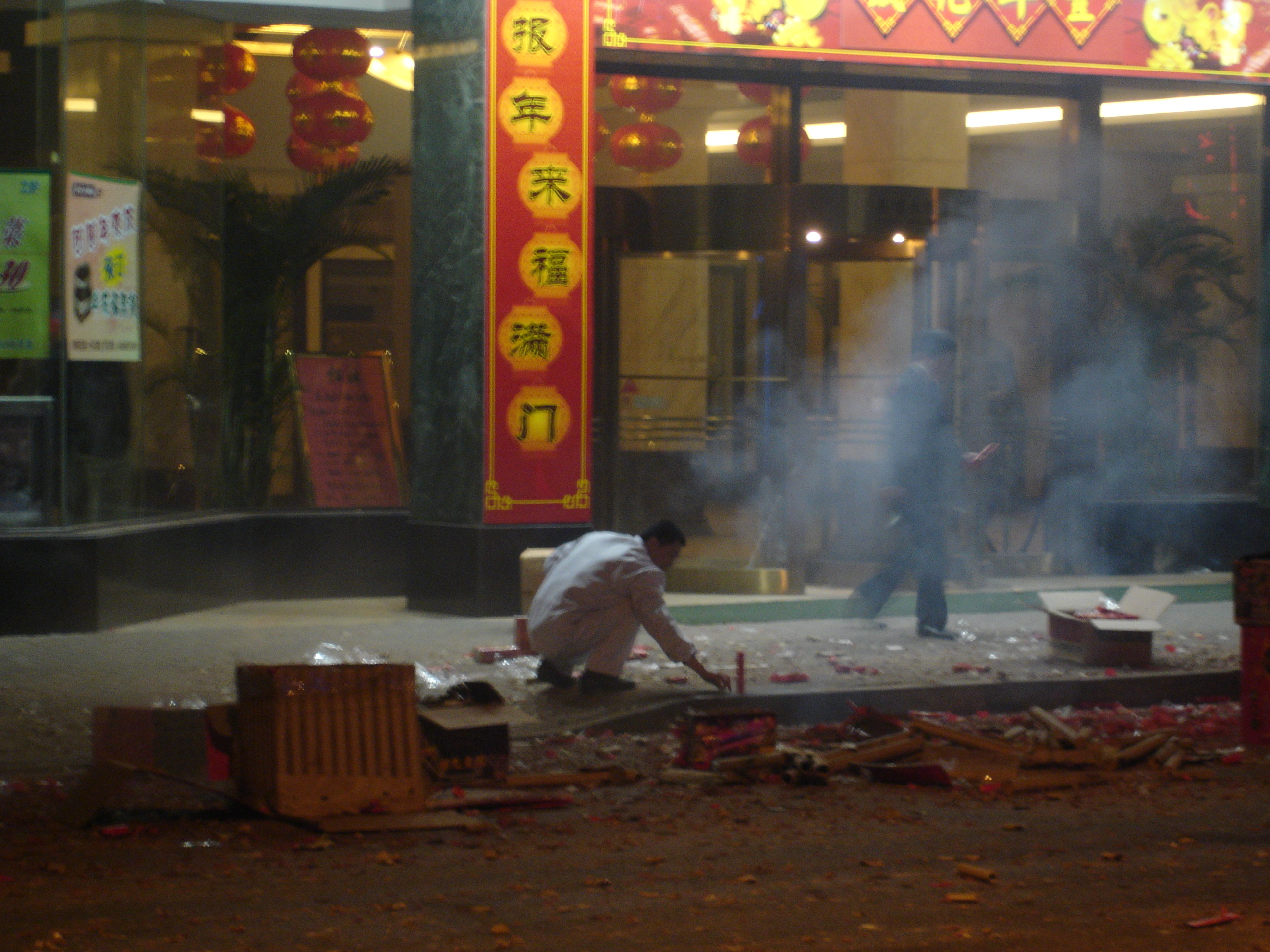
在上海的当地居民于新年时施放烟花

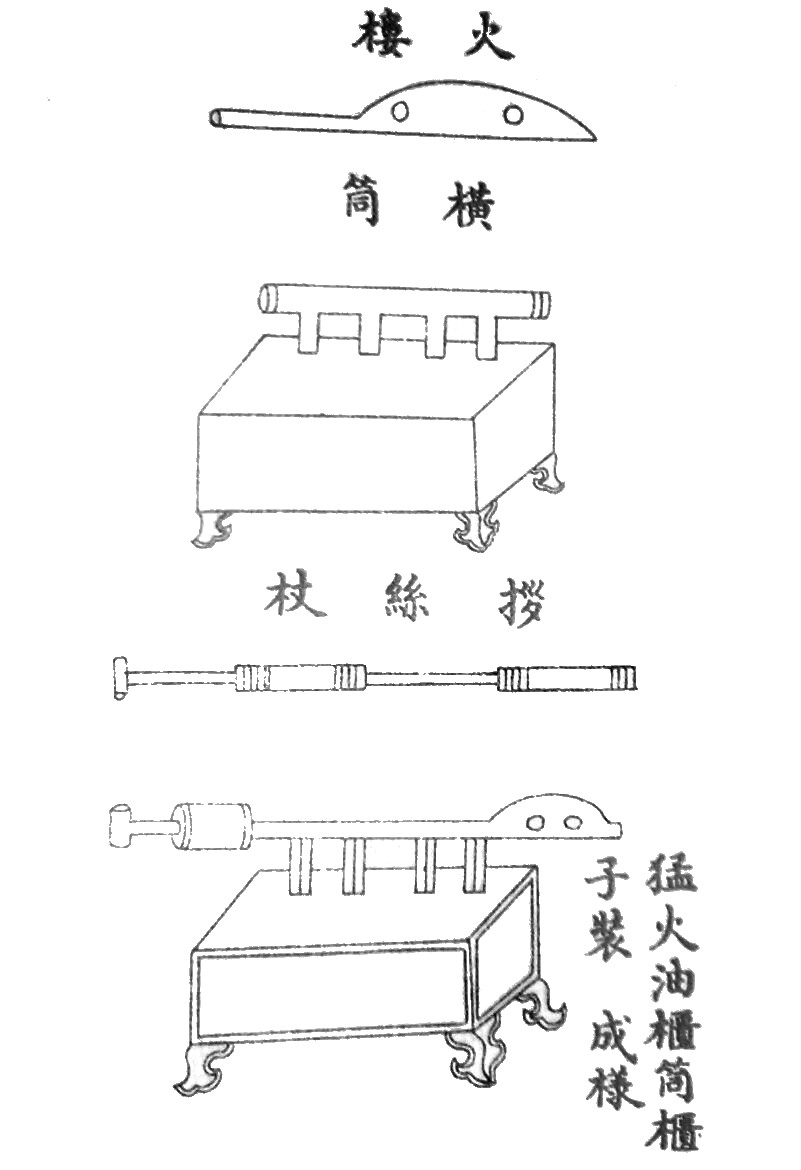
中国古代的火焰喷射器：猛火油柜，本图来自宋朝军事著作《武经总要》

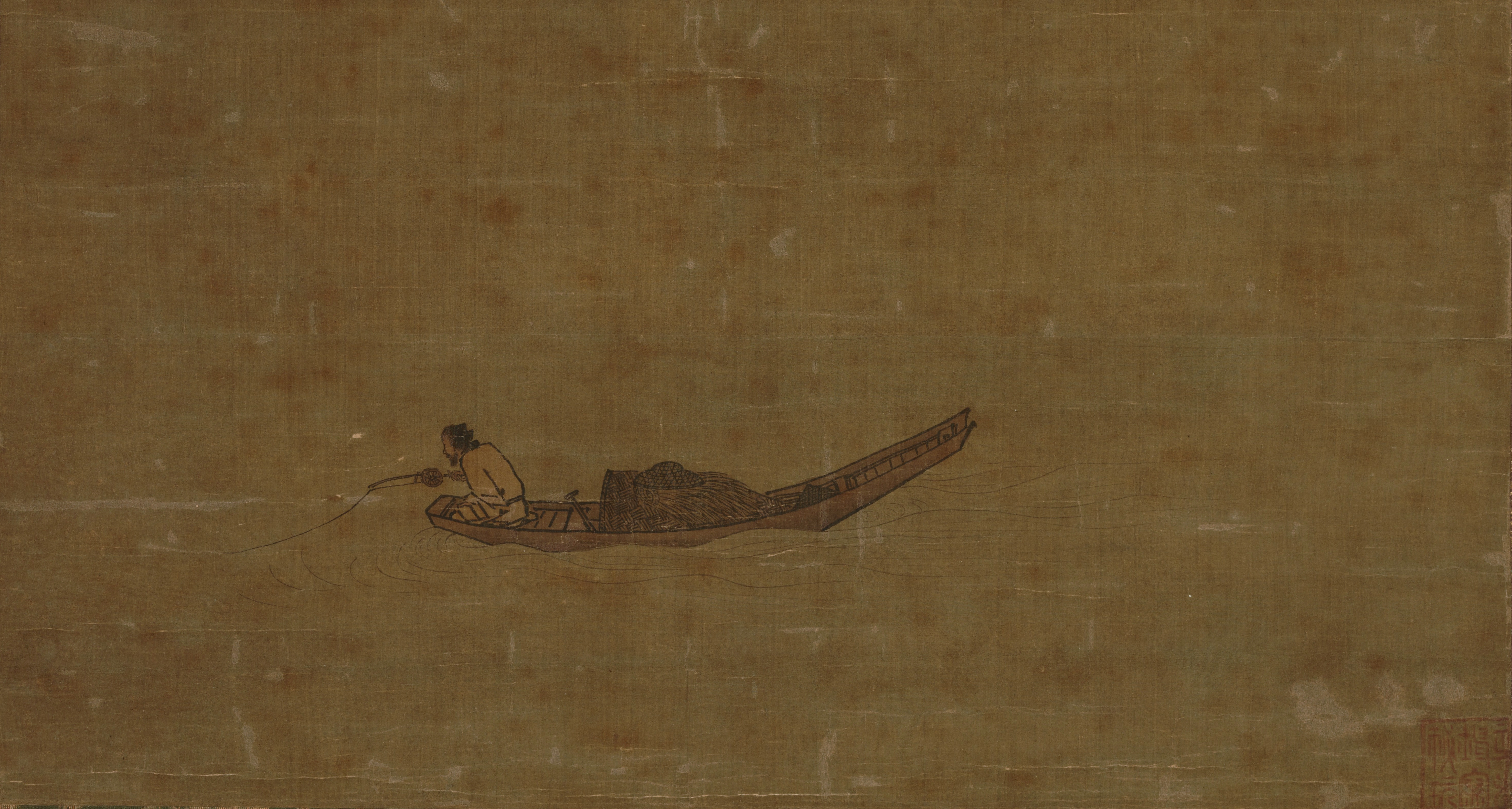
南宋马远（约1160-1225年）绘于1195年的《寒江独钓》图，是已知最古老的渔线轮图画

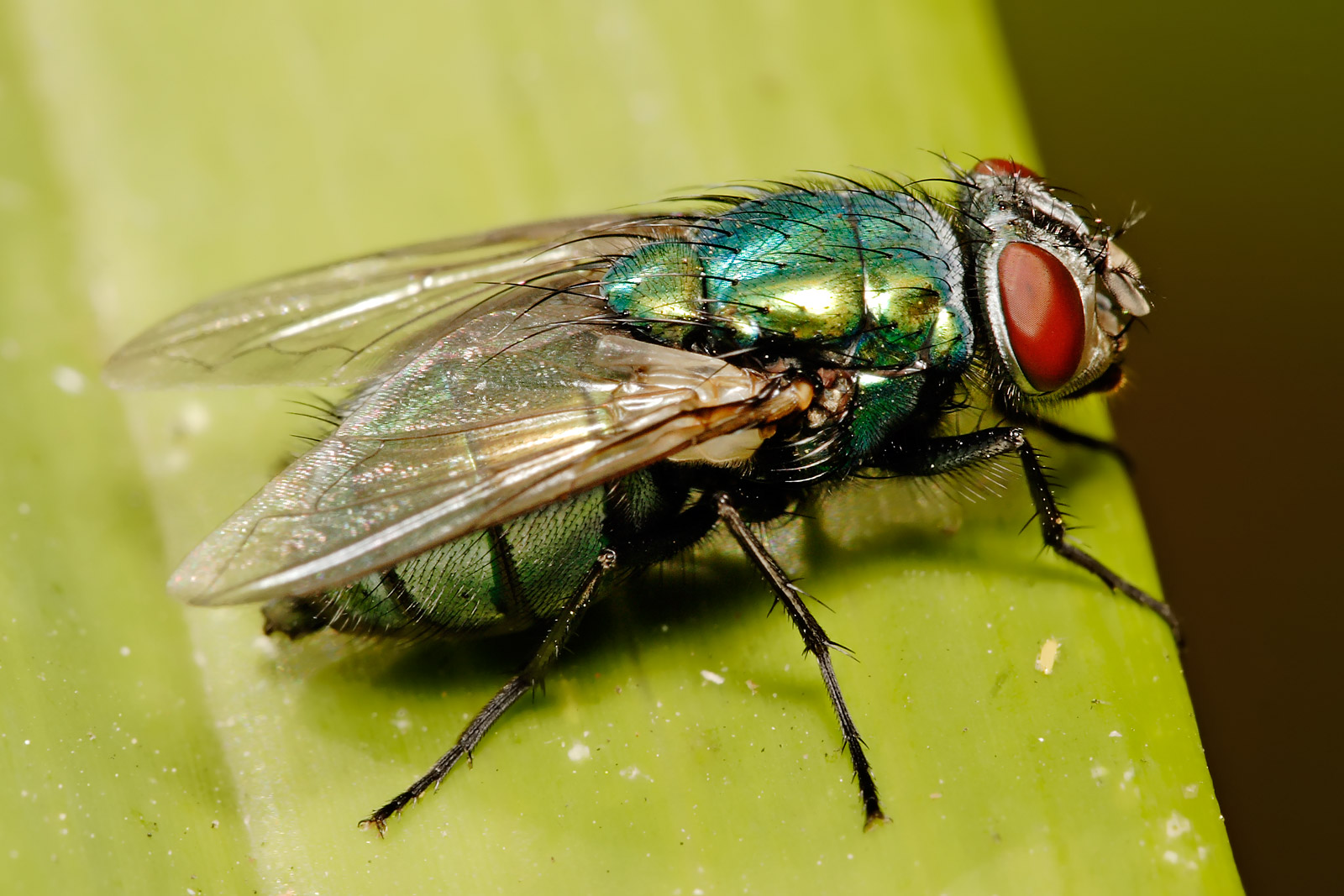
早在13世纪，中国人已利用苍蝇当作破获谋杀案的媒介，是为已知最早的法医昆虫学案例。

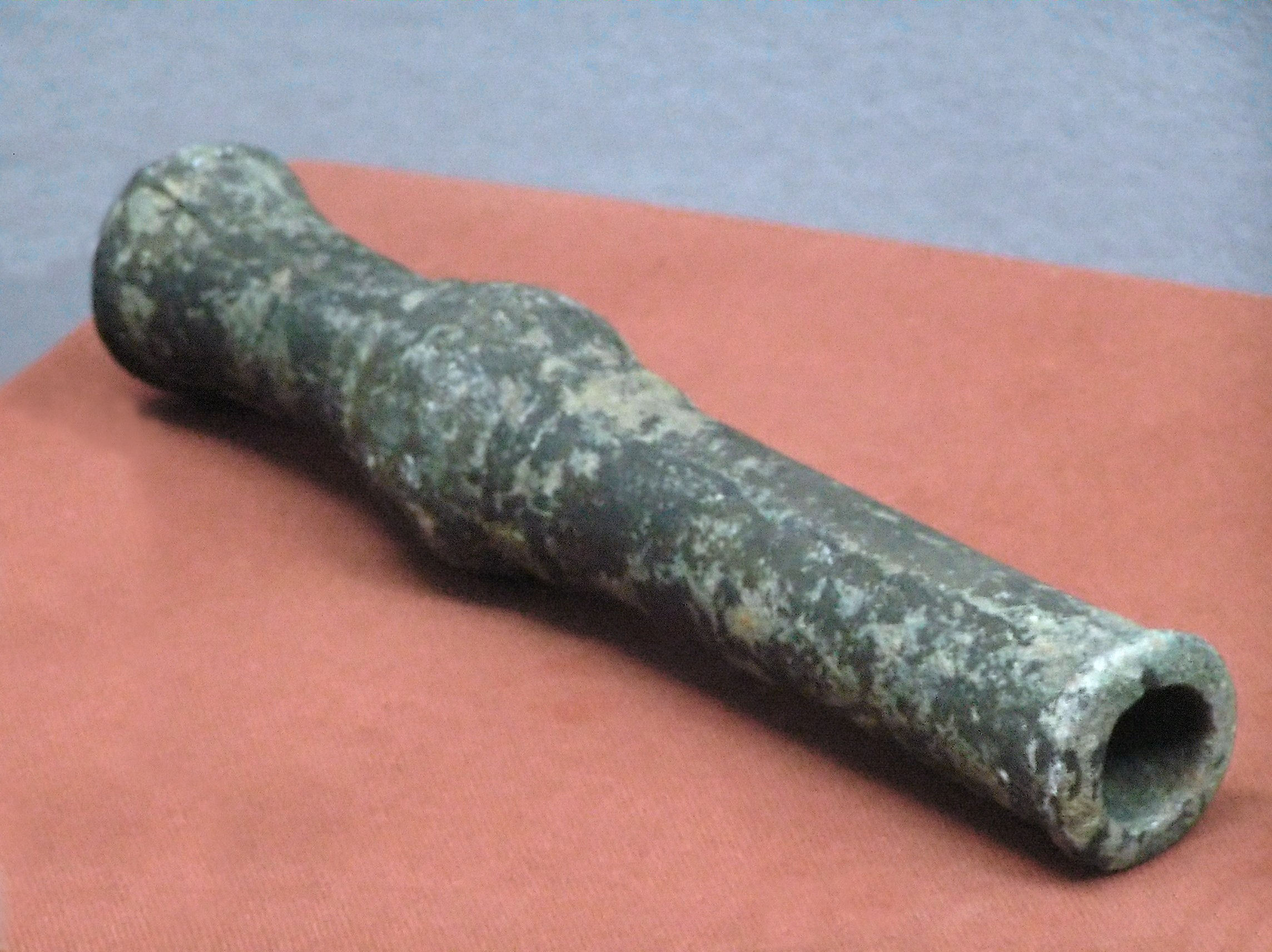
上图显示元朝（西元1271-1368年）青铜制手铳，为世界上最古老的手铳之一。最古老的样本约可追溯到西元1288年，正好是史家将其载入成史上第一个文献记载的年代。

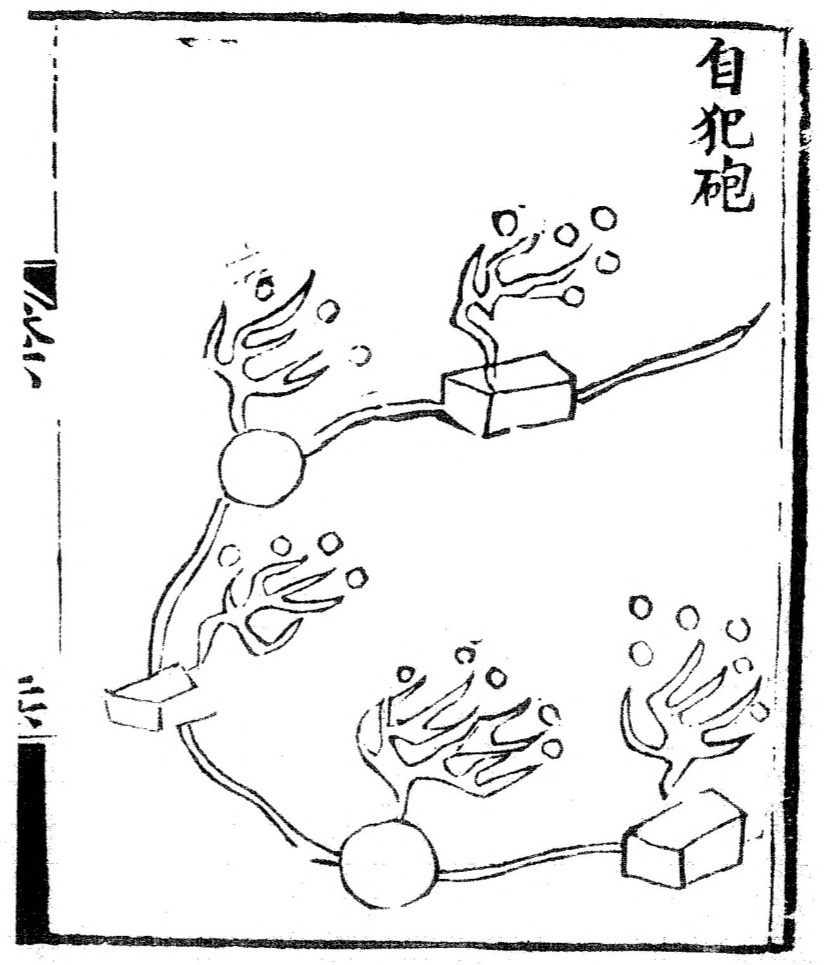
西元14世纪《火龙经》所记载之「自犯炮」

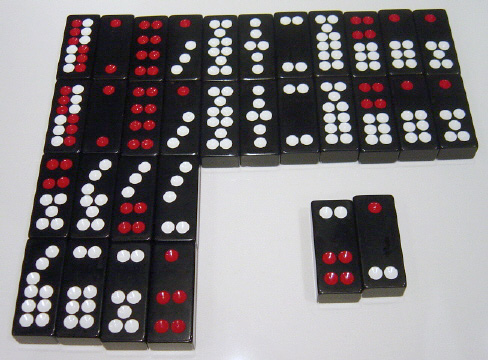
一套标准32片骨牌，它至少自宋朝（960年-1279年）就已经存在。

豆腐
虽然一般传统上，以及宋朝（960-1279年）学者们如朱熹（1130-1200年）等皆将豆腐及豆浆的发明归功于西汉淮南王刘安（前179-122年），但在今本中所发现的《淮南子》（由刘安挂名编译）却没有提到豆腐一事。而后来试图根据墓室浮雕与出土文物为本以说明豆腐在汉朝时就已经存在者仍旧令人难以完全信服。已知最早提到豆腐的文献是在《清异录》，其中记载了豆腐在青阳（安徽）的销售。学者孙机（1998年）认为，虽然这本书作者挂名为陶谷（903-970年），不过该书大概是其他人在北宋初期所编纂。最早记载如何做豆腐的文献是李时珍（1518-1593年）所著《本草纲目》。根据夏利夫与青柳昭子（2001）所著，现代历史学家认为刘安时期的豆腐，一如现代的豆腐，是以海水或者盐卤凝结制成，后者即是中文所谓的卤水。根据学者刘克顺（1999年）的研究，刘安制作豆腐的过程与今日本质上是一样的：「基本上，大豆经过洗净，磨碎，浸渍。然后所生浆料经过滤生成生豆浆。将其加热前加入混凝剂，形成凝乳团。凝乳最后经过压沥分离乳清形成豆腐。」
考古学、目录学和金石学
宋朝（960年-1279年）学者欧阳修（1007年-1072年）分析所谓的刻有金文的古文物，而他后来保留了约400片拓片；学者伊沛霞（Patricia Ebrey）写道欧阳修开创了金石学的早期思想。由吕大临（1046年至1092年）所编纂的《考古图》是目前所知最古老的目录之一，它有系统地描述和分类出土的古文物；该目录记载绘制朝廷与私人珍藏、可追溯到商朝（前1600年-前1050年）到汉朝（公元前202-后220年）的铜制文物210件、玉制文物13件。另一个目录是宋徽宗（约1082年至1135年）年间的《重修宣和博古图》（于1111年至1125年间编纂），精选840件器皿与拓片。这目录曾为学者洪迈（1123年-1202年）所批评。他发现，某些器皿书面上描述可追溯至汉代是不正确的，这是他将这些器皿与他手头实际上获得自汉代的研究标本相比较下所得的结果。宋朝学者们建立了一个正式系统，以透过检视其铭文、装饰基本风格、以及其天然形状来鉴定这些古物的日期。宋朝学者赵明诚（1181年-1129年）强调利用古老的碑文，以纠正后来讨论古事（如日期、历史事件的地理位置、族谱、以及正式头衔等）时的不一致之处与错误时的重要性。古代于器皿上的明文也用在祭祀中以重演古礼。与其讨论古礼如何重演，学者沈括（1031年-1095年）反而对发现古老制造工艺与其功能性更有兴趣。不像许多跟他同代学者醉心于钻研哪位先圣先贤制作了这些古物，沈括推论这些东西不过是古匠人的产物，如同他身处的那个时代一样。沈括亦纳入其他学科的知识，诸如音乐、数学、以及光学等等来研究古物。沈括检视了在朱鲔墓的壁刻并总结该壁刻显示者为汉朝时代衣冠。沈括在海州（今江苏省海州）出土一测量工具，这工具学者李约瑟断言其为弧矢仪。学者布鲁斯·G·崔格（Bruce G. Trigger）写道，对古老铭文与文物的收集研究的兴趣在宋朝之后消退了一阵子，但在清朝（1644年-1912年）又复兴起来。当时代表学者有顾炎武（1613年-1682年）与阎若璩（1636年-1704年）。学者克雷格·克鲁纳斯（Craig Clunas）还指出，金石学一直到研究清朝才恢复，但《重修宣和博古图》明印本在16世纪的明朝（1368年-1644年）广为流传。崔格声称考古学在中国从来没有作为自身独立成一门学科发展下去，取而代之的是它始终被当作史学的一门分支。
菜单
在宋（西元960-1279年）初，商人中产阶级中在城市开店的业主，由于常常在家吃饭的时间不多，所以他们便大胆地在各式各样场所，如庙宇、客栈、茶馆、熟食档、以及做附近的妓院、歌屋、戏班场饮食生意的酒家吃饭；这些旅居中土的外国人，以及那些自全国各地聚居城市的中国人由于烹调方式间的差异，促使做饮食业生意的想尽办法满足种种不同的口味，由此而造成菜单的崛起。
农历记年365.2425日
春秋（公元前722-前481年）晚期，中国老祖先们制定了古四分历，将回归年定为365.25天，与西方儒略历相等长度。汉武帝于前104年颁行太初历，使得回归年约等于（365 {\displaystyle {\tfrac {385}{1539}}}）。在汉朝与元朝（1271年-1368年）间先民们制定了许多他种日历，其中包括李淳风（602年-670年）的《麟德历》和一行禅师（683年-727年）的《大衍历》。1281年，元朝天文学家郭守敬（1233年-1316年）将农历回归年固定为365.2425天，与西方于1582年颁行的公历回归年天数一模一样；此农历记年，即授时历，颁行于中国用了363年。郭守敬建立新历法是在其个人球面三角学成就辅助下，而他大部分衍生自过去在中国建立起球面三角学沈括（1031年-1095年）的学术研究。
不间断链条传送动力
希腊拜占庭的斐洛（Philo Of Byzantium，前3或前2世纪）描述了用于连发弩（polybolos，即连发机弩（ballista），可掷镖也可掷石）上的链条传动和绞盘，不过链条传动对箭杆箭杆间并没有传输连续的动力。不间断动力的链条传动在11世纪的中国首次出现。或许其灵感来自于至少汉朝（前202年-220年）就已为老祖先所知悉、由东汉哲学家王充（27年-97年）所提及的链泵，不间断动力传递链条传动首次于1090年由宋朝（960年-1279年）政府官员兼数学家、天文学家苏颂（1020年-1101年）兴建在开封的水运仪象台中传动装置里应用；除了早在八世纪早期发明的擒纵机械外，链条传动，也被用于机械地旋转盖于台顶的浑仪（它的作用在模拟天球上繁星的运动）并将有著600颗齿的齿轮每2分24秒朝前拨一齿，因此，每一齿代表了一天24小时的{\displaystyle {\tfrac {1}{600}}}，每小时皆由133座人俑报时。这些人俑皆位于几处开放窗口后由机械轮轮转，人们可由窗口看到人俑敲锣打鼓敲钟，且在日间特殊时段举牌告知。
捶丸
捶丸，是一种类似源自于苏格兰的高尔夫运动，文献中首次提到它是在宋朝魏泰（活跃于1050年-1100年）的《东轩笔录》；该游戏在宋朝（960年-1279年）与元朝（1279年-1368年）深受男男女女喜爱，而到了明朝（1368年-1644年）则在都邑男子间流行，其程度一如网球在西方文艺复兴时期在居于城市欧洲人那般（根据安德鲁·莱比斯（Andrew Leibs）所述）。1282年，宁志斋出版《丸经》，该书介绍了捶丸的规则、设备、场地，同时亦包括了那些精于此道人物的评注。每个球员皆有10种球杆，都存放在锦囊里。皇帝所使用的捶丸杆皆嵌金镶玉，极尽奢华之能事。该运动是在平坦及有坡度的草地，且与现代高尔夫球座非常类似的是有个球「基」 区域，在此进行开头三杆。
- 以焦炭作为燃料：到了11世纪宋朝（960年-1279年）时期，的要求，用于钢铁产业高炉和熔铁炉的木炭需求导致主要林地大量砍伐；为避免过度森林砍伐，宋朝先民开始使用由烟煤生产出的焦炭，以作为冶金炉燃料，来替代源于木材的木炭。[394][395][396]

火枪
火枪是一种原始的枪，在10世纪发明。有著一开始用竹子、后来用金属制造的管子，用来将混合著火焰与碎片的微弱火药爆炸射出；其最早的图像是来自敦煌壁画《降魔变》。
斗门水闸
虽然在中国，单门运河潮闸在斗门水闸发明之前就已存在，不过西元984年宋朝（西元960-1279年）初期淮南转运使乔维岳发明了双门斗门水闸，因此船只可以安全地沿著有斗门调控隔间水位的运河水道航行。宋朝科学家沈括（西元1031-1095年）在其著作《梦溪笔谈》一书中描述了经济与交通上得益于此发明的种种便利。
烟花
烟花于宋朝（960年-1279年）在中国以早期火药的方式首次登上历史舞台。宋朝百姓可以从市场小贩买到简单的烟花，而这些烟花都是由竹筒装满火药而成，纵然竹筒烟花有诸多限制，历史记载当时较华丽的烟火表演仍旧举办。在1183年，为了娱乐宋孝宗（1127年-1194年）及其宫廷成员，城管禁卫军举办了军事操演，其中穿插了大型烟花施放伴随著舞者穿过彩烟。1264年，恭淑皇后韩氏在其儿宋理宗为其举办的廷宴上，因一只快速火箭推进的「地老鼠」烟花点燃后钻到她座下而受惊。火箭推进很快地被应用在战争上，而到了14世纪中叶，已经有许多种火箭发射器研发出来。
双活塞、火药启动的火焰喷射器（猛火油柜）
尽管单活塞火焰喷射器最早在7世纪拜占庭帝国就已发明，不过10世纪时期的中国火焰喷射器，就能源源不断地喷出火焰，其原理利用了双活塞注射器（古人自汉朝已掌握该技术）压缩伫满的猛火油喷出。而猛火油在当时已由中国与中东地区（大食）海上贸易交流中引进。猛火油的第一个文献记载是在917年，它第一次用于实战中是在932年五代十国时期（907年-960年），猛火油柜实物蓝图首次则见于宋朝（960年-1279年）1044年军事著作《武经总要》，该书详细记载了该装置。不像希腊版本的火焰喷射器那样喷出时得用火点燃，猛火油柜由易燃黑火药引信启动。
渔线轮
古称钓车、钓轮，现另称卷线器。在文学记录中，有关最早的渔线轮证据是4世纪的著作《列仙传》。目前已知最早的渔线轮绘画是来自南宋（1127年-1279年）马远（约1160-1225年）于1195年所作《寒江独钓》图。该图布局为一人坐在一艘小舢舨上，并投出了钓丝。另一幅描绘渔线轮的作品是元吴镇（1280-1354年）的《洞庭渔隐图》。介于1208至1224年之间出版的《天竺灵签》中收录了两幅不同的、当时常用的渔线轮木刻版画插图。一卷13世纪亚美尼亚羊皮纸福音上显示出渔线轮（虽然不是很清楚地描述是否与来自中国样式类似）。于1609年出版的《三才图会》，刊载了下一幅渔线轮的图片，且栩栩如生地显示出辘轳滑轮装置。上述5幅是在1651年之前显示渔线轮的仅有图画，而1651年是第一批英国渔线轮插画绘制时期；在该年之后它就变成了世界艺术中常见的题材。
法医昆虫学
由宋朝（960年-1279年）宋慈在1247年成书的法医学案例著作《洗冤集录》含括了已知最古老的法医昆虫学案件。该谋杀案于西元1235年发生，一名村民被人用刀刺死。仵作们认为死者的创伤是由镰刀造成的，而镰刀是种在收获季节用于割稻的工具，这一事实使他们怀疑同伴农工涉有重嫌。地方县令将村民都聚集在衙门广场，以便暂时收缴镰刀。几分钟内，一大群苍蝇循著肉眼无法识别的血迹气味而来，围著一把镰刀，对其他的不屑一顾。很显然地，该镰刀的所有者便是罪魁祸首，后来该农工被捕快拿下后请求宽恕。
手铳
最早的金属管手铳可以追溯到西元13世纪，这由由黑龙江省考古挖掘，以及成书于西元1370年《元史》中关于元朝（西元1271-1368年）女真族骠骑卫上将军李庭在西元1288年率领其「铳卒」镇压宗王乃颜文字记载。该记载是已知史上最早使用这个辞的事件。可追溯到西元1288年、来自黑龙江的元朝青铜手铳长约超过0.3米（1英尺），重约3.6公斤（8磅）。它有著一个用来点火的火门，以及一个除了在爆炸室周遭有如球根般扩大外其馀均匀的内膛，这种设计使得该武器可以支撑内部爆炸的力量。
铸铁炸弹
第一个史料记载生铁所铸、内填装爆炸火药的炸弹 — 而非早先类型的外壳 — 出现在13世纪的中国。在金朝（1115年-1234年）1231年对抗蒙古人的海战中这炸弹的词（即「震天雷」）被创造出来，不过书面上并没有明确指明是否使用了铁。《金史》（1345年汇编）指出在1232年，蒙古大将速不台（1176年-1248年）南征位于开封的金国据点，防卫方使用了「震天雷」，它以「铁罐盛药，以火点之，炮起火发，其声如雷，闻百里外，所爇围半亩之上，火点著甲铁皆透。」宋朝（960年-1279年）官员李曾伯于1257年写道，当他在荆州时火药库应该有几十万铁火炮可用，月产约一至二千颗，一次派送一万到两万到襄阳与颍州。此举的重要性，一如李约瑟所述，是「在最终业已达成高硝酸盐火药混合物工艺，因为少差一分都无法将生铁壳炸开。」
弧矢仪
宋朝（960年-1279年）古物研究者沈括（西元1031-1095年），在海州（今江苏省海州）一处田园出土了一个类似古十字弓的器械。这装置在其柄处有著观测刻度以做精密测量。他写道，在查看整座山时该仪器上所占的距离很长，不过当观测山边一小部分所占距离很短，因为该仪器的十字部分已被推离观察者的眼睛，而刻度是自较远的那端开始的。他写道，如果在装置上放枝箭并顺著其尖端看去，山的角度可被测量，因而其高度可被算出。沈括写道，这是类似数学家利用勾股定理来测量高度。李约瑟写道沈括当时所发现的东西是弧矢仪，这种测量工具一直到法国普罗旺斯的犹太数学家列维·本·格森（西元1288-1344年）于西元1321年描述后才为欧洲人所知。
地雷
古文献证据暗示著中国史上第一次使用地雷是在宋朝（960年-1279年）部将娄铃辖于西元1277年使用了「火炮」杀死入侵的士兵入侵蒙古广西。不过，首次详细记述地雷是在焦玉（活跃于西元14至15世纪初）和刘基（西元1311-1375年）于元（西元1271-1368年）末明（1368年-1644年）初所著的《火龙经》。焦玉与刘基描述当时的地雷是球形的，由铸铁制成，其导火线由一种敌人走动时不经意拌到的机关点燃；虽然焦刘两人没有仔细描述该机关的内部结构，不过一份后来于西元1606年成书的文献揭示了该机关如何运作的。该机关是个木匣，在木匣中间装铁轴、贯钢轮，绕绳铁轴上。绳的一端挂重物（一般用石块，故此绳称为「坠石绳」）。当坠石急剧下降时，它带动铁轴与钢轮转动，使钢轮与火石相摩擦并喷出火星、点燃装于匣内的引线。平时用一栓卡柱坠石板，使石不掉落；或者在游线进入木匣前装一板阀，使铁轴不转动。
中式骨牌
明朝（1368年-1644年）《五杂俎》作者谢肇淛（1567年-1624年）于1112年开始了史上第一次将骨牌呈现给朝廷的传奇。不过，最古老的中式骨牌文献记录可见于宋末元初作家周密（1232年-1298年）的《武林旧事》（武林为杭州宋末旧称，为当时实际意义上首都），在该书中宋孝宗（1127年－1194年）年间小贩贩售杂物即有「蒱牌」与骰子。学者罗德城说，周密提到蒱牌时意味著中式骨牌，乃因明朝作家陆容（1436年-1494年）明确定义了中式骨牌就是蒱牌（在讲述一位屡次自一付蒱牌中摸一把皆得四色手艺赢得美人归的求婚者故事中） 已知对中式骨牌的最早书面简介是假托為瞿佑（1347年-1433年）所撰之《宣和牌谱》（1119年-1125年），在《万宝全书》中，张溥（1602年－1641年）以朴牌描述了中式骨牌游戏规则，虽然蒱牌的蒱转为朴，不过仍保留了相同的发音。 传统中式骨牌玩法包括天九、牌九、斜钉、及其他。应当指出的是，一套总共32片的中式骨牌（它被制成代表丢两个骰子骰面所呈现的每种可能，故因此没有空白片）与18世纪中期在西方（如法国和意大利）一套总共28片的多米诺骨牌不同。
八股文
八股文是过去有志考入朝廷参政之科举应试书生必须熟练的一种文体。而八股文其名得自其分成八部份的架构：破题、承题、起讲、起股、中股、后股、束股、以及大结。它最早是由北宋（960-1279年）宰相王安石（1021-1086年）变法时启用，并沿用至明（1368-1644年）、清（1644-1912年）两代。在科举考试中，每名应考人需为《四书》（依朱熹集注）写三篇、依《五经》古体写四篇八股文。
最早印刷地图
一如在中国考古发掘所证明，已知最早的中国地图是在前四世纪，由秦朝制图家所绘，然而中国最早印刷地图，要一直到宋朝（960-1279年）才出现。该《十五国风地理之图》由博物学家杨甲所编，收录于1155年成书的《六经图》中。
最古老的印刷星图
虽然身兼天文学家、朝廷官员、工程师于一身的苏颂（1020-1101年）所制星图在世界上肯定不是最古老的，然而它却是世上最早、付诸刊印的星图。其星图（浑象紫微垣星图、浑象东北方中外官星图、浑象西南方中外官星图、浑象北极星图、浑象南极星图……等14幅）与其钟表报时的研究一并收录在其著作《新仪象法要》中。该书于1092年完稿，于1094年刊印，并在后来12、17、以及19世纪皆有增补修订。苏颂星图亦采用了与其同时代的沈括（1031-1095年）科研成果，将北极星位置修正3度（即介于-350度和勾陈一之间)。
八阶标准等级的建筑模组系统
虽然在《营造法式》之前已有其他文献（如部分保存在其他文献中的唐朝（西元618-907年）《营缮令》），不过于西元1103年由宋朝（西元960-1279年）将作监少监李诫（西元1065-1110年）出版的《营造法式》一书是充分完整地留存下来的最古老建筑论文。 它包含了材份制8级标准度量的详细描述与插图，以备木材建筑和结构木工模块构件之用。 在《营造法式》木材构件模块的8级标准中，第一级最大第八级最小，而它被用来确定建筑物作为一个整体最终的比例和规模，例如所有大木作施工类型 — 宫殿、府第、一般住宅、亭台楼阁 — 都被按照社会阶级分类，以对应著该采用哪一等级材份方式。举例来说，宫殿型态的建筑仅用等级1到等级5的材份，而王公府第型态建筑永不会用到大于等级3的构件，也不会用等级小于6的构件。在这个木工结构系统中的，最小的第八级是以一材代表；而一材等于现代的15厘米（5.9寸），而一材亦可分为15份（因此此模组体系得其名）。

## 明清至近代

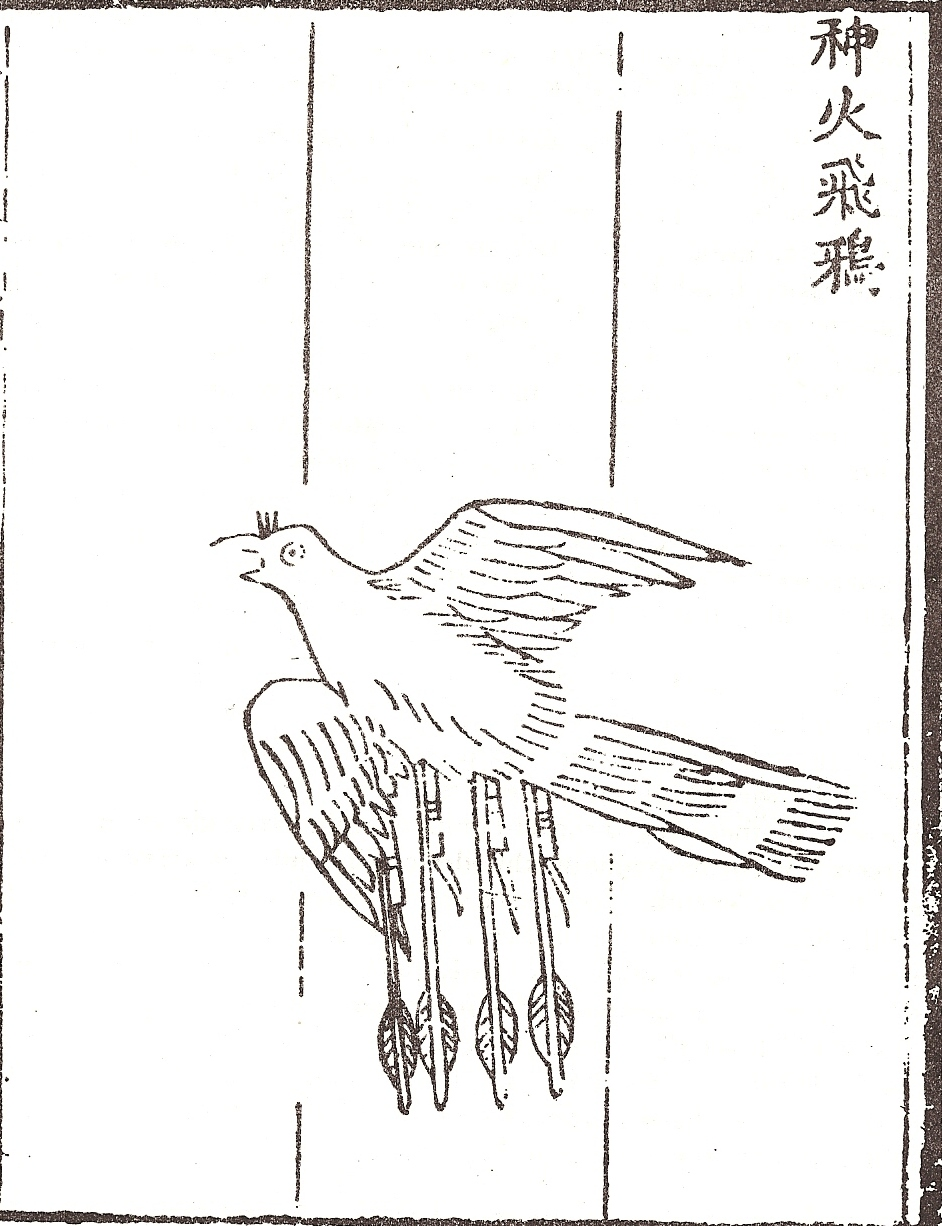
早期带气动翼火箭弹神火飞鸦的插图，摘自《火龙经》，由焦玉和刘温于西元14世纪中叶编纂。

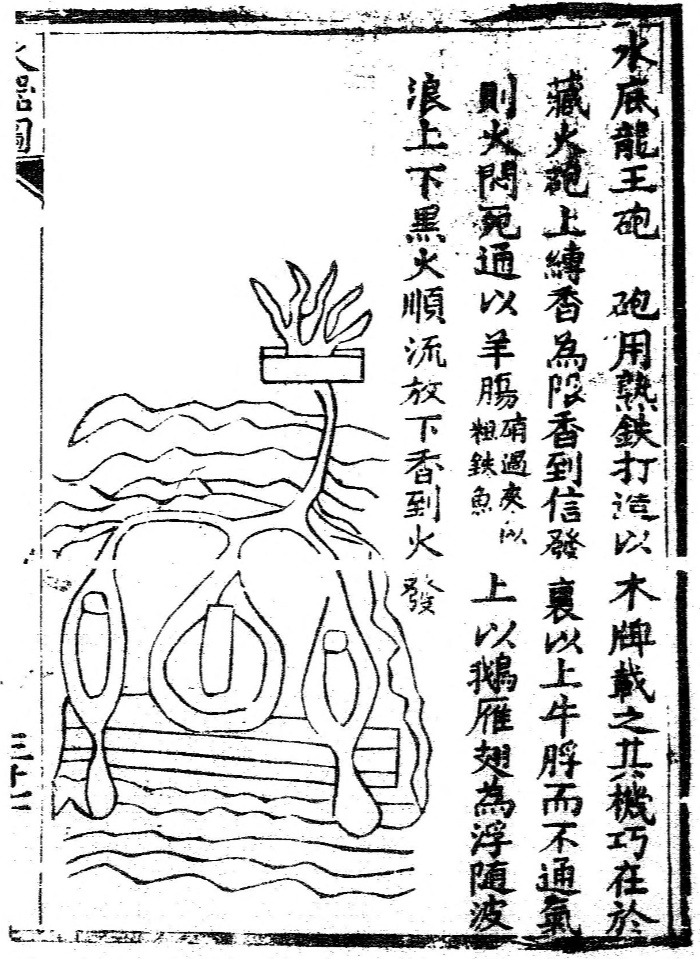
西元14世纪中叶记载于《火龙经》中的水底龙王炮

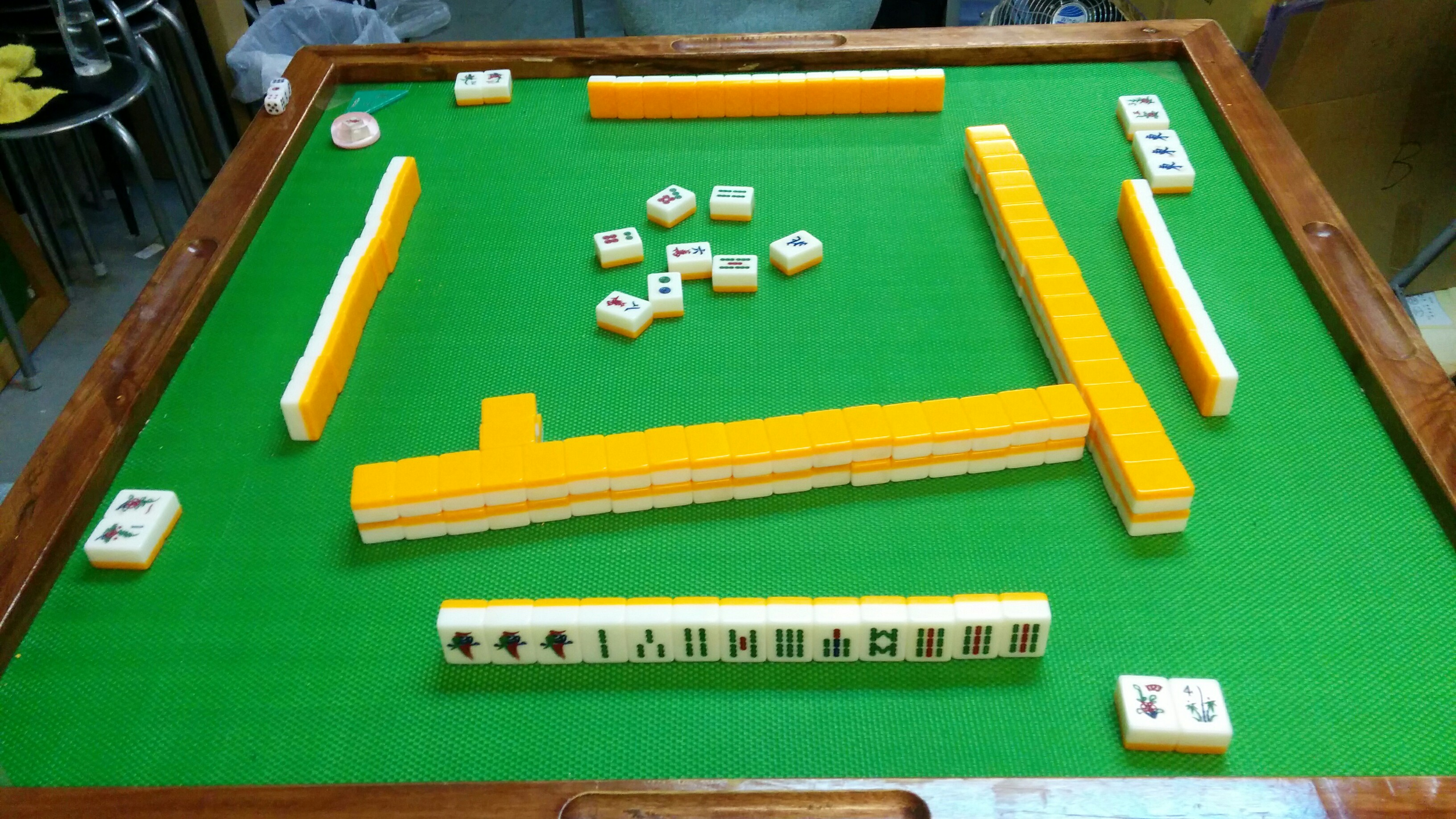
麻將至少在19世纪就出现，其原型来自早期的纸牌游戏

火龍經
已知最早配备了空气动力翼的火箭者为记载在焦玉和刘基于明（西元1368-1644年）初所编的《火龙经》（成书于西元14世纪初到中期）中的神火飞鸦。该火箭的形状很像隻鸟（特别像乌鸦），塞满了火药，并形成由竹条编成篮状长筐。筐再以胶纸补强。筐瘦长端前后分装上装饰用鸦头鸦尾，而翅膀被钉在两旁。在每边翼下固定了两个斜角火箭以推进本体，主要导火线是点燃这引发了四倍保险丝连接到每个火箭和运行通过钻孔在后面的鸟类。该书声称，「神火飞鸦」瞄准敌人营地或船只发射到空中，后自动导火线自动引爆内藏火药，焚烧遥远的敌营。成书于西元1621年的《武备志》一书中亦描述了一种被称为「飞空击贼震天雷」的武器。它是另一种带空气动力翼的火箭弹，以多层油纸粘固。这种震天雷后方并备有一管管状火箭。当后方管状火箭在飞行中烧尽后，它将自动点燃内藏炸药并释放出毒烟以及毒蒺藜。
水雷
由焦玉（活跃时期西元14世纪到15世纪初）与刘基（西元1311-1375年）所著军事著作《火龙经》还介绍了用于河川湖海的水雷；它由熟铁制成，装在牛脬内。这是一种定时装置，其中漂浮在雷体上燃烧中的信香决定何时点燃导火线；而在《火龙经》中明确提到，若没了空气或者打湿了导火线将不会燃烧，因此它是放在羊肠制成的长防水管中保护起来；后来宋应星（西元1587-1666年）于西元1637年所著《天工开物》里插图的模型显示生漆皮囊取代了牛膀胱袋，而水雷由岸边拉索拉动钢轮发火机制引爆。
多節火箭
虽然在欧洲最早的火箭是否于西元13世纪首次开发出来还有些暧昧不明（即希腊人马克约在西元1232年著作中提到的「ignis volantis in aere」（即「飞火枪」：意指飞行火标枪），尽管李约瑟和戴维斯声称该著作提及者可能是翻译自中国的「『飞火』枪」：使用致盲火药「飞火」的火枪；一字之差），不过如李约瑟所述，文献上中东（即西元1280年哈桑·拉姆玛（Hasan al-Rhammāh）所指「中国箭」阿拉伯文英拼「sahm al-Khitāi」）、中国（即「地老鼠」或西元1270年为抵抗蒙古入侵，宋军所使用与现代迫击炮原理类似的「冲」）、以及自元朝（西元1271-1368年）期间「火箭」一词从借用唐时用于指火攻箭矢来描述真正现代意义上的火箭，上述三者用词混淆皆造成史学家考证上的困难。而明朝（西元1368-1644年）初期由焦玉（活跃时期西元14世纪到15世纪初）与刘基（西元1311-1375年）的著作《火龙经》则介绍了多种火箭，其中之一名为「火龙出水」的多级火箭，尽管与其说它不名符其实地从水下发射，倒不如说是在接近水平面发射并维持一条扁平的弹道；一如二级火箭所定义，「火龙出水」采用了数枝起飞火箭，当它们快烧完时会点燃一大群小火箭从前端龙嘴飞出，射向目标。
爆炸炮弹
由焦玉（活跃于14世纪至15世纪早期）和刘基（1311年-1375年）在14世纪中期编纂的中国古军事著作《火龙经》描述了已知最早的爆炸炮弹。该炮弹是由铸铁制造，中空，其中塞满了火药；焦玉刘基写道，当这爆炸炮弹射入敌阵可将敌营纵起熊熊大火；而在欧洲最早的爆炸炮弹证据可追溯到16世纪。《火龙经》还详细记载了具「致盲」（即飞火）与「毒」（即毒火）性火药装填入爆炸炮弹在战场上应用；这种化学战的效果记述如下：「毒气烟飞，扑人眼目。毒火合飞火，人马俱伤。」
天花接种疗法
李约瑟和罗伯特·坦普尔表示，早在10世纪后半页的宋朝年间（960年-1279年）就已经有过接种天花的案例，不过他们是以朱奕梁在西元1808年的著作《种痘心法》作为此方之佐证。而万全（西元1499-1582年）在1549年所作之《痘疹心法》中明确记载了史上第一次天花接种。在喻昌于1643年出版的《寓意草》，以及张琰西元1741年的《种痘新书》皆生动地描述了接种的过程。正如俞天池西元1727年著作《痧痘集解》书面记载（该文字基于翁仲仁西元1579年的著作《痘疹金镜录》的纪录），该防治天花的接种技术一直到明朝（1368年-1644年）明穆宗（约1567-1572年）在位期间才在中国广为传播。由于有传染的风险，中医古方避免取用自疾病（如重型天花 Variola major）已经完全发作患者身体或秽物取材；相反的，中医使用棉塞插入已经接种过、带轻微痘班（如缓和型天花 Variola  minor）患者的鼻孔以取得其接种材料。一旦受接种人的身体对小宗天花病症建立起免疫力，那这个人将永远不会再感染该病。
铁索吊桥
尽管有证据表明，许多早期文化中皆利用绳索构筑吊桥，第一个铁索吊桥的文字记载来自写于15世纪、云南当地史地方志。它描述了一座在明朝永乐帝（约1402-1424年）期间修复的铁索桥；虽然根据李约瑟的研究，如果照明代（1368-1644）老祖先声称，铁索吊桥自汉朝已经存在，而该15世纪的文献却不这么写，故它是有问题的。学者K.S.汤姆亦提到一如李约瑟所述的吊桥修复文献，但他补充说，最近的研究的一篇文献揭示了那些据称是当地造桥人，在云南当地于600年左右建了这座铁桥。
猪鬃牙刷
据美国国会图书馆网站，中国人自1498年明朝（1368年-1644年）明孝宗（约1487年-1505年）在位时期就在使用猪鬃牙刷；它还补充说，牙刷一直到1780年被卖给英国克拉肯沃尔德（Clerkenwald）的威廉·艾惕思（William Addis）才大规模生产。与美国国会图书馆网站一致的是，学者约翰·鲍曼（John Bowman）亦写道，在1490年代中国人发明了使用猪鬃刷毛的牙刷。而学者邦妮·L·肯德尔在同意此一事实的同时，她亦指出，牙刷的前身在古埃及时就已存在。其形式为在底端经过磨损的树枝。
麻将
作家捷尔特·雷普（Jelte Rep）写道，超过100张骰牌一套的赌博游戏麻将，最早是由清朝（西元1644-1912年）来自宁波的三品洋务官陈鱼门发明。然而，雷普追溯麻将的起源追溯到唐朝（西元618-907年）的一种使用32片木制或象牙制卡片游戏。这演变成40片葉子牌的明代（1368年-1644年）紙牌游戏：马吊，该游戏有4套花色，而不是现代麻将的3套。

## 当代
人工胰岛素
人工胰岛素是第一种由人类合成的具有生物活性的物质，其化学结构与天然牛胰岛素完全相同，化学本质为由3个肽链和51个氨基酸组成的多肽分子。该物质可以用于治疗糖尿病等。该发明曾获得诺贝尔生理学或医学奖提名，但因最终无法确定获奖人选而没能得奖。
人工牛黄
主要成分为胆红素、胆酸、胆固醇、无机盐等。有清心，豁痰，开窍，凉肝，息风，解毒等作用。天然牛黄产量极低，且价格昂贵，其价格远远超出工薪阶层的承受范围。而人工牛黄价格则远远低于天然的，含人工牛黄的中成药（如牛黄解毒片等），价格与大多数中成药无异，但人工牛黄疗效不及天然的。
青蒿素的抗疟性质
青蒿素复合物的抗疟疾药物是在蒿属植物黄花蒿上发现，而黄花蒿与青蒿同属长期以来虽为中国传统中药药方但由于主流医书记录错误，且不愿采取视为旁门左道的《肘后备急方》之方而备而不用，却稍后在1972年由中华人民共和国学者屠呦呦领导的科研小组发现青蒿素，用于治疗多耐药菌株恶性疟原虫疟疾收效良好。
多样种类的杂交水稻
1966年美国科学家亨利·毕彻于印度尼西亚在世界首次成功培植出水稻杂交；但多样种类的杂交水稻于1973年才在中国南方出现。1973年一队以袁隆平（生于西元1930年）为首的农业科学家开发了一种新型水稻，叫做杂交水稻。这种水稻可在每公顷（10,000平方米）面积上种植约12,000公斤（26,450磅）的稻作。杂交水稻已被证明对耕地极度有限情况下是非常有价值的，并为许多亚洲和非洲国家所采用。
磁悬浮风力发电机
世界上第一台风力发电机于1887年由格拉斯哥大学教授詹姆斯·布莱斯发明；磁悬浮于1922年最早被德国工程师赫尔曼·肯佩尔提出；直至2006年一种采用磁悬浮的新型风力发电机在中国北京举行的亚洲风能大会展展出。科学家李国坤是新型磁悬浮风力发电机首席研发员，与中科院广州分院能源研究所及广州中科恒源能源科技有限公司偕同合作。李国坤表示，传统风力发电机由于轴承造成摩擦的关系，需要高风速以启动。新的无摩擦磁悬浮风力发电机启动风速仅需每秒1.5米（或每小时5公里），这预计将降低风力发电场运营成本的一半，即大约每千瓦小时0.4人民币的总开销。
反舰弹道导弹
中国发展并制造了世界上第一种反舰弹道导弹(ASBM)，东风21丁型，其射程超过1450公里。美国海军认为，这种导弹已经拥有初步作战能力，并且已经接近实际部署。
電子煙
无烟及不含烟草和能产生蒸汽的香烟装置理念最早由美国赫伯特·吉尔伯特（Herbert A. Gilbert）于1963年提出；2000年至2003年中国中医师韓力设计出电子烟，并于次年的2004年首次在市场上销售。
智軌
全称自动驾驶快速轨道交通（ART），是一种由激光雷达（光检测和测距）引导的双铰接式城市客运公交系统。该系统由中国中车株洲电力机车研究所有限公司研发和生产，于2017年6月2日在湖南株洲亮相。
雲巴
云巴是中国制造商比亚迪自行研发的小运量轨道交通运输系统，属于胶轮路轨系统，有转弯半径小、爬坡能力强、噪音低、振动小、安全性高、敷设方式灵活等优点，每小时运能0.6-1.0万人，最高运行时速达80公里。2021年4月16日，全球首条无人驾驶“云巴”示范线在重庆璧山正式开通。

### 引用
1. ↑  Bowman (2000), 104–105.
2. ↑  Levathes (1994), 37–38.
3. ↑  Hsu (1988), 96.
4. ↑  Bellwood (2006), 106.
5. ↑  Needham (2004), Volume 7, Part 2, 201.
6. ↑  Bray (1978), 24–26.
7. ↑  Bray (1978), 27–28.
8. ↑  Buisseret (1998), 12.
9. ↑  Needham (1986), Volume 5, Part 1, 1–2, 40–41, 122–123, 228.
10. ↑  Bowman (2000), 594.
11. 1 2  Tom (1989), 99.
12. 1 2  Day & McNeil (1996), 122.
13. ↑  Cotterell (2004), 11–13.
14. ↑  Cotterell (2004), 11.
15. ↑  Pan (1997), 979–980.
16. ↑  Needham (1986), Volume 5, Part 1, 149–150.
17. 1 2 3  Needham (1986), Volume 5, Part 1, 151.
18. ↑  Ebrey (1999), 124–125.
19. 1 2  见《梦溪笔谈》卷十八 技艺
20. ↑  Needham, Volume 5, Part 1, 201–202.
21. 1 2  Gernet (1996), 335.
22. 1 2  Bowman (2000), 599.
23. 1 2  Day & McNeil (1996), 70.
24. ↑  Needham (1986), Volume 5, Part 1, 202.
25. ↑  Needham (1986), Volume 5, Part 1, 205–207.
26. ↑  Needham, Volume 5, Part 1, 212.
27. 1 2  Bowman (2000), 601.
28. ↑  Needham (1986), Volume 5, Part 1, 203.
29. ↑  Needham (1986), Volume 5, Part 1, 227–229.
30. ↑  Needham (1986), Volume 5, Part 1, 227.
31. ↑  Needham, Volume 5, Part 7, 8–9, 80–82.
32. ↑  见《武经总要》前集 卷十二
33. ↑  Needham (1986), Volume 5, Part 7, 70–73, 120–124.
34. 1 2 3  Gernet (1996), 311.
35. ↑  Day & McNeil (1996), 785.
36. ↑  Needham (1986), Volume 5, Part 7, 24–25, 345–346.
37. 1 2  Li Shu-hua (1954), 176, 180.
38. ↑  Carlson (1975), 753–760.
39. ↑  见《管子》地数第七十七，原文：「……黄帝曰：『若此言可得闻乎？』伯高对曰：『上有丹沙者，下有黄金。上有慈石者，下有铜金。上有陵石者，下有铅锡赤铜。上有赭者，下有铁。』……」
40. ↑  见《吕氏春秋》卷九，原文：「……慈石召铁，或引之也。……」
41. ↑  见《淮南子》卷十六　说山训，原文：「……慈石能引铁，及其于铜，则不行也。……」
42. ↑  Blanc (1985), 125, 128, 132–133, 136.
43. ↑  Knoblock (2001), 218.
44. ↑  Rickett (1998), 424.
45. ↑  Carlson (1975), 755.
46. 1 2  Gernet (1962), 77.
47. ↑  Tom (1989), 98–99.
48. ↑  Lacheisserie (2005), 5
49. ↑  Aczel (2002), 80.
50. ↑  Needham (1986), Volume 4, Part 1，见注脚261.f指的是是应篇第52的杓，而注脚232.d指的是乱龙篇第47的磁石（见《论衡》是应篇第五十二，原文：「……司南之杓，投之于地，其柢指南……」 & 乱龙篇第四十七，原文：「……顿牟掇芥，磁石、钩象之石非顿牟也，皆能掇芥，土龙亦非真，当与磁石、钩象为类。六也。……」）
51. ↑  见《梦溪笔谈》卷二十四杂志一
52. ↑  见《萍洲可谈》卷二
53. ↑  Sivin (1995), III, 21–22.
54. ↑  Needham (1986), Volume 4, Part 1, 279.
55. ↑  Elisseeff (2000), 296.
56. ↑  Gernet (1996), 328.
57. 1 2 3  Day & McNeil (1996), 636.
58. ↑  见《武经总要》前集卷十五乡导，原文：「……或出指南车及指南鱼以辩所向。指南车法，世不传。鱼法，用铁叶剪裁，长二寸，阔五分，首尾锐如鱼形，置炭中，火烧之，候通赤（以铁钤钤鱼首，出火，以尾正对子位，醮水盆中，没尾数分，则上以密器收之。用时置水碗于无风处，平放鱼在水面，令浮其首），当南向午也。」
59. ↑  Needham (1986), Volume 4, Part 1, 252.
60. ↑  Sivin (1995), III, 21.
61. ↑  Temple (1986), 155–157.
62. 1 2 3 4 5  Temple (1986), 72.
63. ↑  Needham (1986), Volume 4, Part 2, 30 & 479 footnote e.
64. ↑  Crespigny (2007), 1050.
65. ↑  Morton & Lewis (2005), 70.
66. ↑  Loewe (1968), 107.
67. 1 2  Bowman (2000), 595.
68. ↑  Temple (1986), 37.
69. ↑  见《史记》卷二十八 封禅书 第六，原文：「……其后百二十岁而秦灭周，周之九鼎入于秦。或曰宋太丘社亡，而鼎没于泗水彭城下。……」及《汉书》卷二十五上 郊祀志第五上，原文：「……后百一十岁，周赧王卒，九鼎入于秦。或曰，周显王之四十二年，宋太丘社亡，而鼎沦没于泗水彭城下。……」
70. ↑  见《史记》卷六 秦始皇本纪 第六，原文：「……始皇还，过彭城，斋戒祷祠，欲出周鼎泗水。使千人没水求之，弗得。……」
71. 1 2  Temple (1986), 73.
72. 1 2  Temple (1986), 72–73.
73. ↑  见《三国志》魏书·武文世王公传邓哀王曹冲，原文：「……邓哀王冲字仓舒。少聪察岐嶷，生五六岁，智意所及，有若成人之智。时孙权曾致巨象，太祖欲知其斤重，访之群下，咸莫能出其理。冲曰：「置象大船之上，而刻其水痕所至，称物以载之，则校可知矣。」太祖大悦，即施行焉。……」
74. ↑  Needham (1986), Volume 4, Part 1, 39.
75. 1 2 3  见《宋史》卷462列传第221方技下，原文：「……僧怀丙，真定人。巧思出天性，非学所能至也。……河中府浮梁用铁牛八维之，一牛且数万斤。后水暴涨绝梁，牵牛没于河，募能出之者。怀丙以二大舟实土，夹牛维之，用大木为权衡状钩牛，徐去其土，舟浮牛出。转运使张焘以闻，赐紫衣。寻卒。……」及卷333列传第92，原文：「……张焘，字景元，枢密直学士奎之子也。举进士，通判单州。……迁天章阁待制、陕西都转运使。蒲津浮桥坏，铁牛皆没水中，焘以策列巨木于岸以为衡，缒石其秒，挽出之，桥复其初。」
76. ↑  Block (2003), 123.
77. ↑  Turnbull (2002), 4, 15–16.
78. ↑  Needham (1986), Volume 4, Part 3, 678.
79. ↑  Turnbull (2002), 14.
80. ↑  Needham (1986), Volume 4, Part 3, 390–391.
81. ↑  Needham (1986), Volume 4, Part 3, 391.
82. ↑  见《南州异物志》原文：「外域人名船曰舶，大者长二十馀丈，高去水三二丈，望 之如阁道，载六七百人，物出万斛。……随舟大小式作四帆，前后沓载之。有卢头木，叶如牖，形长丈馀，织以爲帆。其四帆不正前向，皆使邪移相聚，以取风吹。风后者激而相射，亦并得风力。若急则随宜增减之，邪张相取风气，而无高危之虑。故行不避风激波，所以能疾。」
83. ↑  Temple (1986), 187.
84. ↑  Wagner (2001), 77–80.
85. ↑  Crespigny (2007), 184.
86. ↑  Needham (1986), Volume 4, Part 2, 370–376.
87. ↑  Day & McNeil (1996), 225.
88. ↑  Temple (1986), 120–121.
89. ↑  见《方言》：方言/卷五，原文：「……繀车，赵魏之间谓之轣辘车，东齐海岱之间谓之道轨。」
90. ↑  Temple (1986), 54.
91. ↑  见《三国志注》三国志·魏书·方技传，原文：「时有扶风马钧，巧思绝世。傅玄序之曰：“马先生，天下之名巧也，少而游豫，不自知其为巧也。当此之时，言不及巧，焉可以言知乎？为博士居贫，乃思绫机之变，不言而世人知其巧矣。旧绫机五十综者五十蹑，六十综者六十蹑，先生患其丧功费日，乃皆易以十二蹑。其奇文异变，因感而作者，犹自然之成形，阴阳之无穷，此轮扁之对不可以言言者，又焉可以言校也。先生为给事中，与常侍高堂隆、骁骑将军秦朗争论于朝，言及指南车，二子谓古无指南车，记言之虚也。先生曰： ‘古有之，未之思耳，夫何远之有！’二子哂之曰：‘先生名钧字德衡，钧者器之模，而衡者所以定物之轻重；轻重无准而莫不模哉！’先生曰：‘虚争空言，不如试之易效也。’于是二子遂以白明帝，诏先生作之，而指南车成。此一异也，又不可以言者也，从是天下服其巧矣。居京都，城内有地，可以为园，患无水以灌之，乃作翻车，令童儿转之，而灌水自覆，更入更出，其巧百倍于常。此二异也。……」
92. ↑  作者不详. . 《数位典藏联合目录》. 1998-11-28  [2009-07-08]. （原始内容存档于2015-06-04）.
93. ↑  Temple (1986), 54–55.
94. ↑  见《农书》蚕书，原文：「……车，卧种如辘轳，必活其两辐，以利脱系。……」
95. ↑  Needham (1986), Volume 4, Part 2, 107–;108.
96. ↑  Needham (1986), Volume 4, Part 2, PLATE CXLVII.
97. 1 2  Needham (1986), Volume 7, Part 2, 214.
98. ↑  Loewe (1968), 194.
99. 1 2  Tom (1989), 103.
100. ↑  Loewe (1968), 191.
101. ↑  Wang (1982), 105.
102. 1 2  Greenberger (2006), 12.
103. ↑  Cotterell (2004), 46.
104. ↑  Wang (1982), 1982.
105. 1 2  Dewar (2002), 42.
106. ↑  Wood (1999), 75–76.
107. ↑  Needham (1986), Volume 3, 24–25.
108. 1 2 3 4  Temple (1986), 141.
109. ↑  Teresi (2002), 65–66.
110. ↑  Needham (1986), Volume 3, 143.
111. ↑  Needham (1986), Volume 4, Part 2, 118 & PLATE CLVI.
112. ↑  Temple (1986), 46.
113. ↑  Needham (1986), Volume 4, Part 2, 116–119.
114. 1 2 3  Pigott (1999), 186.
115. ↑  Pigott (1999), 186–187.
116. ↑  《太平经》卷七十二云:「今军师兵,不祥之器也……有急乃后使工师击治石,求其中铁,烧冶之,使成水,乃后使良工万锻之,乃成莫邪耶?」
117. ↑  Wagner (2001), 80–83.
118. ↑  Wagner (2001), 80.
119. ↑  Needham (1986), Volume 4, Part 2, 228–229.
120. ↑  Needham (1986), Volume 4, Part 2, 229 & 231.
121. ↑  Needham (1986), Volume 4, Part 2, 236.
122. ↑  Sarton (1959), 349–350.
123. 1 2 3  见《西京杂记》卷一，原文：「……长安巧工丁缓者。为常蒲灯。七龙五凤。杂以芙蓉莲藕之奇。又作卧褥香垆。一名被中香垆。本出房风。其法后绝。至缓始更为之为机环转运四周。而垆体常平。可置之被褥。故以为名又作九层博山香垆。镂为奇禽怪兽。穷诸灵异皆自然运动。……」
124. 1 2  Needham (1986), Volume 4, Part 2, 233.
125. ↑  见《美人赋》，原文：「……于是寝具既设，服玩珍奇，金鉔薰香，黼帐低垂。……」
126. ↑  Needham (1986), Volume 4, Part 2, 233–234.
127. ↑  Needham (1986), Volume 4, Part 2, 234–235.
128. ↑  见《太平广记》卷第二百二十六　伎巧二，原文：「则天如意中，海州进一匠，造十二辰车。回辕正南，则午门开，马头人出。四方回转，不爽毫厘。又作木火通，铁盏盛火，辗转不翻。」
129. ↑  Needham (1986), Volume 4, Part 2, 234.
130. ↑  Tom (1989), 112.
131. ↑  Tom (1989), 112–113.
132. 1 2  Tom (1989), 113.
133. ↑  Shi (2003), 63–65.
134. ↑  Needham (1986), Volume 3, 580–581.
135. 1 2 3 4  Temple (1986), 179.
136. 1 2 3  Needham (1986), Volume 3, 579.
137. 1 2  Temple (1986), 181.
138. ↑  见《史记》卷六 秦始皇本纪 第六，原文：「...以水银为百川江河大海，机相灌输，上具天文，下具地理。...」
139. ↑  见《聚米为山赋》，原文：「至精者米，至大者山。...昔马援以炎徼未宾，雄图是急。爰请兵以薄伐，将越险而深入。惧君意之未明，陈地形之久习。既而辨襟带，分郡邑。虽蛮貊千里，亦可围于寸眸；冈峦万重，诚不过于数粒。...」
140. ↑  见《后汉书》卷二十四　马援列传　第十四，原文：「...又于帝前聚米为山谷，指画形势，开示众军所从道径往来，分析曲折，昭然可晓。...」
141. ↑  见《宋书》列传第45 谢庄 王景文原文；「谢庄，字希逸，陈郡阳夏人，太常弘微子也。...制木方丈，图山川土地，各有分理，离之则州别郡殊，合之则宇内为一。」
142. 1 2  见《梦溪笔谈》卷二十五　杂志二，原文：「予奉使按边，始为木图，写其山川道路。其初遍履山川，旋以面糊木屑写其形势于木屑上。未几寒冻，木悄不可为，又熔蜡为之。皆欲其轻，易賫故也。至官所，则以木刻上之。上召辅臣同观。乃诏边州皆为木图，藏于内府。」
143. ↑  Sivin (1995), III, 22.
144. ↑  Ebrey, Walthall, and Palais (2006), 162.
145. 1 2 3 4  Needham (1986), Volume 3, 580.
146. 1 2  Temple (1986), 180.
147. ↑  即现存于苏州市博物馆《地理图》的原作
148. ↑  见《答李季章》，原文：「...闻黄文叔顷年尝作地理木图以献，其家必有元样，欲烦为寻访，刻得一枚见寄。...」
149. ↑  见《鹤林玉露》丙编卷三，原文：「...季仁因言朱文公每经行处，闻有佳山水，虽迂途数十里，必往游焉。...又尝欲以木作《华夷图》，刻山水凹凸之势，合木八片为之，以雌雄笋相入，可以折，度一人之力，足以负之，每出则以自随。...」
150. 1 2  见《齐东野语》卷十五浑天仪地动仪，原文：「……按浑天仪始于洛下闳，或以为璇玑玉衡之遗法，非也。其后贾逵、张衡、斛兰、李淳风、梁令瓒、僧一行以下皆能之，独有候风地震之器曰地动仪者无传焉。按《汉·张衡传》，此仪以精铜为之，其器圆径八尺，形似酒樽，中有都柱，旁行八道，施关发机。外有八龙，首衔铜丸，每龙作一蟾蜍，仰首张口而承之。机关巧制，皆在樽中。龙必致九州地分，如遇某州分地动，则龙衔之丸，即坠蟾蜍口中，乃铿然有声。司候者占之，则知某地分震动矣。《北史》，信都芳明算术，有巧思，聚浑天欹器、地动铜壶、刻漏、候风诸巧事，令算之，皆无遗策。隋临孝恭，尝著《地动遗经》一卷，今无传焉。……」
151. ↑  Tom (1989), 104.
152. ↑  Minford & Lau (2002), 307.
153. ↑  Balchin (2003), 26–27.
154. ↑  Needham (1986), Volume 3, 627–635.
155. ↑  Krebs (2003), 31.
156. ↑  Wright (2001), 66.
157. ↑  Huang (1997), 64.
158. ↑  Yan (2007), 131–132.
159. ↑  Martin (2007), 8.
160. ↑  Heiss (2007), 4–6.
161. ↑  见《全汉文》卷四十二 僮约，原文：「……提壶行酤。汲水作哺，涤杯整案，园中拔蒜，斫苏切脯。筑肉臛芋，脍鱼炰鳌，烹茶尽具，哺已盖藏。关门塞窦喂猪纵犬。勿与邻里争斗，奴但当饭豆饮水，不得嗜酒，欲饮美酒，唯得染唇渍口，不得倾盂覆斗。不得辰出夜入，交关侔偶。舍后有树，当裁作船，上至江州，下到煎主，为府椽求用钱。推纺恶败，傻索绵亭。买席往来都洛。当为妇女求脂泽，贩于小市，归都担枲，转出旁蹉。牵犬贩鹅、武都买荼，杨氏檐荷，往来市聚，慎护奸偷。……」
162. ↑  Needham (1986), Volume 6, Part 5, 513.
163. ↑  Wang (2005), 2–3, 11.
164. ↑  Wang (2005), 17–20.
165. ↑  Heiss (2007), 296–297.
166. ↑  Needham (1986), Volume 6, Part 5, 506.
167. ↑  Lewis (1994), 470–427.
168. ↑  Lewis (1994), 453.
169. ↑  Needham (1986), Volume 4, Part 2, 263–267.
170. ↑  Greenberger (2006), 13.
171. ↑  Needham (1986), Volume 4, Part 2, 156.
172. ↑  见《西京赋》，原文：「...临迥望之广场，程角抵之妙戏。...海鳞变而成龙，状蜿蜿以蝹蝹。...」
173. ↑  见《西京杂记》卷三，原文：「...复铸铜人十二枚坐皆高三尺。列在一筵。上琴筑笙竽各有所执。皆缀花采。俨若生人。筵下有二铜管。上口高数尺。出筵后。其一管空。一管内有绳大如指。使一人吹空管。一人纽绳。则众乐皆作。与真乐不异焉。...」
174. 1 2 3 4  Needham (1986), Volume 4, Part 2, 158.
175. 1 2 3  见晋傅玄《傅子》， 原文：「马先生钧，字德衡，天下之名巧也。...其后人有上百戏者，能设而不能动也。帝以问先生：『可动否？』对曰：『可动。』帝曰：『其巧可益否？』对 曰：『可益。』受诏作之。以大木雕构，使其形若轮，平地施之，潜以水发焉。设为女乐舞象，至令木人击鼓吹箫；作山岳，使木人跳丸踯剑，缘ㄌ倒立，出入自 在；百官行署，舂磨斗鸡，变巧百端。...」
176. ↑  Needham (1986), Volume 4, Part 2, 164.
177. ↑  Needham (1986), Volume 4, Part 2, 118, 153–154, PLATE CLVI.
178. ↑  Wang (1982), 57.
179. ↑  见《急就篇》卷三，原文：「……碓硙扇隤舂簸扬，顷町界亩畦埒封。……」颜师古注：「……扇，扇车也。……」
180. ↑  原文：「田扇非团扇，每来场圃见。因风吹糠籺，编竹破筠箭。任从高下手，不为喧寒变。去粗而得精，持之莫肯倦。」
181. ↑  Needham (1986), Volume 4, Part 2, 153–154.
182. ↑  Needham (1986), Volume 4, Part 2, 118, 151–153.
183. ↑  见《西京杂记》卷一，原文：「长安巧工丁缓者。...又作七轮扇。连七轮大皆径丈相连续。一人运之。满堂寒颤。」
184. ↑  Needham (1986), Volume 4, Part 2, 99, 134, 151, 233.
185. ↑  Day & McNeil (1996), 210.
186. ↑  Needham, Volume 4, Part 2, 154.
187. ↑  Cotterell (2004), 102.
188. ↑  Li (1998), 214.
189. ↑  Li (1998), 215.
190. ↑  见白居易《和春深二十首》，原文：「……何处春深好，春深博弈家。一先争破眼，六聚斗成花。鼓应投壶马，兵冲象戏车。弹棋局上事，最妙是长斜。……」
191. ↑  Li (1998), 215–216.
192. 1 2  见《西京杂记》卷三，原文：「……高祖（刘邦）初入咸阳宫，周行府库，金玉珍宝，不可称言。尤异者，有青玉五枝灯，高七尺五寸，作蟠螭，以口衔灯，灯燃鳞甲皆动，焕炳若列星而盈室焉。……」
193. ↑  见《清异录》器具门仙音烛，原文：「同昌公主薨，帝伤悼不已，以仙音烛赐安国寺，冀追冥福。其状如高层露台，杂宝为之，花鸟皆玲珑。台上安烛，既燃点，则玲珑者皆动，丁当清妙。烛尽絶响，莫测其理。」
194. ↑  见《云仙杂记》卷二临光宴，原文：「……正月十五夜，玄宗于常春殿张临光宴。白鹭转花，黄龙吐水，金凫，银燕，浮光洞，攒星阁，皆灯也。……」
195. ↑  见《武林旧事》卷二灯品，原文：「……若沙戏影灯，马骑人物，旋转如飞。……」
196. 1 2 3  Needham (1986), Volume 4, Part 1, 123.
197. 1 2 3  Temple (1986), 87.
198. ↑  见《史记》卷十二孝武本纪，原文：「……其明年，齐人少翁以鬼神方见上。上有所幸王夫人，夫人卒，少翁以方术盖夜致王夫人及灶鬼之貌云，天子自帷中望见焉。……」及《汉书》卷二十五上郊祀志第五上，原文：「……明年，齐人少翁以方见上。上有所幸李夫人，夫人卒，少翁以方盖夜致夫人及灶鬼之貌云，天子自帷中望见焉。……」
199. ↑  Needham (1986), Volume 4, Part 1, 123–124.
200. ↑  Temple (1986), 87–88.
201. ↑  Crespigny (2007), 1222 & 1232.
202. ↑  Bielenstein (1980), 9 & 19.
203. ↑  Wang (1949), 152.
204. ↑  Loewe (1968), 45.
205. ↑  Ebrey (2006), 97.
206. ↑  Gasciogne and Gasciogne (2003), 95.
207. ↑  Hartwell (1982), 416–420.
208. ↑  Ebrey (1999), 145–146.
209. ↑  Fairbank (2006), 94.
210. ↑  Gernet (1962), 65.
211. 1 2  Temple (1986), 182.
212. ↑  Temple (1986), 182–183.
213. 1 2  见《古今注》，卷上舆服第一
214. ↑  Needham (1986), Volume 4, Part 2, 40, 286–298.
215. ↑  Day & McNeil (1996), 461.
216. ↑  Tom (1989), 98.
217. ↑  见《宋书》志第八礼五
218. ↑  Needham (1986), Volume 4, Part 2, 287.
219. ↑  《日本书纪》记载指南车有两处，一处见卷第廿六　天丰财重日足姫天皇　齐明天皇，原文：「……四年春正月甲申朔丙申。……沙门智逾造指南车。……」，另一处见卷第廿七  天智天皇　天命开别天皇，原文：「……五年春正月戊辰朔戊寅。……倭汉沙门知由献指南车。……」，智逾仅造指南车，知由献指南车，仅有一次
220. ↑  Needham (1986), Volume 4, Part 2, 289.
221. ↑  见《宋史》志第102舆服一
222. ↑  Needham (1986), Volume 4, Part 2, 291–292.
223. ↑  见《北齐书》卷四十九，原文：「綦母怀文，不知何郡人。以道术事高祖。……又造宿铁刀，其法烧生铁精以重柔铤，数宿则成刚，以柔铁为刀脊，浴以五牲之溺，淬以五牲之脂，斩甲过三十札。今襄国冶家所铸宿柔铤，乃其遗法，作刀犹甚快利，不能截三十札也。怀文云：“广平郡南斡子城是干将铸剑处，其土可以莹刀。……」
224. 1 2 3 4 5  Temple (1986), 68.
225. 1 2  Needham (1986), Volume 4, Part 2, 34.
226. ↑  见《新修本草》卷四铁精，原文：「……钢铁，是杂炼生镰，作刀、者……」
227. ↑  见《图经本草》，原文：「初炼去矿，用以铸泻器物者，为生铁；再三销拍，可做鍱者，为鑐铁，亦为之熟铁；以生柔相杂和，用以做刀剑锋刃者，为钢铁」
228. 1 2  见《天工开物》铁，原文：「……凡钢铁炼法，用熟铁打成薄片，如指头阔，长寸半许，以铁片束包尖紧，生铁安置其上（广南生铁名堕子生钢者妙甚），又用破草履盖其上（粘带泥土者，故不速化），泥涂其底下。洪炉鼓鞲，火力到时，生钢先化，渗淋熟铁之中，两情投合。取出加锤，再炼再锤，不一而足。俗名团钢，亦曰灌钢者是也。……」
229. ↑  Temple (1986), 68–69.
230. ↑  Temple (1986), 23.
231. ↑  Needham (1986), Volume 4, Part 2, 319–323.
232. ↑  Schur (1998), 66.
233. ↑  Needham (1986), Volume 4, Part 2, 326 & Plate CCXXI.
234. 1 2 3  见陆翽《邺中记》，原文：「……石季龙宫婢数十，尽著皂褠，头著神弁，如今礼先冠。石虎有指南车及司里车。又有舂车，木人及作行礁于车上，车动则木人踏礁舂行，十里成米一斛。又有磨车，置石磨于车上，行十里辄磨麦一斛。凡此车皆以朱彩为饰，惟用将军一人。车行则众并发，车止则止。中御史解飞、尚方人魏猛变所造。……」
235. ↑  Needham (1986), Volume 4, Part 2, 159–160, 256–257.
236. 1 2  Needham (1986), Volume 4, Part 2, 256.
237. ↑  Needham, Volume 4, Part 2, 255.
238. ↑  Needham (1986), Volume 4, Part 2, 255–256.
239. ↑  Gottsegen (2006), 30.
240. ↑  Smith (1992), 23.
241. ↑  Sun & Sun (1997), 288.
242. ↑  Woods & Woods (2000), 51–52.
243. ↑  见《梦溪笔谈》卷二十四 杂志一，原文：「……鄜、延境内有石油，旧说『高奴县出脂水』，即此也。生于水际，沙石与泉水相杂，惘惘而出，土人以雉尾甃之，用采入缶中。颇似淳漆，然之如麻，但烟甚浓，所沾幄幕皆黑。余疑其烟可用，试扫其煤以为墨，黑光如漆，松墨不及也，遂大为之，其识文为『延川石液』者是也。此物后必大行于世，自余始为之。……」
244. ↑  见《本草纲目》金石之三 石脑油，原文：「石脑油……【释名】石油（《纲目》）、石漆（《拾遗》）、猛火油、雄黄油、硫黄油（《纲目》）。……石油所出不一，出陕之肃州、鄜州、延州、延长，广之南雄，以及缅甸者，自石岩流出，与泉水相杂，汪汪而出，肥如肉汁。土人以草挹入缶中，黑色颇似淳漆，作雄硫气。土人多以然灯甚明，得水愈炽，不可入食。其烟甚浓，沈存中宦西时，扫其煤作墨，光黑如漆，胜于松烟。……」
245. ↑  Sivin (1995), III, 24.
246. ↑  Menzies (1994), 24.
247. ↑  Deng (2005), 36.
248. ↑  Needham (1986), Volume 5, Part 7, 75–76.
249. ↑  见《异苑》卷九黄金僦船，原文：「扶南国治生，皆用黄金。僦船东西远近雇一斤。时有不至所届，欲减金数，船主便作幻，诳使船底砥折，状欲沦滞海中，进退不动。众人惶怖，还请赛，船合如初。」
250. ↑  见《萍洲可谈》卷二，原文：「……舶船深阔各数十丈，商人分占贮货，人得数尺许，下以贮物，夜卧其上。货多陶器，大小相套，无少隙地。海中不畏风涛，唯惧靠阁，谓之“凑浅”，则不复可脱。船忽发漏，既不可入治，令鬼奴持刀絮自外补之，鬼奴善游，入水不瞑……」
251. ↑  Needham (1986), Volume 4, Part 3, 391, 422, 462–463.
252. ↑  Ebrey, Walthall, and Palais (2006), 159.
253. ↑  Needham (1986), Volume 4, Part 3, 420–422.
254. ↑  Gernet (1996), 327.
255. ↑  见《南村辍耕录》卷五，原文：「...史载周建德六年，齐后妃贫者以发烛为业。...」
256. 1 2 3  Temple (1986), 98.
257. 1 2  见《清异录》器具，原文：「夜中有急，苦于作灯之缓。有智者批杉条，染硫黄，置之待用，一与火遇，得焰穗然。既神之，呼「引光奴」，今遂有货者，易名『火寸』。」
258. ↑  见《抱朴子》卷十五 杂应，原文：「……上升四十里，名为太清。太清之中，其气甚罡刂，能胜人也。师言鸢飞转高，则但直舒两翅，了不复扇摇之而自进者，渐乘罡刂炁故也。龙初升阶云，其上行至四十里，则自行矣。……」
259. 1 2 3  见《隋书》卷二十五志第二十 刑法，原文：「齐神武、文襄，并由魏相，尚用旧法。及文宣天保元年，始命群官刊定魏朝《麟趾格》。……帝尝幸金凤台，受佛戒，多召死囚，编籧篨为翅，命之飞下，谓之放生。坠皆致死，帝视以为观笑。……」
260. 1 2  Temple (1986), 175–176.
261. ↑  Temple (1986), 175.
262. ↑  《北史·卷十九·列传第七》：十年，太史奏云：“今年当除旧布新。”文宣谓韶曰：“汉光武何故中兴？”韶曰：“为诛诸刘不尽。”于是乃诛诸元以厌之。遂以五月诛元世哲、景式等二十五家，馀十九家并禁止之。韶幽于京畿地牢，绝食，啖衣袖而死。及七月，大诛元氏，自昭成已下并无遗焉。或父祖为王，或身常贵显，或兄弟强壮，皆斩东市。其婴儿投于空中，承之以矟。前后死者凡七百二十一人，悉投尸漳水。剖鱼者多得爪甲，都下为之久不食鱼。世哲从弟黄头，使与诸囚自金凤台各乘纸鸱以飞，黄头独能至紫陌乃坠，仍付御史狱，毕义云饿杀之。
263. ↑  《资治通鉴·卷一百六十七·陈纪一》：齐显祖将如晋阳，乃尽诛诸元，或祖父为王，或身尝贵显，皆斩于东市，其婴儿投于空中，承之以槊。前后死者凡七百二十一人，悉弃尸漳水，剖鱼者往往得人爪甲，邺下为之久不食鱼。使元黄头与诸囚自金凤台各乘纸鸱以飞，黄头独能至紫陌乃堕，仍付御史中丞毕义云饿杀之。
264. ↑  《太平御览·卷一百三十·偏霸部十四》：又令元黄头与诸国自金凤台各乘纸鸱以飞，黄头至紫陌，乃坠於地。
265. 1 2  Temple (1986), 176.
266. ↑  Temple (1986), 177–178.
267. ↑  见《太平广记》卷第二百二十六伎巧二，原文：「……隋炀帝令造观文殿。前两厢为书堂，各十二间。堂前通为阁道。承殿，每一间十二宝厨。前设方五香重床，亦装以金玉。春夏铺九曲（“曲”字原缺，据黄本补。）象簟，秋设凤绫花褥，冬则加绵装须弥毡。帝幸书堂，或观书，其十二间内，南北通为闪电窗。零笼相望，雕刻之工，穷奇极之妙。金铺玉题，绮井华榱，辉映溢目。每三间开一方户，户垂锦幔。上有二飞仙，当户地口施机。举驾将至，则有宫人擎香炉，在举前行。去户一丈，脚践机发，仙人乃下阁，捧幔而升，阁扇即开，书厨亦启，若自然，皆一机之力。举驾出，垂闭复常。诸房入户，式样如一。……」
268. 1 2 3 4 5  Needham (1986), Volume 4, Part 2, 162.
269. ↑  Johnson (1999), 126.
270. ↑  Temple (1986), 78–79.
271. 1 2  见《博物志》卷二异产，原文「……临邛火井一所，从广五尺，深二三丈。井在县南百里。昔时人以竹木投以取火，诸葛丞相往视之，后火转盛热，盆盖井上，煮盐得盐。入以家火即灭，讫今不复燃也。……」及《华阳国志》卷三 蜀志十二，原文：「临邛……有火井，夜时光映上昭。民欲其火，先以家火投之。顷许如雷声，火焰出，通耀数十里。以竹筒盛其火藏之，可拽行终日不灭也……取井火煮之，一斛水得五斗盐。家火煮之，得无几也。……」
272. 1 2  Temple (1986), 79–80.
273. 1 2 3  Temple (1986), 80.
274. ↑  Temple (1986), 80–81.
275. ↑  Ebrey, Walthall, and Palais (2006), 156.
276. 1 2  Bowman (2000), 105.
277. 1 2  Gernet (1962), 80.
278. ↑  Ch'en (1965), 615–621.
279. ↑  Temple (1986), 117.
280. ↑  Gernet (1962), 80–81.
281. ↑  Temple (1986), 66.
282. 1 2  见《梦溪笔谈》卷十九器用，原文：「世有透光鉴，鉴背有铭文，凡二十字，字极古，莫能读。以鉴承日光，则背文及二十字，皆透在屋壁上，了了分明。人有原其理，以谓铸时薄处先冷，唯背文上差厚，后冷而铜缩多。文虽在背，而鉴面隐然有迹，所以于光中现。余观之，理诚如是。然余家有三鉴，又见他家所藏，皆是一样，文画铭字无纤异者，形制甚古。唯此一样光透，其他鉴虽至薄者皆莫能透。意古人别自有术。」须指出的是，沈家藏三铜镜，至多仅一铜镜为「透光镜」。
283. 1 2 3  Temple (1986), 66–67.
284. ↑  Temple (1986), 66–67.
285. ↑  Needham (1986), Volume 4, Part 3, 177–179.
286. ↑  Day & McNeil (1996), 434.
287. 1 2  Temple (1986), 69.
288. ↑  Needham (1986), Volume 4, Part 3, Plate CCCL
289. ↑  Temple (1986), 70.
290. ↑  Temple (1986), 70–71.
291. ↑  见《颜氏家训》卷一治家第五，原文：「...吾每读圣人之书，未尝不肃敬对之；其故纸有五经词义，及贤达姓名，不敢秽用也。」
292. 1 2 3 4  Needham, Volume 5, Part 1, 123.
293. ↑  Hunter (1978), 207.
294. ↑  见《酌中志》，原文：「...宝钞司，掌印太监一员，管理佥书十馀员，掌司、监工数十员。每年工部商人办纳稻草、石灰、木柴若干万斤；又香油四十五斤，以为膏车之用。抄造草纸，竖不足 二尺，阔不足三尺，各用帘抄成一张，即以独轮小车运赴平地晒干，类总入库，每岁进宫中以备宫人使用。至圣上所用草纸？系内官监纸房抄造，淡黄色，绵软细 厚，裁方可三寸馀，进交管净近侍收，非此司造也。神庙至先帝，惟市买杭州好草纸用之。祖宗时抄造印板及红印，闻其在库中贮之。其衙门，左临河，后倚河。有 泡稻草池。每年池中滤出石灰草渣，二百馀年，陆绩堆积，竟成一卧象之形，名曰“象山”。有作房七十二间，各具一灶，突朝天，名曰“七十二凶神”。凡空阔土 地，最宜种蔬，今蛙圃绵亘，桔槔相闻，若田家清野之象云。」
295. ↑  见《吕氏春秋》卷三尽数，原文：「...轻水所多秃与瘿人...」
296. 1 2  Temple (1986), 135.
297. ↑  见《外台秘要》引《古今录验方》瘿病方一十八首，原文：「疗气瘿方...又方：羊靥一百枚，暖汤浸去脂炙，大枣二十枚（去皮），作丸服。忌慎如常药法。...又方：取羊靥一具，去脂含汁，汁尽去皮，日一具，七日含，便差。...」
298. ↑  Temple (1986), 133–134.
299. 1 2 3  Temple (1986), 134.
300. ↑  见《圣济总录》卷一二五：方名 猪靥散 组成 豮猪靥2-7枚（炙），半夏（汤洗去滑）22枚，人参1两。主治气瘤瘿。
301. ↑  见《僧深集方》五瘿丸治五瘿：鹿靥，以酒渍，炙干，再纳酒中更浸，炙令香，咽汁，味尽更易。
302. ↑  见《本草纲目》百病主治药 疡癜风，原文：「...〔兽人〕 鹿靥（并消瘿气结核。）羊靥 牛靥（并酒浸炙香，含咽。）猪靥（焙末，酒服；或酒浸，炙食。）旄牛靥（烧服，消瘿。）...」
303. ↑  《肘后方》︰治项下卒结囊欲成瘿。用海藻一斤，洗去盐，浸酒饮之，不可间断，须要时时饮二三杯，有酒气方妙。
304. ↑  见《神农本草经》草部中品，原文：「...海藻，味苦寒。主治瘿瘤气，颈下核，破散结气，痈肿，症瘕坚气，腹中上下鸣，下十二水肿。一名落首。生池泽。...」
305. ↑  Medvei (1993), 48.
306. ↑  Temple (1986), 134–135
307. 1 2 3 4 5 6 7  Temple (1986), 132.
308. ↑  见《黄帝内经》素问第十三卷，原文：「歧伯曰︰此五气之溢也，名曰脾瘅。夫五味入口，藏于胃，脾为之行其精气，津液在脾，故令人口甘也；此肥美之所发也，此人必数食甘美而多肥也，肥者令人内热，甘者令人中满，故其气上溢，转为消渴。治之以兰，除陈气也。」
309. ↑  Medvei (1993), 49.
310. ↑  见《外台秘要》卷第十一 消中消渴肾消方八首，原文：「……古今录验论。消渴病有三。一渴而饮水多。小便数。无脂似麸片甜者。皆是消渴病也。……」
311. ↑  见《备急千金要方》消渴淋闭方，原文：「……其所慎有三︰一饮酒，二房室，三咸食及面。能慎此者，虽不服药而自可无他。不知此者，纵有金丹亦不可救，深思慎之。……」
312. ↑  Lewis (2000b),  343–369 (356f.)
313. 1 2  Gernet (1996), 341.
314. ↑  Needham (1986), Volume 4, Part 2, 89, 445–456, 473–475.
315. ↑  Fry (2001), 10.
316. ↑  Bodde (1991), 140.
317. ↑  Day & McNeil (1996), 781, 786–787.
318. ↑  见《唐会要》卷四十二浑仪图，原文：「九年。太史频奏日蚀。不效。诏改新历。沙门一行奏曰今欲创历立元。……又诏一行与梁令瓒。及诸术士。更造浑天仪。铸铜为之。若圆天之象。上具列宿赤道。及周天度数。注水激轮。令其自转。一日一夜。天转一周。又别置二轮。络在天外。缀以日月。令得运行。每天西转一匝。日东行一度。月行十三度十九分度之七。凡二十九转有馀。而日月会。三百六十五转。而日行匝。仍置木柜。以为地平。令仪半在地上。半在地下。晦明朔望。迟速有准。又立二木人。于平地之上。前置钟鼓。以候辰刻。每一刻。作自然击鼓。每一辰。则自然撞钟。……」
319. ↑  Needham (1986), Volume 4, Part 2, 473–474.
320. ↑  Needham (1986), Volume 4, Part 2, 460–462.
321. ↑  见《新仪象法要》「天衡」节，原文：「左右天锁各一，……东西相对，以拒枢轮之辐。」「运动仪象制度」节，原文：「左右天锁二，分置东、西天柱间梁上，所以持正枢轮也。」又「仪象运水法」节在叙述了受水壶水实--天衡起（参见下下条注文）后记载：「天衡起，发动天衡关（即天关）；左天锁开，即放枢轮一辐过」；「枢轮一辐过，则左天锁及天关关；……」因而，受水壶开始受水至带动天衡之前，左天锁处于关闭状态，即抵住枢轮轮辐，所谓「持正枢轮」，以待受水壶水实。
322. 1 2 3  Needham (1986), Volume 4, Part 2, 460.
323. ↑  见《新仪象法要》卷下「仪象运水法」节，原文：「……天池水南出渴乌，注入平水壶：由渴乌西注，入枢轮受水壶。受水壶之东与铁枢衡格叉相对，格叉以距受水壶。壶虚，即为格叉所格，所以能受水；水实，即格叉不能胜壶，故格叉落；格叉落，即壶侧铁拨击开天衡关舌，掣动天条；天条动，则天衡起发动天衡关；左天锁开，即放枢轮一辐过」；「枢轮一辐过，则左天锁及天关关，……关、锁再拒次辐（「辐」原误作「壶」）」。
324. ↑  见《新仪象法要》卷下「仪象运水法」节，原文：「关、锁再拒次辐，（则）激轮右回，故以右天锁拒之，使不能西也。每受水一壶过，水落入退水壶，……」
325. ↑  胡维佳. . 北京: 中国科学院自然科学史研究所.   [2009-09-18]. （原始内容存档于2007-06-27）.
326. ↑  David Landes: “Revolution in Time: Clocks and the Making of the Modern World”, rev. and enlarged edition, Harvard University Press, Cambridge 2000, ISBN 0674002822, p.18f.
327. ↑  Ricardo Duchesne: “Asia First?”, The Journal of the Historical Society, Vol. 6, No. 1 (March 2006), pp. 69-91 (77f.)
328. ↑  . 中华民国国立海洋科技博物馆.   [2009-09-15]. （原始内容存档于2009-11-12）.
329. ↑  Temple (1986), 188.
330. 1 2  Johnstone & McGrail (2001), 218.
331. 1 2  Temple (1986), 188–189.
332. ↑  见《太白阴经》卷四 战具〈水战具篇〉第四十，原文：「……海鹘，头低尾高，前大后小，如鹘之状，舷下左右置浮板形如鹘翅，其船虽风浪涨天，无有倾侧，背上左右张生牛皮为城，牙旗、金鼓如战船之制。……」
333. ↑  Block (2003), 119–120.
334. ↑  McGrail (2004), 237.
335. 1 2 3 4 5 6  见《太平广记》卷第二百二十六　伎巧二 水饰图经，原文：「炀帝别敕学士杜宝修《水饰图经》十五卷，新成。以三月上巳日，会群臣于曲水，以观水饰。……若此等总七十二势，皆刻木为之。或乘舟，或乘山，或乘平洲，或乘盘石，或乘宫殿。木人长二尺许，衣以绮罗，装以金碧。及作杂禽兽鱼鸟，皆能运动如生，随曲水而行。又间以妓航，与水饰相次，亦作十二航。航长一丈阔六尺。木人奏音声，击磬撞钟，弹筝鼓瑟，皆得成曲。及为百戏，跳剑舞轮，升竿掷绳，皆如生无异。其妓航水饰，亦雕装奇妙。周旋曲池，同以水机使之。奇幻之异，出于意表。又作小舸子长八尺，七艘。木人长二尺许，乘此船以行酒。每一船，一人擎酒杯立于船头，一人捧酒钵次立，一人掌船在船后，二人荡桨在中央，绕曲水池。回曲之处，各坐侍宴宾客。其行酒船，随岸而行，行疾于水饰。水饰行绕池一匝，酒船得三遍，乃得同止。酒船每到坐客之处即停住，擎酒木人于船头伸手。遇酒，客取酒饮讫。还杯，木人受杯，回身向酒钵之人取杓斟酒满杯。船依式自行，每到坐客处，例皆如前法。此并约岸水中安机，如斯之妙，皆出自黄衮之思。宝时奉敕撰《水饰图经》，及检校良工图画。既成奏进，敕遣宝共黄衮相知。于苑内造此水饰，故得委悉见之。……（出《大业拾遗记》）」
336. 1 2 3 4 5 6  Needham, Volume 4, Part 2, 160.
337. ↑  Needham (1986), Volume 4, Part 2, 161 & 417.
338. ↑  Temple (1986), 192.
339. ↑  Needham (1986), Volume 4, Part 2, 160 (footnote c and d)
340. 1 2 3 4 5 6  见《太平广记》卷第二百二十六 伎巧二 马待封，原文：「与崔邑令李劲造酒山朴满欹器等。酒山立于盘中，其盘径四尺五寸，下有大龟承盘，机运皆在龟腹内。盘中立山，山高三尺，峰峦殊妙。（盘以木为之，布漆其外，龟及山皆漆布脱空，彩画其外。山中虚，受酒三斗。）绕山皆列酒池，池外复有山围之。池中尽生荷，花及叶皆锻铁为之。花开叶舒，以代盘叶，设脯醢珍果佐酒之物于花叶中。山南半腹有龙，藏半身于山，开口吐酒。龙下大荷叶中，有杯承之，杯受四合。龙吐酒八分而止，当饮者即取之。饮酒若迟，山顶有重阁，阁门即开，有催酒人具衣冠执板而出。于是归盏于叶，龙复注之，酒使乃还，阁门即闭。如复迟者，使出如初。直至终宴，终无差失。山四面东西皆有龙吐酒。虽覆酒于池，池内有穴，潜引池中酒纳于山中。比席阑终饮，池中酒亦无遗矣。……」
341. 1 2 3 4 5 6  Benn (2002), 144.
342. ↑  见《杜杨杂编》卷下，原文：「咸通九年，同昌公主出降...韦氏诸家好为叶子戏...」
343. ↑  Needham (1986), Volume 5, Part 1, 131–132.
344. 1 2  Zhou (1997), 34.
345. ↑  Lo (2000), 390.
346. ↑  见《文献通考》卷二百二十九 经籍考五十六，原文：「《叶子格戏》一卷  晁氏曰：不著撰人。世传叶子妇人也，撰此戏。晚唐之时。」
347. 1 2 3  Needham (1986), Volume 5, Part 1, 132.
348. 1 2 3  Temple (1986), 116.
349. ↑  见《归田录》卷二，原文：「叶子格者，自唐中世以后有之。说者云，因人有姓叶号叶子青（一作清或作晋）者撰此格，因以为名。此说非也。唐人藏书，皆作卷轴，其后有叶子，其制似今策子。凡文字有备检用者，卷轴难数卷舒，故以叶子写之...」
350. 1 2  Needham (1986), Volume 5, Part 1, 309.
351. ↑  Temple (1986), 116–117.
352. 1 2  Shurtleff & Aoyagi (2001), 92.
353. ↑  Liu (1999), 166.
354. 1 2  Yang (2004), 217–218.
355. ↑  Sun (1998), 293-96.
356. ↑  见《清异录》官志门，原文：「时戢为青阳丞，洁已勤民，肉味不给，日市豆腐数个。邑人呼豆腐为『小宰羊』。」
357. ↑  Shinoda (1963), 4.
358. ↑  Sun （页面存档备份，存于） (1998), 292—93.
359. ↑  见《本草纲目》谷之四豆腐，原文：「...造法︰水浸 碎，滤去滓，煎成，以盐卤汁或山矾叶或酸浆、醋淀就 釜收之。又有入缸内，以石膏末收者。大抵得咸、苦、酸、辛之物，皆可收敛尔。其面上凝 结者，揭取晾乾，名豆腐皮，入馔甚佳也。」
360. ↑  Liu (1999), 166–167.
361. 1 2 3  Trigger (2006), 74–75.
362. 1 2 3  Clunas (2004), 95.
363. ↑  Ebrey (1999), 148.
364. 1 2 3 4  Trigger (2006), 74.
365. 1 2  Rudolph (1963), 171.
366. ↑  Rudolph (1963), 170.
367. 1 2 3 4 5  Fraser & Haber (1986), 227.
368. ↑  见《梦溪笔谈》卷十九器用篇，原文：「……济州金乡县发一古冢，乃汉大司徒朱鲔墓，石壁刻人物、祭器、乐架之类。人之衣冠多品，有如今之幞头者，巾额皆方，悉如今制，但无脚耳。妇人亦有如今之垂肩冠者，如近年所服角冠，两翼抱面，下垂及肩，略无小异。人情不相远，千余年前冠服已尝如此。……」
369. 1 2 3 4 5  见《梦溪笔谈》卷十九器用篇，原文：「……余顷年在海州，人家穿地得一弩机，其望山甚长，望山之侧为小矩，如尺之有分寸。原其意，以目注镞端，以望山之度拟之，准其高下，正用算家勾股法也。……」
370. 1 2 3 4 5  Needham (1986), Volume 3, 574.
371. ↑  Clunas (2004), 97.
372. ↑  Trigger (2006), 75–76.
373. ↑  West (1997), 70–76.
374. ↑  Gernet (1962), 133–134, 137.
375. 1 2 3  Deng (2005), 67.
376. ↑  Asiapac Editorial (2004), 132.
377. ↑  Deng (2005), 67–69.
378. ↑  Needham (1986), Volume 3, 109–110.
379. ↑  Ho (2000), 105.
380. ↑  Restivo (1992), 32.
381. ↑  Ceccarelli (2004), 69.
382. ↑  Campbell (2003), 7.
383. ↑  Soedel & Foley （页面存档备份，存于） (1979), 124–125.
384. ↑  Needham (1986), Volume 4, Part 2, 109–111.
385. ↑  Needham (1986), Volume 4, Part 2, 344.
386. ↑  Fry (2001), 11.
387. ↑  Needham (1986), Volume 4, Part 2, 111, 165, 456–457.
388. ↑  见《东轩笔录》卷十二，原文：「……婢泣曰：『幼时我父于此穴地为球窝，道我戏剧，岁久矣，而窊处未改也。』……」
389. ↑   (PDF): 第12–23页. 1991  [2013-08-21]. （原始内容 (PDF)存档于2013-10-06）.
390. 1 2  Leibs (2004), 30.
391. 1 2  见《丸经》集叙，原文：「……至宋徽宗、金章宗皆爱捶丸，盛以饰囊，击以彩棒，碾玉缀顶，饰金缘边，深求古人之遗制而益致其精也。……」
392. 1 2  Leibs (2004), 30–31.
393. ↑  Leibs (2004), 31.
394. ↑  Ebrey, Walthall, and Palais (2006), 158.
395. ↑  Ebrey (1999), 144.
396. ↑  Hobson (2004), 53.
397. ↑  Needham (1986), Volume 5, Part 7, 224–225, 232–233, 241–244.
398. ↑  Embree (1997), 185.
399. ↑  Cowley (1996), 38.
400. ↑  见《宋史》列传第六十六，乔维岳， 原文：「...维岳规度开故沙河，自末口至淮阴磨盘口，凡四十里。又建安北至淮澨，总五堰，运舟所至，十经上下，其重载者皆卸粮而过，舟时坏失粮，纲卒缘 此为奸，潜有侵盗。维岳始命创二斗门于西河第三堰，二门相距逾五十步，覆以厦屋，设县门积水，俟潮平乃泄之。建横桥岸上，筑土累石，以牢其址。自是弊尽 革，而运舟往来无滞矣。」
401. 1 2  Needham (1986), Volume 4, Part 3, 350–352.
402. ↑  Day & McNeil (1996), 582.
403. ↑  Temple (1986), 196.
404. ↑  见《梦溪笔谈》卷十二官政二， 原文：「...天圣中，监真州排岸司右禁陶鉴始议为复闸节水，以省舟船过埭之劳。是时工部郎中方仲荀、文思使张纶为发运使、副，表行之，始为真州闸。歳省 冗卒五百人，杂费百二十五万。运舟旧法，舟载米不过三百石。闸成，始为四百石船。其后所载浸多，官船至七百石；私船受米八百馀囊，囊二石。自后，北神、召 伯、龙舟、茱萸诸埭，相次废革，至今为利。余元丰中过真州，江亭后粪壤中见一卧石，乃胡武平为《水闸记》，略叙其事，而不甚详具。」
405. ↑  Temple (1986), 197.
406. ↑  译按：即「爆竹」一辞由来。
407. ↑  Gernet (1962), 186.
408. ↑  见《武林旧事》卷七，原文：「淳熙十年八月十八日，上诣德寿宫恭请两殿往浙江亭观潮。……管军官于江面分布五阵，乘骑弄旗，标枪舞刀，如履平地，点放五色烟炮满江，及烟收炮息，则诸尽藏，不见一只。……」
409. ↑  见《齐东野语》卷十一御宴烟火，原文：「穆陵初年，尝于上元日清燕殿排当，恭请恭圣太后。既而烧烟火于庭，有所谓地老鼠者，径至大母圣座下，大母为之惊惶，拂衣径起，意颇疑怒，为之罢宴。穆陵恐甚，不自安，遂将排办艺巨王当陈询尽监系听命。黎明，穆陵至陈朝谢罪，且言内臣排办不谨，取自行遣。恭圣笑曰：「终不成他特地来惊我，想是误耳，可以赦罪。」于是子母如初焉。」
410. 1 2  Crosby (2002), 100–103.
411. ↑  Needham (1986), Volume 5, Part 7, 485–489.
412. ↑  Needham (1986), Volume 5, Part 7, 77–78.
413. ↑  见《资治通鉴》卷269均王上贞明三年（丁丑，公元九一七年），原文:「……吴王遣使遗契丹主以猛火油，曰：『攻城，以此油然火焚楼橹，敌以水沃之，火愈炽。』……」
414. ↑  见《吴越备史》卷三文穆王，原文：「夏四月乙巳，大战淮人于狼山江。……战血既渍，践豆者靡不颠踣，命进火油焚之。火油得之海南大食国，以铁筒发之，水沃其焰弥盛。武肃王以银饰其筒口，脱为贼中所得，必剥银而弃其筒，则火油不为贼所有也。……」
415. 1 2  Needham (1986), Volume 5, Part 7, 81–84.
416. ↑  Gernet (1996), 310.
417. ↑  Birrell (1993), 185.
418. ↑  Hucker (1975), 206.
419. ↑  见《列仙传》陵阳子明，原文：「……陵阳子明者，乡人也，好钓鱼于旋溪。……当来问子明钓车在否。……」
420. ↑  Ronan (1994), 41.
421. ↑  Temple (1986), 88.
422. 1 2 3 4 5 6  Needham (1986), Volume 4, Part 2, 100 & PLATE CXLVII.
423. 1 2 3 4 5  Haskell (2006), 432.
424. ↑  译按：「铳卒」一辞疑出自《元史》卷162　列传第49: 李忽兰吉 李庭 史弼 高兴 刘国杰：「……既而庭整军再战，流矢中左胁及右股，追至一大河，选锐卒，潜负火炮，夜泝上流发之，马皆惊走，大军潜于下流毕渡。……」中「锐卒」之误。
425. ↑  见《元史》卷162　列传第49: 李忽兰吉 李庭 史弼 高兴 刘国杰，原文：「李庭，小字劳山，本金人蒲察氏，金末来中原，改称李氏。……二十四年，宗王乃颜叛，驿召至上都，统诸卫汉军，从帝亲征。塔不台、金家奴来拒战，众号十万，帝亲麾诸军围之，庭调阿速军继进……乃引壮士十人，持火炮，夜入其阵，炮发，果自相杀，溃散。……」
426. ↑  Needham (1986), Volume 5, Part 7, 293–294.
427. 1 2 3  Temple (1986), 245.
428. ↑  Needham (1986), Volume 5, Part 7, 170–174.
429. 1 2  Needham (1986), Volume 5, Part 7, 171.
430. ↑  见《金史》卷一百一十三 列传第五十一，原文：「……铁罐盛药，以火点之，炮起火发，其声如雷，闻百里外，所爇围半亩之上，火点著甲铁皆透。……」
431. ↑  Needham (1986), Volume 5, Part 7, 173–174.
432. ↑  Needham (1986), Volume 5, Part 7, 170.
433. ↑  Needham (1986), Volume 3, 573.
434. ↑  见《宋史》列传第210忠义六，原文：「至元十四年，平章阿里海牙攻广西。……静江破，邕守马成旺及其子都统应麒以城降，独塈部将娄铃辖犹以二百五十人守月城不下。……娄乃令所部入拥一火炮然之，声如雷霆，震城土皆崩，烟气涨天外，兵多惊死者。火熄入视之，灰烬无遗矣。」
435. ↑  Needham (1986), Volume 5, Part 7, 175–176, 192.
436. ↑  Needham (1986), Volume 5, Part 7, 24–25, 176, 192.
437. ↑  见《武备志》火器图说十三 钢轮发火，原文：「钢轮匣，用榆槐木如式造两头重，用藏火线槅板底凿坠石口。匣盖周围，多钻引线眼，内两旁用槽木四枝，上粘紫胶。火石纯钢，照匣大小造，两轮中用铁轴卷绳，从下中孔拴坠石于底外。匣内两头阁轮，用铁板四个，中开眼制铁长针，将底外坠石版扶住。阁于地坑，草土覆之。其针鼻拴游线，交横远系钉地。若人马绊绳，针脱轮转，火起贯天，通槽火线，群炮轰发，有神术之妙，履试验也。」
438. ↑  Needham (1986), Volume 5, Part 7, 193 & 199.
439. 1 2 3 4 5 6  Lo (2000), 401.
440. ↑  见《五杂俎》卷六 人部二》，原文：「……今博戏之盛行于时者，尚有骨牌。其法古不经见。相传始于宣和二年，有人进此，共三十二扇，二百二十七点，以按星辰之数。天牌二十四，象二十四气；地牌四点，象四方；人居中数，以象三才。其取名亦皆有意义。对者十二，为正牌；不对者八，为杂牌。三色成牌，两牌成而后出色以相赛。其取名如天圆、地方、樱桃、九熟之类，后人敷演其说，易以唐诗一句，殊精且巧矣。……」
441. ↑  见《武林旧事》卷六，原文：「……小经纪（他处所无者）……蒱牌骰子（宋刻「蒲捭」）……」
442. ↑  见《菽园杂记》卷十五原文：「昆城夏氏与处州卫一指挥为亲日。指挥闻夏氏有淑女，求为子妇，数年未成。后求之益力，家人皆许之，女之祖独不许。因会客，以骨牌为酒令，祖设难成之计，谓求婚者云：『蒱牌若得天地人和四色皆全，即与成婚。』一拈而四色不爽，众惊异，遂许之。」
443. ↑  乔光辉、郭威、王骏. . 《中华文化论坛》2009年01期.   [2014-01-04]. （原始内容存档于2014-01-04） （中文（中国大陆））.
444. ↑  Pickover (2002), 141.
445. ↑  Lui (1974), 391–392.
446. ↑  Lui (1974), 391.
447. ↑  Hsu (1993), 90–93.
448. ↑  . 中国国家测绘局国土司. 2007-09-24  [2010-10-31]. （原始内容存档于2010-01-09） （中文（简体））.
449. ↑  Needham (1986), Volume 3, 549, Plate LXXXII.
450. ↑  Sivin (1995), III, 32.
451. ↑  Needham (1986), Volume 4, Part 2, 448.
452. ↑  Needham (1986), Volume 3, 278.
453. ↑  Guo (1998), 1–3.
454. ↑  Guo (1998), 6–7.
455. ↑  Guo (1998), 7–8.
456. ↑  Guo (1998), 7.
457. ↑  Guo (1999), 97.
458. 1 2 3 4 5  见《火龙经》， 原文：「用篾造制，形若飞鸦，两傍设飞翅，腹悬神火，尾缚催火筒，逐风飞入城中，用鸦数百，火光蔽天，乘乱攻之，此其神机也。腹藏神火、飞火，中以爆火发之，尾缚推火。随风发去火鸦百只，满城火发，内外交攻，贼可擒矣。」
459. ↑  Needham (1986), Volume 5, Part 7, 498–501.
460. 1 2 3  Needham (1986), Volume 5, Part 7, 500.
461. 1 2 3  Needham (1986), Volume 5, Part 2, 502.
462. ↑  Needham (1986), Volume 5, Part 7, 203–205.
463. ↑  希腊名 Marcus Graecus，英文作 Mark the Greek，故中文应称「来自希腊的马克」
464. ↑  Needham (1986), Volume 5, Part 7, 472–474.
465. ↑  Needham, Volume 5, Part 7, 473–505.
466. ↑  Needham (1986), Volume 5, Part 7, 505–510.
467. ↑  Temple (1986), 240–241.
468. ↑  见《火龙经》飞云霹雳炮，原文：「炮用生铁铠铸，其形如碗，其圆如珠，中容神火半升，以母炮发出，飞入贼营，霹雳一声，火光迸出。若连发十炮，则满营皆火，贼必自乱。」
469. ↑  Needham (1986), Volume 5, Part 7, 264.
470. ↑  Cowley (1996), 49.
471. ↑  见《火龙经》钻风神火流星炮，原文：「……炮用生铁铠铸，中藏神火、法火、神沙，用母炮送入贼营。火发炮碎，击贼穿心，神沙盖炮铁，毒气烟飞，扑人眼目。毒火合飞火，人马俱伤，一步不可行，一物不能见，一技不能施，此生擒活捉之要器也。……」
472. ↑  Temple (1986), 217.
473. 1 2  Temple (1986), 136.
474. ↑  Needham (1986), Volume 6, Part 6, 154.
475. ↑  又名《痘疹世医心法》，原文：「……女子种痘，经水忽行，暴暗不能言语者。……」
476. 1 2  Needham (1986), Volume 6, Part 6, 134.
477. ↑  见《寓意草》直叙顾明二郎三郎布痘为宵小所误
478. ↑  Temple (1986), 136–137.
479. ↑  清代名医俞天池，字茂鲲，《痧痘集解》旧称《痘科金镜赋集解》，原文：「闻种痘法起于明朝隆庆年间宁国府太平县，姓氏失考，得之异人丹家之传，由此蔓延天下。近日溧阳人窃而为之者亦不少。当日异传之家，今日尚留苗种，必须三金，方得一丹苗。……」
480. ↑  Temple (1986), 137.
481. ↑  Temple (1986), 135–137.
482. ↑  见《滇南杂志·卷七霁虹》，原文：「...永昌府城北八十里，跨澜沧江，古以舟渡，狭隘湍急，行者忧之，后以篾绳为桥，攀缓而渡，武侯征南架木桥以济师。元也先不花西征，始更以巨木，题曰『霁虹』，后圮，复以舟渡。明洪武二十八年，镇抚华岳，铸二铁标于两岸以维舟状，岸陡水悍，时遭覆溺。成化间，有僧了然募建铁索桥。...」
483. ↑  见《云南志》，原文：「...旧以竹索为桥，修废不一。洪武间镇抚华岳，铸二铁柱于两岸以维舟，然岸陡水悍，时遭覆溺，后架木为桥，又为回禄所毁，弘治十四年，兵备副使王愧重修，构属于其上，贯以铁绳，行者若履平地...」
484. ↑  Needham (1986), Volume 4, Part 3, 196–197.
485. ↑  Tom（1989），105-106。
486. ↑  . The Library of Congress. 2007-04-04  [2008-04-12]. （原始内容存档于2019-02-08）.
487. ↑  Kendall (2006), 2.
488. ↑  Rep (2007), 52.
489. 1 2  Rep (2007), 51.
490. ↑  . 中国医药网.   [2013-05-22]. （原始内容存档于2013-06-17）.
491. ↑  见《肘后备急方》卷三治寒热诸疟方第十六，原文：「又方 青蒿一握。以水二升渍，绞取汁。尽服之。」
492. 1 2 3  China Daily. 4  请检查|url=值 (帮助). Chinadaily.com.cn. February 10, 2007  [2008-06-18]. （原始内容存档于2008-06-17）.
493. ↑  Croft (1997), 5007–5008.
494. ↑  Whalen, Sarah. . Newspaper Article. Asia Times Online. 2006  [2008-07-22]. （原始内容存档于2008-12-01）.
495. ↑  Hybrid rice （页面存档备份，存于）, International Rice Research Institute
496. 1 2 3 4  新华社. . 新华网. 2007-10-05  [2008-08-10]. （原始内容存档于2008-09-14）.
497. 1 2 3 4  人民日报. . 人民日报英文版. 2006-07-02  [2008-08-10]. （原始内容存档于2011-06-29）.
498. ↑  China's Push to Modernize Military Is Bearing Fruit （页面存档备份，存于）. New York Times.
499. ↑  Noah Charney. . Salon magazine. 7 December 2014  [2015-10-27]. （原始内容存档于2015-09-25）.
500. ↑  .   [29 February 2012]. （原始内容存档于2013-09-09）.
501. 1 2
502. ↑  Spiegel TV （页面存档备份，存于）.
503. ↑  Xiang Bo: Chinese rail maker develops smart bus. Xinhua, 2 June 2017 20:26. Downloaded on 4. August 2017.
504. ↑  . www.cqcb.com.   [2022-05-08].

### 书目
- Aczel, Amir D (2002). The Riddle of the Compass: The Invention that Changed the World. 聖地牙哥：Harcourt. ISBN 0156007533.
- Addington, Larry H. (1990). The Patterns of War Through the Eighteenth Century. 印第安那大學出版社。ISBN 0253205514.
- Adshead, Samuel Adrian Miles. (2000). China in World History: Third Edition. 倫敦：麥美倫出版社股份有限公司。紐約：聖馬丁出版社。ISBN 0312225652.
- Adshead, S.A.M. (2004). T'ang China: The Rise of the East in World History. 紐約：Palgrave Macmillan. ISBN 1403934568 (hardback).
- Allan, Sarah (1991). The Shape of the Turtle: Myth, Art and Cosmos in Early China. 紐約：紐約州立大學出版社。ISBN 0791404595.
- （简体中文）An, Lihua（安立华），《The Origin of Golden Crow Bearing Sun Image on Han Dynasty's Painting》（汉画像“金乌负日”图象探源），《东南文化》，（1992年），第Z1期，66–72，ISSN 1001-179X。
- Angier, Natalie (2007). The Canon: A Whirligig Tour of the Beautiful Basics of Science. 波士頓：霍顿·米夫林。ISBN 0618242953.
- Arndt, Jörg, and Christoph Haenel. (2001). Pi Unleashed. Translated by Catriona and David Lischka. 柏林：Springer. ISBN 3540665722.
- Asiapac Editorial. (2004). Origins of Chinese Science and Technology. Translated by Yang Liping and Y.N. Han. 新加坡：Asiapac Books Pte. Ltd. ISBN 9812293760.
- Balchin, Jon. (2003). Science: 100 Scientists Who Changed the World. 紐約：Enchanted Lion Books. ISBN 1592700179.
- Beaudry, Mary Carolyn. (2006). Findings: The Material Culture of Needlework and Sewing. 纽黑文：耶魯大學出版社。ISBN 0300110936.
- Bellwood, Peter (2004). First Farmers: The Origins of Agricultural Societies. Malden, MA: Blackwell Pub. ISBN 0631205667.
- Bellwood, Peter. (2006). "Asian Farming Diasporas? Agriculture, Languages, and Genes in China and Southeast Asia," in Archaeology of Asia, 96–118, edited by Miriam T. Stark. Malden: Blackwell Publishing Ltd. ISBN 1405102128.
- Benn, Charles. (2002). China's Golden Age: Everyday Life in the Tang Dynasty. 牛津大學出版社。ISBN 0-19-517665-0.
- Berggren, Lennart, Jonathan M. Borwein, and Peter B. Borwein. (2004). Pi: A Source Book. 紐約：Springer. ISBN 0387205713.
- Bielenstein, Hans. (1980). The Bureaucracy of Han Times. 剑桥：剑桥大学出版社。ISBN 0521225108.
- Birrell, Anne (1993). Chinese Mythology: An Introduction. 巴爾地摩：約翰霍普金斯大學出版社。ISBN 0804723532.
- Block, Leo. (2003). To Harness the Wind: A Short History of the Development of Sails. 安那波利斯：美國海軍學院出版社。ISBN 1557502099.
- Bodde, Derk (1991). Chinese Thought, Society, and Science. 檀香山：夏威夷大學出版社。
- （英文）Bowman, John S. （2000年），《Columbia Chronologies of Asian History and Culture》（哥伦比亚大学亚洲历史文化年代史），纽约：哥伦比亚大学出版社。ISBN 0231110049。
- （英文）Bray, Francesca（白馥蘭），《Swords into Plowshares: A Study of Agricultural Technology and Society in Early China》in Technology and Culture, Vol. 19, No. 1 (Jan., 1978): 1–31.
- Brook, Timothy (2004). The Chinese State in Ming Society. 紐約：RoutledgeCurzon. ISBN 0415345065.
- Broudy, Eric. (1979). The Book of Looms: A History of Handlooms from Ancient Times to the Present. 漢諾瓦：新英格蘭大學出版社。ISBN 0874516498.
- Buisseret, David. (1998). Envisioning the City: Six Studies in Urban Cartography. 芝加哥：芝加哥大學出版社。ISBN 0226079937.
- Burnham, Barry C. “Roman Mining at Dolaucothi: The Implications of the 1991-3 Excavations near the Carreg Pumsaint”, in Britannia, 1997, Vol. 28:325–336.
- Campbell, Duncan (2003). Greek and Roman Artillery 399 BC-AD 363. 牛津：Osprey Publishing. ISBN 1841766348.
- Carlson, John B. "Lodestone Compass: Chinese or Olmec Primacy?" in Science, New Series, Vol. 189, No. 4205 (Sep. 5, 1975): 753–760.
- Ceccarelli, Marco (2004). International Symposium on History of Machines and Mechanisms. 波士頓：Kluwer Academic. ISBN 1402022034.
- Cepeda, Isabel Vilares (1995). Bibliografia da prosa medieval em lingua portuguesa: Subsidios. Lisboa: Ministério da Cultura. ISBN 9725652169.
- Chen, Cheng-Yih (1995). Early Chinese Work in Natural Science. 香港：香港大學出版社。ISBN 962209385X.
- Ch'en, Jerome. "Sung Bronzes--An Economic Analysis," in Bulletin of the School of Oriental and African Studies, Vol. 28, No. 3, (1965): 613–626.
- （简体中文）Chen, Xuexiang（陈雪香），《On the Buried Jade Unearthed in the Erlitou Site》（二里头遗址墓葬出土玉器探析），《中原文物》，（2003年），第3期，23–37，ISSN 1003-1731。
- （简体中文）Cheng, Shihua（程世华），《A shallow understanding of the diet of residents in Liangzhu》（良渚人饮食之蠡测），《農業考古》，（2005年），第1期，102–109，ISSN 1006-2335。
- Chevedden, Paul E. (1998). "The Hybrid Trebuchet: The Halfway Step to the Counterweight Trebuchet," in On the Social Origins of Medieval Institutions: Essays in Honor of Joseph F. O'Callaghan, 179–222, edited by Donald J. Kagay and Theresa M. Vann.萊頓：Koninklijke Brill. ISBN 9004110968.
- Chevedden, Paul E. (1999). "Fortifications and the Development of Defensive Planning in the Latin East," in The Circle of War in the Middle Ages: Essays on Medieval Military and Naval History, 33–44, edited by Donald J. Kagay and L.J. Andrew Villalon. Woodbridge: The Boydell Press. ISBN 0851156452.
- Christides, Vassilios. (1996). "New Light on the Transmission of Chinese Naval Technology to the Mediterranean World: The Single Rudder," in Intercultural Contacts in the Medieval Mediterranean, 64–70, edited by Benjamin Arbel. 倫敦：Frank Cass and Company Ltd. ISBN 0714647144.
- （英文）Chung, Chee Kit. （曾炽杰），《Longyamen is Singapore: The Final Proof?》（龙牙门就是新加坡：最后的证据？） 於《Admiral Zheng He & Southeast Asia》（鄭和與東南亞），(2005)，新加坡：新加坡東南亞研究所。ISBN 9812303294.
- Clee, Paul. (2005). Before Hollywood: From Shadow Play to the Silver Screen. 紐約：Clarion Books, an imprint of Houghton Mifflin Company. ISBN 0618445331.
- Clunas, Craig. (2004). Superfluous Things: Material Culture and Social Status in Early Modern China. 檀香山：夏威夷大學出版社。ISBN 0824828208.
- Cotterell, Maurice. (2004). The Terracotta Warriors: The Secret Codes of the Emperor's Army. 羅徹斯特：Bear and Company. ISBN 159143033X.
- Cowley, Robert (1996). The Reader's Companion to Military History. 波士頓：霍顿·米夫林公司。
- Crespigny, Rafe de. (2007). A Biographical Dictionary of Later Han to the Three Kingdoms (23-220 AD). 萊頓：Koninklijke Brill. ISBN 9004156054.
- Croft, S.L. (1997). "The current status of antiparasite chemotherapy," in Molecular Basis of Drug Design and Resistance. Edited by G.H. Coombs, S.L. Croft, and L.H. Chappell. 剑桥：剑桥大学出版社。ISBN 0521626692.
- Crosby, Alfred W. (2002), Throwing Fire: Projectile Technology Through History. 剑桥：剑桥大学出版社。ISBN 0521791588.
- Day, Lance and Ian McNeil. (1996). Biographical Dictionary of the History of Technology. 紐約：Routledge. ISBN 0415060427.
- Deng, Gang. (1997). Chinese Maritime Activities and Socioeconomic Development, c. 2100 B.C.-1900 A.D. Westport: Greenwood Press. ISBN 0313292124.
- （简体中文）Deng, Yinke（邓荫柯），（2005年），《Ancient Chinese Inventions》（中国古代发明），王平兴譯。北京：五洲传播出版社。ISBN 7-5085-0837-8.
- Dewar, Richard. (2002). Stoneware. 費城：賓州大學出版社。ISBN 081221837X.
- Di Cosmo, Nicola (2002). Ancient China and its Enemies: The Rise of Nomadic Power in East Asian History . 剑桥：剑桥大学出版社。ISBN 0521770645.
- Dien, Albert E. "A Study of Early Chinese Armor," in Artibus Asiae, 1981, Vol. 43, No. 1/2:5–66.
- Dien, Albert E. "The Stirrup and its Effect on Chinese Military History," in Artibus Asiae, 1986, Vol. 16:33–56.
- （英文）Ebrey, Patricia Buckley （1999年），《The Cambridge Illustrated History of China》（剑桥中国图解史），剑桥：剑桥大学出版社，ISBN 0-521-43519-6 （硬皮本）；ISBN 0-521-66991-X （平装本）。
- （英文）Ebrey, Patricia Buckley, Anne Walthall, James B. Palais （2006年），《East Asia: A Cultural, Social, and Political History》（东亚：文化、社会和政治史），波士頓：霍顿·米夫林公司。ISBN 0-618-13384-4。
- Elisseeff, Vadime. (2000). The Silk Roads: Highways of Culture and Commerce. 紐約：Berghahn Books. ISBN 1-57181-222-9.
- （英文）Embree, Ainslie Thomas （1997年），《Asia in Western and World History: A Guide for Teaching》（西方和世界史中的亚洲：教学参考）， Armonk：ME Sharpe, Inc。
- Fairbank, John King and Merle Goldman (2006). China: A New History; Second Enlarged Edition. 劍橋：麻州；倫敦: The Belknap Press of Harvard University Press. ISBN 0-674-01828-1.
- Falkenhausen, Lothar von (1994). Suspended Music: Chime-Bells in the Culture of Bronze Age China. 柏克萊：加州大學出版社。ISBN 0520073789.
- Flad, Rowan et al (2005). "Archaeological and chemical evidence for early salt production in China," in Proceedings of the National Academy of Sciences, 2005, Vol. 102, No. 35:12618–12622.
- Fletcher, Banister. (1996). Sir Banister Fletcher's a History of Architecture. 牛津：Architectural Press. ISBN 0750622679.
- Forbes, R.J. (1987). Studies in Ancient Technology: The Fibres and Fabrics of Antiquity. 萊頓：E.J. Brill. ISBN 9004083073.
- Fraser, Julius Thomas and Francis C. Haber. (1986). Time, Science, and Society in China and the West. 阿默斯特：麻州大學出版社。ISBN 0-87023-495-1.
- Fry, Tony (2001). The Architectural Theory Review: Archineering in Chinatime. 悉尼：悉尼大學出版社。
- Fu, Xinian（傅熹年），（2002年），《The Three Kingdoms, Western and Eastern Jin, Northern and Southern Dynasties, The Sui, Tang, and Five Dynasties》（三国两晋南北朝隋唐五代建筑史），《中国古代建筑史》61–90，Nancy S. Steinhardt 編輯，纽黑文：耶魯大學出版社。ISBN 0300095597
- Gabriel, Richard A. (2002). The Great Armies of Antiquity. Westport: Praeger Publishers. ISBN 0275978095.
- Gascoigne, Bamber and Christina Gascoigne. (2003). The Dynasties of China: A History. 紐約：Carroll and Graf Publishers, an imprint of Avalon Publishing Group, Inc. ISBN 0786712198.
- Gernet, Jacques (1962). Daily Life in China on the Eve of the Mongol Invasion, 1250-1276. Translated by H.M. Wright. 史丹佛：史丹佛出版社。ISBN 0-8047-0720-0.
- （英文）Gernet, Jacques （1996年），《A History of Chinese Civilization》（中国文明史），由 J.R. Foster 與 Charles Hartman 翻譯。剑桥：剑桥大学出版社。ISBN 0521497817。
- Giles, Lionel. (2007). "Preface" and "Introduction" in Sun-Tzu on the Art of War, vii–xxx. Toronto: Global Language Press. ISBN 0973892420.
- Gottsegen, Mark E. (2006). The Painter's Handbook: A Complete Reference. 紐約：Watson-Guptill Publications. ISBN 0823034968.
- Graff, David A. (2002). Medieval Chinese Warfare, 300-900. 紐約：Routledge. ISBN 0415239540.
- Greenberger, Robert. (2006). The Technology of Ancient China. 紐約：Rosen Publishing Group, Inc. ISBN 1404205586.
- Guo, Qinghua. "Yingzao Fashi: Twelfth-Century Chinese Building Manual," Architectural History, Vol. 41, (1998): 1-13.
- Guo, Qinghua. "The Architecture of Joinery: The Form and Construction of Rotating Sutra-Case Cabinets," Architectural History, Vol. 42, (1999): 96-109.
- Guo, Zhiyu et al. "AMS Radiocarbon Dating of Cemetery of Tianma-Qucun Site in Shanxi, China," in Radiocarbon, 2001, Vol. 43, Issue 2:1109–1114. ISSN 0033-8222.
- Gupta, R C. "Madhava's and other medieval Indian values of pi," in Math. Education, 1975, Vol. 9 (3):B45–B48.
- Handler, Sarah (2001). Austere Luminosity of Chinese Classical Furniture. 柏克萊：加州大學出版社。ISBN 0520214846.
- （简体中文）Hao, Benxing（郝本性），《A Discussion of the Excavated Shang's Skull Drinking Vessels in Zhengzhou》（试论郑州出土商代人头骨饮器），《华夏考古》 （1992年），第2期，94–100，ISSN 1001-9928。
- Harris, David R (1996). The Origins and Spread of Agriculture and Pastoralism in Eurasia . 倫敦：UCL Press. ISBN 1857285387.
- Hartill, David. (2005). Cast Chinese Coins. Victoria: Trafford Publishing. ISBN 1412054664.
- Hartwell, Robert M. "Demographic, Political, and Social Transformations of China, 750-1550," Harvard Journal of Asiatic Studies, Volume 42, Number 2 (1982): 365–442.
- Haskell, Neal H. (2006). "The Science of Forensic Entomology," in Forensic Science and Law: Investigative Applications in Criminal, Civil, and Family Justice, 431–440. Edited by Cyril H. Wecht and John T. Rago. Boca Raton: CRC Press, an imprint of Taylor and Francis Group. ISBN 0849319706.
- Heiss, Mary Lou (2007) The Story of Tea: A Cultural History and Drinking Guide. 加州柏克萊：Ten Speed Press. ISBN 1580087450.
- Helmer, Robert. (2006). Treating Pediatric Bed-wetting with Acupuncture and Chinese Medicine. Boulder: Blue Poppy Press. ISBN 1891845330.
- （英文）Ho, Peng Yoke（何丙郁），《Chinese Science: The Traditional Chinese View》，《Bulletin of the School of Oriental and African Studies》（亞非洲學院公報），倫敦大學，第54卷，第3期，（1991年），506-519.
- （英文）Ho, Peng Yoke（何丙郁），（2000年），《Li, Qi, and Shu: An Introduction to Science and Civilization in China》（理、氣、數：中國科學和文明概要），米尼奥拉：Dover Publications. ISBN 0486414450.
- Hobson, John M. (2004) The Eastern Origins of Western Civilisation. 剑桥：剑桥大学出版社。ISBN 0521547245.
- Howard, Angela Falco (2003). Chinese Sculpture. 纽黑文：耶魯大學出版社。ISBN 0300100655.
- Hsu, Mei-ling. "Chinese Marine Cartography: Sea Charts of Pre-Modern China," 《Imago Mundi》（世界形象），第40卷，（1988年）: 96–112.
- Hsu, Mei-ling. "The Qin Maps: A Clue to Later Chinese Cartographic Development,"《Imago Mundi》（世界形象），第45卷，（1993年）: 90-100.
- （简体中文）Hu, Yaowu（胡耀武），《Elemental Analysis of Ancient Human Bones from the Jiahu Site》（贾湖遗址人骨的元素分析），《人类学学报》，（2005年），第24卷，第2期，158–165，ISSN 1000-3193。
- （简体中文）Huang, Houming（黄厚明），《Prehistoric Music Culture of China》（中国史前音乐文化状况初探），《中原文物》，（2002年），第3期，18–27，ISSN 1003-1731。
- Huang, Ray (1997). China: A Macro History. 紐約：An East Gate Book, M. E. SHARPE Inc.
- Hucker, Charles O. (1975). China's Imperial Past: An Introduction to Chinese History and Culture. 加州史丹佛：史丹佛大學。ISBN 0801845955.
- Hunter, Dard (1978). Papermaking: The History and Technique of an Ancient Craft. 米尼奥拉：Dover Publications, Inc. ISBN 0486236196.
- （简体中文）Jin, Songan（靳松安），《On the Periods and Date of Peiligang Culture》（试论裴李岗文化的分期与年代），《中原文物》，2007年，第6期，28–38，ISSN 1003-1731。
- Johnson, Art. (1999). Famous Problems and Their Mathematicians. Greenwood Village: Teacher Ideas Press, a division of Greenwood Publishing Group, Inc. ISBN 1563084465.
- Johnstone, Paul and Sean McGrail. (1988). The Sea-craft of Prehistory. 紐約：Routledge. ISBN 0415026350.
- Kelly, Jack (2004). Gunpowder: Alchemy, Bombards, and Pyrotechnics: The History of the Explosive that Changed the World. 紐約：Basic Books, Perseus Books Group.
- Kendall, Bonnie L. (2006). Opportunities in Dental Care Careers. 紐約：McGraw Hill Co. ISBN 0071458697.
- Knoblock, John (2001). The Annals of Lu Buwei. 史丹佛：史丹佛出版社。ISBN 0804733546.
- Ko, Dorothy (2007). Cinderella's Sisters: A Revisionist History of Footbinding. 柏克萊：加州大學出版社。ISBN 0520253906.
- Krebs, Robert E. (2003). The Basics of Earth Science. Westport: Greenwood Press of Greenwood Publishing Group, Inc. ISBN 0313319308.
- Lacheisserie, Etienne du Trémolet de (2005). Magnetism: Fundamentals. 紐約：Springer. ISBN 0387229671.
- Lasater, Brian (2008). The Dream of the West, Pt II. Morrisville: Lulu Enterprises Inc. ISBN 143031382X.
- Lasker, Edward. (1960). Go and Go-Maku: The Oriental Board Games. 紐約：Dover Publications, Inc. ISBN 0486206130.
- LeBlanc, Charles (1985). Huai-Nan Tzu: Philosophical Synthesis in Early Han Thought. 香港：香港大學出版社。ISBN 9622091695.
- Legge, James (2004). The Li Ki. Whitefish, Mont: Kessinger Pub. ISBN 141916922X.
- Leibs, Andrew. (2004). Sports and Games of the Renaissance. Westport: Greenwood Press. ISBN 0313327726.
- Levathes (1994). When China Ruled the Seas. 紐約：Simon & Schuster. ISBN 0-671-70158-4.
- Lewis, M.J.T. "The Origins of the Wheelbarrow," Technology and Culture, Vol. 35, No. 3. (Jul., 1994): 453–475.
- Lewis, Mark E. (2000). "The Han abolition of universal military service," in Warfare in Chinese History, 33–76, edited by Hans J. Van de Ven. 萊頓：Koninklijke Brill. ISBN 9004117741.
- Lewis, Mark Edward (2006). The Construction of Space in Early China. 紐約：紐約州立大學出版社。ISBN 0791466086.
- Li, David H. (1998). The Genealogy of Chess. Bethesda: Premier Publishing Company. ISBN 0963785222.
- Li, Feng (2006). Landscape and Power in Early China: The Crisis and Fall of the Western Zhou 1045-771 BC. 剑桥：剑桥大学出版社。ISBN 0521852722.
- （简体中文）Li, Jinmei and Lu, Zhijun（李金梅和路志峻），《On Ancient Cinese Bo Xi》（中国古代博戏考），《体育文化导刊》，2005年，第12期，66–68，ISSN 1671-1572。
- （简体中文）Li, Ling（李零），《A Comparison on the Design of Unearthed Liubo Game Boards from the Tomb of Zhongshan King and the Liubo Diagram Found at Yinwan", in Journal of The National Museum of Chinese History》（跋中山王墓出土的六博棋局——与尹湾《博局占》的设计比较），《中国历史文物》，（2002年），第1期，8–16，ISSN 1671-5357。
- （法文）Li Shu-hua（李書華）: “Origine de la Boussole 11. Aimant et Boussole,” Isis, Vol. 45, No. 2 (1954): 175-196.
- （简体中文）Li, Zhuren （楼庆西），（2002年），《The Architectural Art of Ancient China》（中国传统建筑）。北京：五洲传播出版社。ISBN 7801138228。
- Lian, Xianda. "The Old Drunkard Who Finds Joy in His Own Joy -Elitist Ideas in Ouyang Xiu's Informal Writings," Chinese Literature: Essays, Articles, Reviews (CLEAR) Volume 23 (2001): 1–29.
- （简体中文）Liang, Honggang（梁宏刚），《A Review of Research on the Bronze Unearthed in the Erlitou Site》（二里头遗址出土铜器研究综述），《中原文物》，2004年，第1期，29–56，ISSN 1003-1731。
- （简体中文）Lin, Yun（林沄），《History of Crossbow》（弩的历史），《中国典籍与文化》，（1993年），第4期，33–37。
- （英文）Ling, Hongling（凌洪齡）《Verification of the Fact that Golf Originated from Chuiwan》，《ASSH Bulletin》，（1991年），第14卷，12–23。
- （英文）Liu, Keshun（刘克顺），（1999年），《Soybeans: Chemistry, Technology, and Utilization》（大豆化学，加工工艺和应用），盖瑟斯堡：Aspen Publishers, Inc。ISBN 0834212994。
- （英文）Liu, Li（劉莉），（2007年），《The Chinese Neolithic: Trajectories to Early States》（中國新石器時代-邁向早期國家之路），剑桥：剑桥大学出版社。ISBN 0521010640.
- （英文）Liu, Li（劉莉），《The Products of Minds as Well as of Hands: Production of Prestige Goods in the Neolithic and Early State Periods of China》（中国新石器和铜器时代早期礼器的生产），《Asian Perspectives》，（2003年），第42卷，第1期，1–40，ISSN 0066-8435。
- Lo, Andrew. "The Game of Leaves: An Inquiry into the Origin of Chinese Playing Cards," Bulletin of the School of Oriental and African Studies, 倫敦大學，第63卷，第3期，（2000年），389-406。
- Loewe, Michael. (1968). Everyday Life in Early Imperial China during the Han Period 202 BC–AD 220. 倫敦：B.T. Batsford Ltd.; 紐約：G.P. Putnam's Sons.
- Loewe, Michael. (1986). "The Former Han Dynasty," in The Cambridge History of China: Volume I: the Ch'in and Han Empires, 221 B.C.–A.D. 220, 103–222. Edited by Denis Twitchett and Michael Loewe. 剑桥：剑桥大学出版社。ISBN 0521243270.
- Loewe, Michael. (1999). The Cambridge History of Ancient China: From the Origins of Civilization to 221 BC. 倫敦：劍橋大學出版社。 ISBN 0521470307.
- （简体中文）Lu, Jianchang（吕建昌），《An Archeological Survey of the Jade Weapons in Pre-Qin Period》（先秦玉兵器的考古学观察），《军事历史研究》，（2006年），第3期，120–128。ISSN 1009-3451。
- （简体中文）Lu, Maocun（卢茂村），《An Introduction to Chopsticks》（筷子古今谈），《農業考古》（2004年），第1期，209-216。ISSN 1006-2335。
- （简体中文）Luan, Fengshi（栾丰实），《On the Origin and Development of Prehistoric Coffin and Funeral Custom》（史前棺椁的产生、发展和棺椁制度的形成），《文物》，（2006年），第6期，49–55. ISSN 0511-4772.
- Lui, Adam Yeun-Chung. "Syllabus of the Provincial Examination (hsiang-shih) under the Early Ch'ing (1644-1795)," Modern Asian Studies, Vol. 8, No. 3 (1974): 391-396.
- Luo, Jing (2004). Over a Cup of Tea: An Introduction to Chinese Life and Culture. 達拉斯：美國大學出版社。ISBN 0761829377.
- Ma, Shizhi. "On the Shang Civilization, " in Cultural Relics of Central China, 1987, No. 2:119–169. ISSN 1003-1731.
- Mair, Victor H. (1997). Wandering on the Way: Early Taoist Tales and Parables of Chuang Tzu. 檀香山：夏威夷大學出版社。ISBN 082482038X.
- Mao, Ying. "Introduction of Crossbow Mechanism," in Southeast Culture, 1998, No. 3:109–117. ISSN 1001-179X.
- Martin, Laura C. (2007) Tea: The Drink That Changed the World. Rutland, VT: Tuttle Pub. ISBN 0804837244.
- McClain, Ernest G. and Ming Shui Hung. "Chinese Cyclic Tunings in Late Antiquity," Ethnomusicology, Vol. 23, No. 2 (May, 1979): 205-224.
- McGovern, Patrick E. (2007). Ancient Wine: The Search for the Origins of Viniculture. 牛津：普林斯頓大學出版社。ISBN 0691127840.
- McGovern, Patrick E. et al. “Fermented beverages of pre- and proto-historic China”, in Proceedings of the National Academy of Sciences, 2004, Vol. 101, No. 51:17593–17598.
- McNamee, Gregory (2008). Moveable Feasts: The History, Science, And Lore of Food. 林肯：內布拉斯加大學。ISBN 0803216327.
- Medvei, Victor Cornelius. (1993). The History of Clinical Endocrinology: A Comprehensive Account of Endocrinology from Earliest Times to the Present Day. 紐約：Pantheon Publishing Group Inc. ISBN 1850704279.
- Menzies, Nicholas K. (1994). Forest and Land Management in Imperial China. 紐約：St. Martin's Press, Inc. ISBN 0312102542.
- Miksic, John N. et al. (2003). Earthenware in Southeast Asia. Singapore University Press. ISBN 9971692716.
- Minford, John and Joseph S.M. Lau. (2002). Classical Chinese literature: an anthology of translations. 紐約：哥倫比亞大學出版社，ISBN 0231096763.
- （英文）Morton, Scott 和 Charlton Lewis （2005年），《China: Its History and Culture: Fourth Edition》（中国：历史和文化：第四版），纽约：McGraw-Hill, Inc。
- Mott, Lawrence V. (1991). The Development of the Rudder: A Technological Tale. College Station: Texas A & M University Press. ISBN 0890967237.
- Murphy, Denis J. (2007). People, Plants and Genes: The Story of Crops and Humanity. 紐約：牛津大學出版社。ISBN 0199207143.
- （英文）Needham, Joseph and Wang Ling（李約瑟和王玲），《Horner's Method in Chinese Mathematics: Its Origins in the Root-Extraction Procedures of the Han Dynasty》（中國數學中的霍納法：其源流於漢朝的求根過程）《通報》，第二系列，第43卷，第5號（1955年）：45-401。
- （英文）Needham, Joseph（李约瑟），（1986年），《Science and Civilization in China: Volume 3, Mathematics and the Sciences of the Heavens and the Earth》（中国科学技术史-第三卷-数学、天学和地学），台北：敦煌書局。
- （英文）Needham, Joseph（李约瑟），（1986年），《Science and Civilization in China: Volume 4, Physics and Physical Technology, Part 1, Physics》（中国科学技术史-第四卷-物理学及相关技术-第一分册-物理学），台北：敦煌書局。中国大陆版，科学出版社，2003年出版，ISBN: 9787030112323。
- （英文）Needham, Joseph（李约瑟），（1986年），《Science and Civilization in China: Volume 4, Physics and Physical Technology, Part 2, Mechanical Engineering》（中国科学技术史-第四卷-物理学及相关技术--第二分册-机械工程），台北：敦煌書局。中国大陆版，科学出版社，2003年出版，ISBN: 97030075269。
- （英文）Needham, Joseph（李约瑟），（1986年），《Science and Civilization in China: Volume 4, Physics and Physical Technology, Part 3, Civil Engineering and Nautics》（中国科学技术史-第四卷-物理学及相关技术--第三分册-土木工程和航海术），台北：敦煌書局。
- （英文）Needham, Joseph and Tsien Tsuen-Hsuin.（李約瑟和錢存訓），（1986年），《Science and Civilization in China: Volume 5, Chemistry and Chemical Technology, Part 1, Paper and Printing》（中国科学技术史-第五卷-化学及相关技术-第一分册-造纸和印刷术），台北：敦煌書局。
- （英文）Needham, Joseph（李约瑟），（1986年），《Science and Civilization in China: Volume 5, Chemistry and Chemical Technology, Part 6, Missiles and Sieges》（中国科学技术史-第五卷-化学及相关技术-火箭與攻城術），台北：敦煌書局。
- （英文）Needham, Joseph（李约瑟），（1986年），《Science and Civilization in China: Volume 5, Chemistry and Chemical Technology, Part 7, Military Technology, the Gunpowder Epic》（中国科学技术史-第五卷-化学及相关技术-第七分册-军事科技），台北：敦煌書局。
- Needham, Joseph. (1996). Science and Civilization in China: Volume 6, Biology and Biological Technology, Part 3, Agro-Industries and Forestry. 剑桥：剑桥大学出版社。ISBN 0521419999.
- Needham, Joseph. (1986). Science and Civilization in China: Volume 6, Biology and Biological Technology, Part 5, Fermentations and Food Science. 台北：敦煌書局。
- Needham, Joseph. (1999). Science and Civilization in China: Volume 6, Biology and Biological Technology, Part 6, Medicine. 剑桥：剑桥大学出版社。
- Needham, Joseph. (2004). Science and Civilization in China: Volume 7, The Social Background, Part 2, General Conclusions and Reflections. Edited by Kenneth Girdwood Robinson. 剑桥：剑桥大学出版社。ISBN 0521087325.
- Nelson, Sarah M. (1995). The Archaeology of Northeast China: Beyond the Great Wall. 紐約：Routledge. ISBN 0415117550.
- （英文）Omura, Yoshiaki（大村恵昭），（2003年），《Acupuncture Medicine: It's Historical and Clinical Background》，米尼奥拉：Dover Publications, Inc. ISBN 0486428508.
- Pan, Jixing. "On the Origin of Printing in the Light of New Archaeological Discoveries," in Chinese Science Bulletin', 1997, Vol. 42, No. 12:976–981. ISSN 1001-6538.
- Pickover, Clifford A. (2002). The Zen of Magic Squares, Circles, and Stars. 普林斯頓：普林斯頓大學出版社。ISBN 0691115974.
- Pigott, Vincent C. (1999). The Archaeometallurgy of the Asian Old World. 費城：賓州大學考古暨人類學博物館。ISBN 0924171340.
- Porter, Deborah Lynn (1996). From Deluge to Discourse: Myth, History, and the Generation of Chinese Fiction. 紐約：紐約州立大學出版社。ISBN 0791430340.
- Rep, Jelte. (2007). The Great Mahjong Book: History, Lore and Play. North Clarendon: Tuttle Publishing. ISBN 0804837198.
- Restivo, Sal. (1992). Mathematics in Society and History: Sociological Inquiries. 多德勒克：Kluwer Academic Publishers. ISBN 1402000391.
- Rickett, W. Allyn (1998). Guanzi. 普林斯頓：普林斯頓大學出版社。ISBN 0691048169.
- Ronan, Colin A. (1994). The Shorter Science and Civilisation in China: Volume 4. 剑桥：剑桥大学出版社。ISBN 0521329957.
- Rudolph, R.C. "Preliminary Notes on Sung Archaeology," The Journal of Asian Studies (Volume 22, Number 2, 1963): 169–177.
- Sagart, Laurent (2005). The Peopling of East Asia: Putting Together Archaeology, Linguistics and Genetics. 紐約：RoutledgeCurzon. ISBN 0415322421.=
- Sarton, George. (1959). A History of Science: Hellenistic Science and Culture in the Last Three Centuries B.C. 紐約：The Norton Library, Norton & Company Inc. SBN 393005267.
- Schoeser, Mary. (2007). Silk. 纽黑文：耶魯大學出版社。ISBN 0300117418.
- Schur, Nathan. (1998). The Relevant History of Mankind. 布賴頓：The Alpha Press. ISBN 1898595216.
- （简体中文）Shao, Xiaofeng（邵晓峰），《On the Theory of "Five Colors》（五色理论探微），《南京林业大学学报(人文社会科学版)》，（2002年），第2卷，第1期52–55，ISSN 1000-2006。
- Shen, Kangshen, John N. Crossley and Anthony W.C. Lun. (1999). The Nine Chapters on the Mathematical Art: Companion and Commentary. 牛津：牛津大學出版社。ISBN 0198539363.
- （简体中文）Shi, Rongzhuan（石荣传），《The Unearthed Burial Jade in the Tombs of Han Dynasty's King and Marquis and the Study of Jade Burial System》（两汉诸侯王墓出土葬玉及葬玉制度初探），《中原文物》，（2003年），第5期62–72，ISSN 1003-1731。
- （日語）Shinoda, Osamu（篠田統），《O-tōfu no hanashi》（お豆腐の話し），《樂味》，（1963年6月），4-8。
- Shotwell, Peter, Huiren Yang, and Sangit Chatterjee. (2003). Go! More Than a Game. 北克拉倫登：Tuttle Publishing. ISBN 080483475X.
- Shurtleff, William and Akiko Aoyagi. (2001). The Book of Tofu: Protein Source of the Future...Now! 柏克萊：Ten Speed Press. ISBN 1580080138.
- Siddiqi, Mohammad Rafiq (2001). Tylenchida: Parasites of Plants and Insects. 紐約：CABI Pub. ISBN 0851992021.
- Simmons, Pauline. "Crosscurrents in Chinese Silk History," in The Metropolitan Museum of Art Bulletin, New Series, Vol. 9, No. 3 (Nov., 1950): 87–96.
- （英文）Sivin, Nathan （1995年），《Science in Ancient China: Researches and Reflections》（古中国科技），佛蒙特州布魯克菲爾 VARIORUM, Ashgate Publishing。
- Smith, Joseph A. (1992). The Pen and Ink Book: Materials and Techniques for Today's Artist. 紐約：Watson-Guptill Publications. ISBN 0823039862.
- （英文）Soedel, Werner and Vernard Foley，《Ancient Catapults》（古投石器），《科學美國人》，第240卷，第3期，（1979年3月），120–128。
- Speak, Mike. (1999). "Recreation and Sport in Ancient China: Primitive Society to AD 960," in Sport and Physical Education in China, 20–44. Edited by James Riordan and Robin E. Jones. 倫敦：E & FN Spon, an imprint of the Taylor and Francis Group. 於美國與加拿大由紐約：Routledge同時出版，ISBN 0419247505。
- Stark, Miriam T. (2005). Archaeology of Asia. Malden, MA : Blackwell Pub. ISBN 1405102136.
- Sterckx, Roel (2002). The Animal and the Daemon in Early China. 紐約：紐約州立大學出版社。ISBN 0791452700.
- Straffin, Philip D., Jr. "Liu Hui and the First Golden Age of Chinese Mathematics," Mathematics Magazine, Vol. 71, No. 3 (Jun., 1998): 163-181.
- （英文）Sun, E-tu Zen and Shiou-chuan Sun（任以都和孙守全），（1997年），《Chinese Technology in the Seventeenth Century: T'ien-kung K'ai-wu》（宋应星著〈天工开物〉：17世纪的中国技术书），米尼奥拉：Dover Publications，ISBN 0486295931。
- （简体中文）Sun, Ji（孙机），《Doufu wenti》（豆腐问题），《农业考古》，1998年，第3卷，292-96。
- Tan, Han H. (2002). "Who Was Sun Zi?" in Sun Zi's The Art of War, 16–18. Aspley: H.H. Tan Medical P/L Ltd. ISBN 0958006709.
- Temple, Robert. (1986). The Genius of China: 3,000 Years of Science, Discovery, and Invention. With a forward by Joseph Needham. 紐約：Simon and Schuster, Inc. ISBN 0671620282.
- Tom, K.S. (1989). Echoes from Old China: Life, Legends, and Lore of the Middle Kingdom. 檀香山：夏威夷大學夏威夷分校中國歷史中心出版社。ISBN 0824812859.
- Trigger, Bruce G. (2006). A History of Archaeological Thought: Second Edition. 紐約：劍橋大學出版社。ISBN 0521840767.
- Turnbull, S.R. (2001). Siege Weapons of the Far East: AD 960-1644. 牛津：Osprey Publishing, Ltd. ISBN 184176339X.
- Turnbull, S.R. (2002). Fighting Ships of the Far East: China and Southeast Asia 202 BC–AD 1419. 牛津：Osprey Publishing, Ltd. ISBN 1841763861.
- （英文）Twitchett, Denis C. ，（1998年），《The Cambridge History of China: Volume 8, The Ming Dynasty, Part 2, 1368-1644》（劍橋中國史：第8卷，明朝，第2部，1368-1644），剑桥：剑桥大学出版社。ISBN 7801138228.
- Underhill, Anne P. (2002). Craft Production and Social Change in Northern China. 紐約：Kluwer Academic/Plenum Publishers. ISBN 0306467712.
- Wagner, Donald B. (1993). Iron and Steel in Ancient China: Second Impression, With Corrections. 萊頓：E.J. Brill. ISBN 9004096329.
- Wagner, Donald B. (2001). The State and the Iron Industry in Han China. 哥本哈根：Nordic Institute of Asian Studies Publishing. ISBN 8787062836.
- （英文）Wang, Ling (2005). Tea and Chinese Culture. 旧金山：Long River Press. ISBN 1592650252.
- （简体中文）成都文物考古研究所， （2006年），《Jinsha Site : A 21st Century Discovery of Chinese Archaeology》（金沙—21世纪中国考古新发现），王平兴译。北京：五洲传播出版社。ISBN 7508508548.
- （简体中文）Wang, Xiao（王晓），《On the Early Funeral Coffin in Central China》（浅谈中原地区原始葬具），《中原文物》 ，（1997年），第3期，93–100，ISSN 1003-1731。
- （简体中文）Wang, Yongbo（王永波），《The Theoretical Thoughts of Jade Researching》（玉器研究的理论思考），《中原文物》，（2002年），第5期，24–29，ISSN 1003-1731。
- Wang Yu-ch'uan. "An Outline of The Central Government of The Former Han Dynasty," Harvard Journal of Asiatic Studies, Vol. 12, No. 1/2 (Jun., 1949): 134-187.
- Wang, Zhongshu. (1982). Han Civilization. Translated by K.C. Chang and Collaborators. 纽黑文與倫敦：耶魯大學出版社。ISBN 0300027230.
- （简体中文）Wang, Zichu（王子初），《A Chronology of Bells and Stone Chimes》（中国青铜乐钟的音乐学断代——钟磬的音乐考古学断代之二），《中国音乐学》，（2007年）第1期，5–36，ISSN 1003-0042。
- Watson, Burton (1961). Records of the Grand Historian: Han Dynasty II. Tran by Burton Watson. 紐約：哥倫比亞大學出版社，ISBN 0231081677.
- Watson, Burton (2003). Xunzi. 紐約：哥倫比亞大學出版社，ISBN 0231129653.
- West, Stephen H. "Playing With Food: Performance, Food, and The Aesthetics of Artificiality in The Sung and Yuan," in Harvard Journal of Asiatic Studies, Vol. 57, No. 1 (1997): 67–106.
- Wicks, Robert S. (1992). Money, Markets, and Trade in Early Southeast Asia: The Developments of Indigenous Monetary Systems to AD 1400. 伊萨卡：康乃爾東亞研究計劃出版品，ISBN 0877277109。
- Williams, Henry Smith (2004). A History Of Science. 蒙大拿州白魚鎮：Kessinger Publishing. ISBN 1419101633.
- Wilson, Andrew. “Machines, Power and the Ancient Economy”, in The Journal of Roman Studies, 2002, Vol. 92:1–32.
- Wilson, Robin J. (2001). Stamping Through Mathematics. 紐約：Springer-Verlag New York, Inc.
- Wood, Nigel. (1999). Chinese Glazes: Their Origins, Chemistry, and Recreation. 費城：賓州大學出版社，ISBN 0812234766。
- Woods, Michael and Mary Woods. (2000). Ancient Communication: Form Grunts to Graffiti. 明尼阿波里斯市：Runestone Press; an imprint of Lerner Publishing Group.
- （英文）Wright, David Curtis （2001年），《The History of China》（中国史），西點：Greenwood Press。ISBN 031330940X。
- Wu, Zhao. "The Origins of China's Musical Culture: Jiahu Turtleshell Shakers, Bone Flutes, and the Eight Trigrams," in La Pluridisciplinarité en archéologie musicale Vol. 2 1990:349–365. 巴黎：Maison des sciences de l'homme. ISBN 2735105784.
- Xu, Jay. "The Cemetery of the Western Zhou Lords of Jin," in Artibus Asiae , 1996, Vol. 56, No. 3/4:193–231.
- （英文）Yan, Hong-sen（顏鴻森），（2007年），《Reconstruction Designs of Lost Ancient Chinese Machinery》，多德勒克：Springer，ISBN 1402064594。
- （简体中文）Yang, Jian（杨坚），《The Origin and Development of Chinese Tofu》（中国豆腐的起源与发展），《农业考古》，（2004年），第1期，217–226，ISSN 1006-2335。
- （简体中文）You, Xiuling（游修龄），《Liangzhu Culture and Rice Cultivation》（良渚文化与稻的生产），《农史研究文集》，中国农业出版社，（1999年），1–8。
- （简体中文）You, Zhanhong（游战洪），《The Making Technique and Its Application in Military of Bow and Crossbow During Pre-Qin and Han Dynasty》（先秦两汉时弓弩炮的制作技术和作战性能），清华大学学报(哲学社会科学版)，第9卷，第3期，（1994年），74–86，ISSN 1000-0062。
- （简体中文）Yuan, Jing（袁靖），《New Zooarchaeological Evidence for Changes in Shang Dynasty Animal Sacrifice》（商代使用动物祭祀行为的变迁），《人类考古学杂志》，（2005年），第24期，252–270，ISSN 0278-4165。
- （简体中文）Zhang, Jiangkai（张江凯），《A Genealogical Study on the Pottery of Peiligang Culture》（裴李岗文化陶器的谱系研究），《考古与文物》，（1997年），第5期，32–52。ISSN 1000-7830。
- （简体中文）Zhao, Botao（趙伯陶），（2000年），《Twelve Animals in Chinese Zodiac》（十二生肖面面觀），濟南：齐鲁书社。ISBN 7533308999。
- Zhao, Jian. "The Early Warrior and the Birth of the Xia," in NUCB Journal of Language Culture and Communication, 2001, Vol. 3, No. 2:21–42.
- （简体中文）Zheng, Junlei（郑君雷），《The Distributing Western Han's Tombs in Youzhou》（论“西汉墓幽州分布区”），《考古与文物》，（2005年），第6期，47–53。ISSN 1000-7830。
- （简体中文）Zhou, Songfang（周松芳），《On the Story of Late Tang Poet Li He》（晚唐诗人李郃事迹考略），《中山大学研究生学刊(社会科学版)》，（1997年），第18卷，第3期31–35。
- （简体中文）Zhu, Yifang（朱怡芳），《An Analytical Study of the Characters of Jade Culture under Western Zhou's Clan Structure》（西周宗法结构下的玉石文化特征分析），《南京艺术学院学报（美术与设计版）》，（2008年），第1期，82–88。ISSN 1008-9675。
- Gleadow, Rupert (2001). The Origin of the Zodiac. New York: Dover Publications. ISBN 0486419398.
- Lewis, Bernard (1994). The Encyclopaedia of Islam. Leiden: Brill Academic Publishers.
- Svanberg, Ingvar (1989). Kazak refugees in Turkey. Uppsala: Academiae Ubsaliensis. ISBN 9155424384.